# الكويت
ٱلْكُوَيْتُ أو (رسميًّا: دَوْلَةُ ٱلْكُوَيْتِ) هي دولة عربية تقع في شمال شرق شبه الجزيرة العربية في الشرق الأوسط، جَنوبَ غربِ قارة آسِيا، وفي الركن الشَّمالي الغربي للخليج العربي يحدُّها شرقاً وشَمالاً وغرباً جُمهورية العراق، وجَنوباً المملكة العربية السُّعودية. مِساحتها 17,818 كيلومترًا مربعًا،  وسكانها كما في آخر إحصاء 4,67 مليون نسَمة. وتسمية الكويت مصغرة من لفظ «كوت» الذي هو: الحصن أو القلعة، وقد شُيِّد قريبًا من الساحل في القرن السابع عشر ميلادي. وأُسست مدينة الكويت سنةَ 1613 وتولى الحكم فيها أسرة آل صباح، وهم فرع من قبائل العتوب، وكانت مهنة جُلِّ سكان الكويت منذ تأسيسها  الغوص على اللؤلؤ والتجارة البحرية بين الهند وشبه الجزيرة العربية، الأمر الذي ساعد في تحويل الكويت إلى مركز تجاري في شمال الخليج العربي وجعلها ميناء رئيسي لكل من شبه الجزيرة العربية وبلاد الرافدين. وقد ظلت مهنة الغوص على اللؤلؤ العصب الأساسي للاقتصاد الكويتي حتى عام 1946 حين بدأت الحقبة النفطية بتصدير أول شحنة نفط.
حافظت إمارة الكويت على استقلالها الداخلي عن الدولة العثمانية من خلال حكم أسرة آل صباح
وهو الوضع الذي استمر حتى عهد الشيخ مبارك الصباح (1896-1915) والتي أصبحت الكويت في عهده تحت الحماية البريطانية بعد توقيع اتفاقية الحماية مع الإمبراطورية البريطانية في 23 يناير عام 1899، استغل الكويتيون هذه المعاهدة في بناء وتدعيم وإرساء قواعد الدولة الحديثة، إذ وفرت تلك المعاهدة للكويت الاستقرار السياسي الخارجي إلى حد كبير، لكن معاهدة الحماية البريطانية أُلغيت في 19 يونيو سنة 1961، وأُعلن عن استقلال دولة الكويت، وفي 11 نوفمبر سنة 1962 أُصدِرَ الدستور.
سياسيًا، تعدّ الكويت إمارة وراثية يحكمها أمير من ذرية الشيخ مبارك الصباح، ونظام الحكم فيها هو ملكي دستوري، وتتميز بنظام برلماني متمثلًا بمجلس الأمة الذي يمثل السلطة التشريعية. بينت المادة السادسة من الدستور أن نظام الحكم في الكويت ديموقراطي، السيادة فيه للأمة، التي هي مصدر السلطات جميعًا. مدينة الكويت هي العاصمة السياسية والاقتصادية لدولة الكويت، ففيها مقر الحكم والحكومة ومراكز البنوك الرئيسية، وسوق الكويت للأوراق المالية. الكويت عضو مؤسس في مجلس التعاون لدول الخليج العربية، وفي منظّمة الدول المصدرة للبترول - أوبك، وعضو في منظمة التعاون الإسلامي، عضو في جامعة الدول العربية منذ عام 1961، وعضو في الأمم المتحدة منذ عام 1963. تعدّ الكويت حليف رئيسي خارج الناتو للولايات المتحدة.
بدأت الحقبة النفطية بالكويت عام 1936 حينما اكتشف أول بئر نفط في منطقة  بحره شمال الكويت، إلا أن النفط المكتشف لم يكن بكميات تجارية حتى اكتشف حقل برقان والذي توقف العمل به 1942 بسبب ظروف الحرب العالمية الثانية؛ ومع انتهاء الحرب عادت أعمال الحفر بالحقل  لتصدر أول شحنة نفط في 30 يونيو سنة 1946. من الناحية الاقتصادية، تعد الكويت أحد أهم منتجي ومصدري النفط في العالم، فتمتلك خامس أكبر احتياطي نفطي في العالم، إذ يتواجد في أرضها 8.5% من احتياطي النفط بالعالم، ويمثل النفط والمنتجات النفطية ما يقرب من 87% من عائدات التصدير و80% من الإيرادات الحكومية. تعدّ الكويت من البلدان ذات الدخل المرتفع بحسب تصنيف البنك الدولي. تعود أسباب تلك القوة الاقتصادية إلى ضخامة الناتج المحلي الإجمالي (تعادل القدرة الشرائية) 167.9 مليار دولار، ونصيب الفرد المرتفع من الناتج المحلي الإجمالي الذي بلغ قرابة 45,455 دولار أمريكي في عام 2011، محتلة بذلك المركز الثامن عالميًا، والثاني عربيًا من حيث الناتج المحلي الإجمالي.

## التسمية

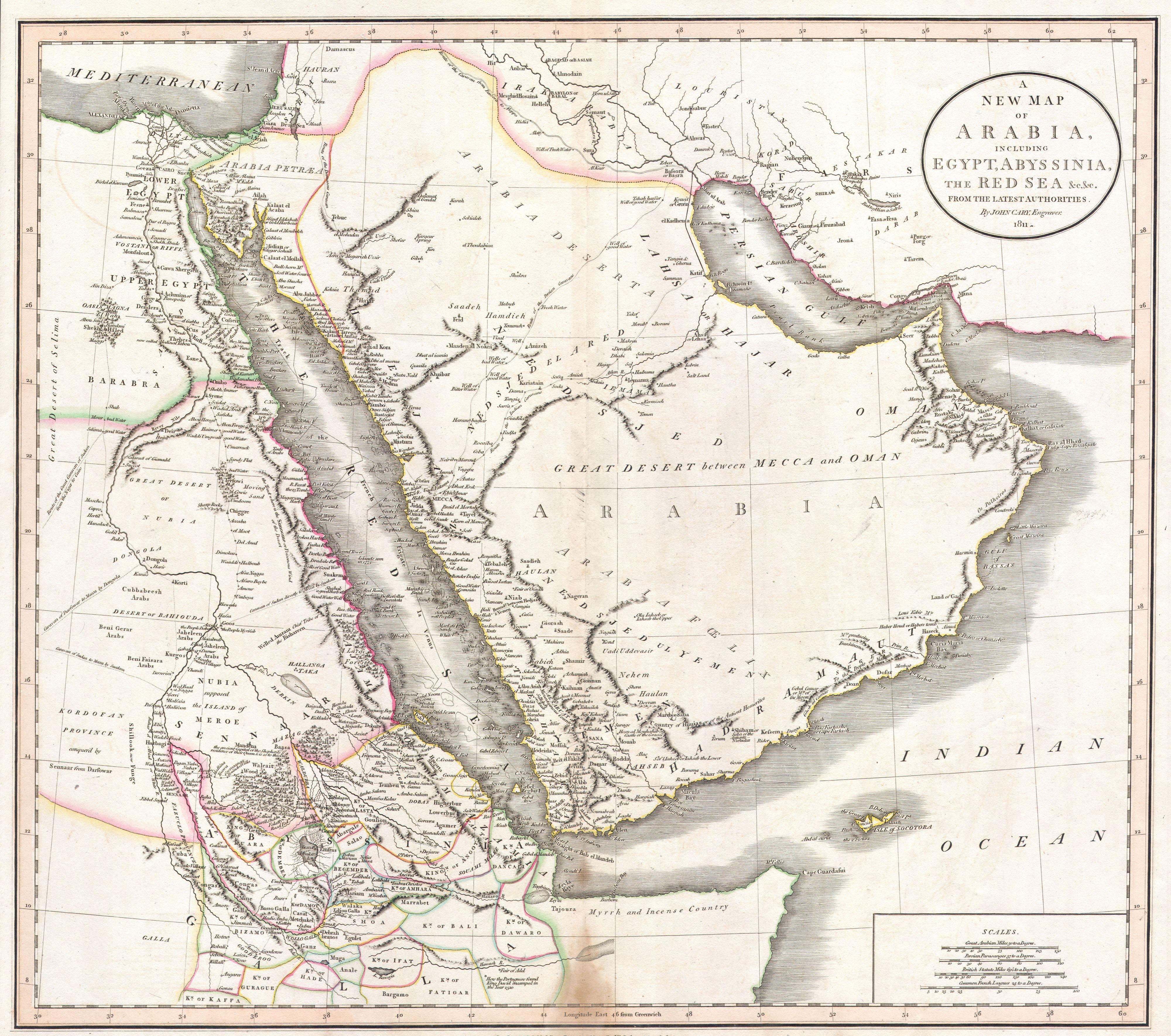
خارطة لرسام الخرائط الإنجليزي جون كيري عام 1811 تظهر فيها الكويت تحت اسمي القرين والكويت

عُرفت مدينة الكويت منذ أوائل القرن السابع عشر بالقرين ثم طغى اسم الكويت، وتسمية «القرين» و«الكويت» هما تصغير من «قرن» و«كوت» على التوالي، والقرن يعني التل أو الأرض العالية؛ أما الكوت فهي القلعة أو الحصن، ومعناه البيت المبني على هيئة قلعة أو حصن بجانب الماء. شاعت هذه تسمية أيضًا في العراق ونجد وما جاورهما من البلدان العربية.
وكلمة «كوت» تطلق على البيت المربع المبني كالحصن أو القلعة، وتبنى حوله البيوت الصغيرة وتكون صغيرة بالنسبة لحجمه، ويكون هذا البيت مقصدًا للسفن والبواخر التي ترسو عنده لتتزود منه بما ينقصها من الوقود والزاد وغير ذلك من حاجيات السفر. ولا تطلق كلمة الكوت إلا على ما بني قريبًا من الماء سواءً كان بحرًا أو نهرًا أو بحيرة أو مستنقع. وقد استعمل العرب هذه الكلمة وصرفوها تصريف الكلمات العربية من حيث التثنية والجمع والتصغير فيقال كوتان وأكوات وكويت للتصغير وكوتيّ نسبًا. كما شاع استعمال الكلمة في نجد والعراق وعربستان. لا يعرف على وجه التحديد تأثيل كلمة «كوت» إلا أن هناك من يرى أنها من أصل بابلي، حيث كان للبابليين مدينة تدعى كوت. وقد ورد ذكر هذه المدينة في الإنجيل بالعهد القديم في سفر الملوك الثاني الإصحاح 17 آية 24 ما نصه «وأتى ملك آشور من بابل وكوت وعوا وحماه».
وهناك من يرجع أصل الكلمة إلى اللغة الهندية حيث توجد مدينة «كال كوت» بالهند والتي تعني «قلعة كال» فيما يرجعها البعض إلى اللغة العربية، فيحتمل أنها محرفة من كلمة قوت العربية، إذ أنَّ معنى الكوت (بقلب حرف القاف إلى كاف) هو مخزن الأقوات،  أما البعض الآخر فيرى أن أصل الكلمة يرجع للغة البرتغالية.

## التاريخ

### التاريخ القديم

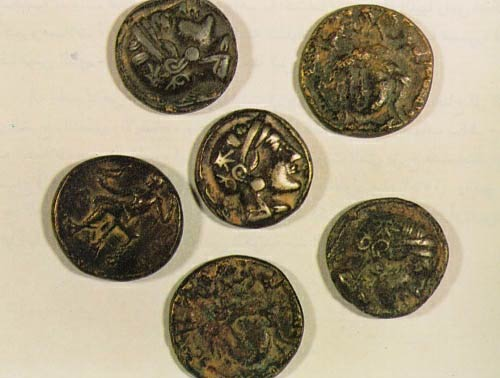
عملات أثرية عثر عليها في جزيرة فيلكا الكويتية.

كشفت أعمال التنقيب التي تمت في مناطق مختلفة في الكويت عن وجود آثار تاريخية ضاربة في القدم. على سبيل المثال عُثر في منطقة برقان على أدوات حجرية كرؤوس سهام وأزاميل تعود إلى العصر الحجري الوسيط، وعثر في منطقة الصليبيخات على أدوات صوانية تعود إلى العصر الحجري الحديث. كما عُثر على بعض الآثار في جزيرة فيلكا وجزيرة أم النمل تعود إلى الحضارة الهلينستية حيث تأثر سكان الكويت في تلك الفترة بالحضارة الدلمونية التي استقرت في البحرين، والحضارة الكاشية التي استقرت في العراق.
في القرن السادس قبل الميلاد عاش الهيلينستيون في جزيرة فيلكا في تل يسمى باسم تل خزنة. كان أول ظهور للكويت في التاريخ هو في عهد اليونانيين في القرن الثالث قبل الميلاد، حين استولت قوات الإسكندر الأكبر على جزيرة فيلكا، وأسماها اليونانيون باسم إيكاروس، كانت الجزيرة سكنًا لبعض اليونانيين وبعض التجار الأجانب وبعض السكان المحليين، وبسبب المنافسة التي برزت بين البيزنطيين في سوريا والبتراء وملوك مصر قلت أهمية الجزيرة، كما يوجد في فيلكا معبد يوناني لخدمة الإله أبولو.

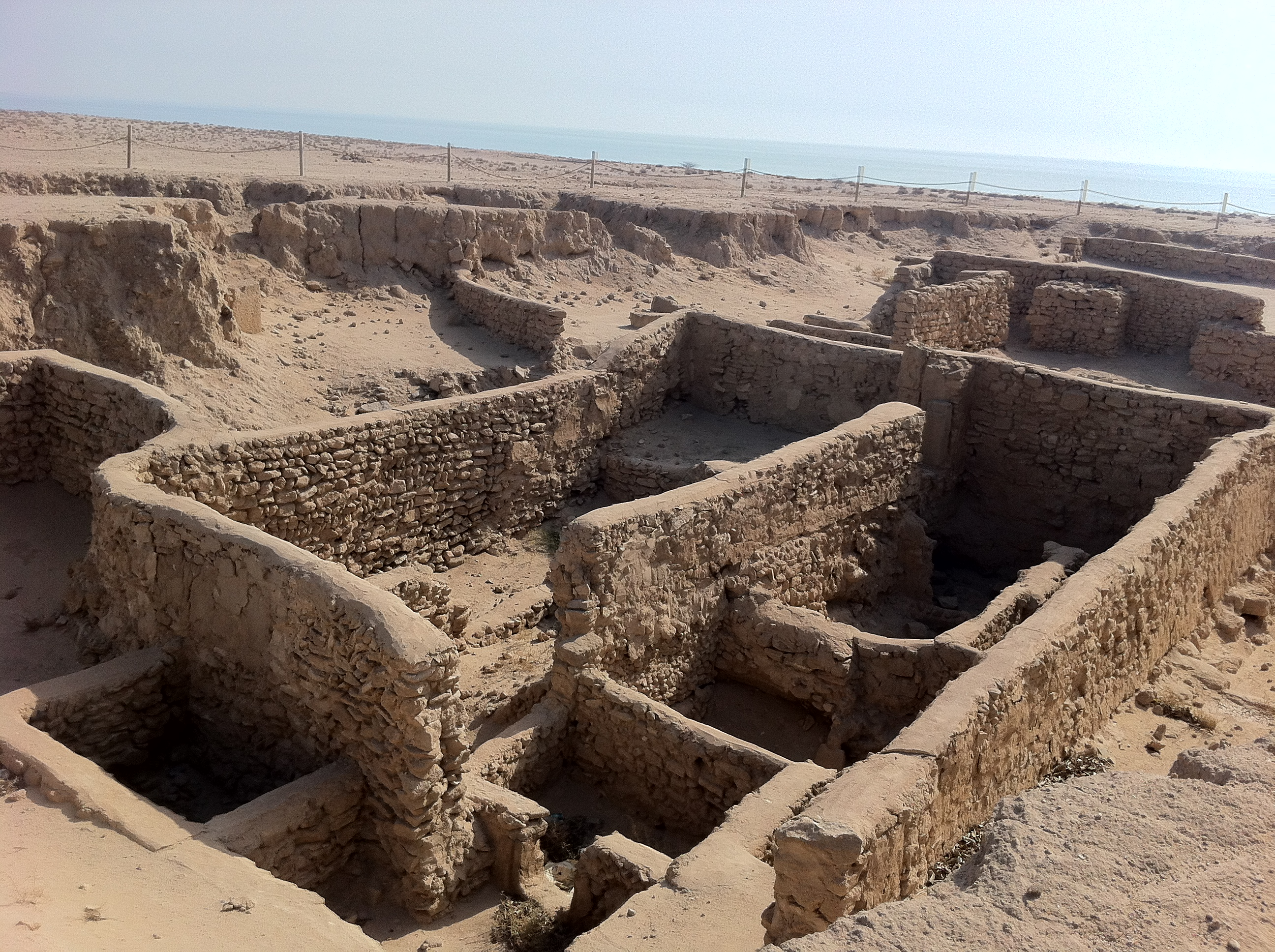
الآثار الموجودة في جزيرة فيلكا ترجع للعصر الهلنستي.

تسمية الجزيرة مختلف عليها، فهناك من يقول بأن التسمية يونانية، وهناك من يقول بأن التسمية برتغالية وهناك من يقول بأن التسمية عربية، كانت الجزيرة تُسمّى باسم أفانا، وسميت أيضًا باسم فيلكا وتعني في اللغة اليونانية الجزيرة البيضاء، ويحتمل أن تكون اللفظة محرفة من كلمة فيلكس في اللغة اليونانية التي تعني الجزيرة السعيدة.
في عام 1958 اكتُشف حجر إيكاروس الذي أثبت بشكل مؤكد أن الجزيرة كانت تسمى إيكاروس في أيام الإسكندر الأكبر، كما أطلق على الجزيرة اسم فيلكا أو فيلچا بلفظ السكان المحليين، وهي كلمة مأخوذة من كلمة فلج بمعنى الماء الجاري والأرض الطينية الصالحة للزراعة وسميت بهذا الاسم في العصور الإسلامية الأولى.
حدثت معركتان في الكويت في جبل واره، كانت الأولى هي يوم أوارة الأول والثانية هي يوم أوارة الثاني، المعركة الأولى كانت بين المنذر بن ماء السماء وقبيلة بكر بن وائل التي خرجت عن طاعته، فسار إليهم ليرجعهم إلى طاعته فأبوا، فقاتلهم وهزمهم وكان قد أقسم بأن يقتلهم في أعلى جبل واره حتى يسيل دمهم إلى الوادي، فبدأ في قتلهم في قمة الجبل، ولكن الدم جمد فقيل له لو صببت الماء لوصل الدم إلى الوادي، فصبوا الماء ووصل الدم إلى الوادي، وفي المعركة الثانية أعلنت قبيلة تميم العصيان على عمرو بن هند ملك الحيرة، وأغاروا على إبله، فقاتلهم وهزمهم، وأسر منهم الكثير وأمر بقتلهم وحرقهم في جبل واره.

### التاريخ الإسلامي
شهدت أرض كاظمة الواقعة في محافظة الجهراء والتي تبعد 40 كم شمال مدينة الكويت على ساحل جون الكويت معركة ذات السلاسل في عام 12 هـ وهي من معارك الفتح الإسلامي لفارس، وقعت المعركة بين المسلمين بقيادة الصحابي خالد بن الوليد والساسانيين بقيادة هرمز. وقد مُني الفرس بهزيمة قاسية مما مكّن المسلمين من التمدد نحو العراق وفارس. في الفترة من نهاية القرن التاسع إلى نهاية القرن الحادي عشر الميلادي دخلت منطقة الكويت مع جزء كبير من شبه الجزيرة العربية تحت حكم القرامطة القوي الذي هدد الخلافة العباسية في بغداد؛ وبعد اضمحلال هذه الدولة نشأة على أنقاضها مجموعة من الإمارات المحلية ذات الصفة القبلية واستمرت إلى نهاية القرن الخامس عشر الميلادي. كان ميناء كاظمة على ساحل الكويت يؤدي في تلك الفترة وظيفة البوابة البحرية لشرقي الجزيرة العربية.

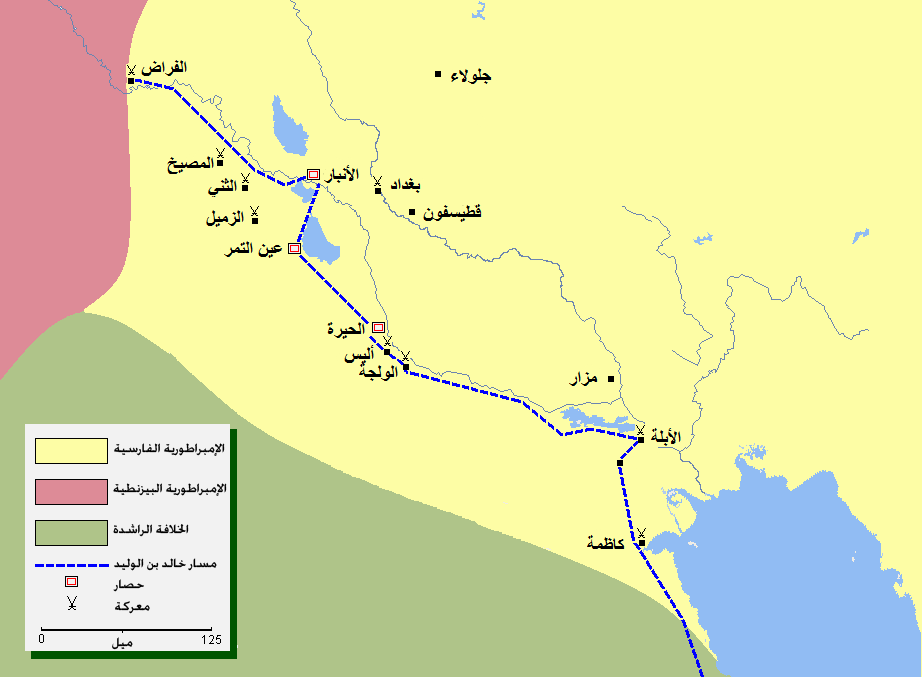
موقع معركة ذات السلاسل في كاظمة بالكويت

ثم تعرضت الكويت لنفوذ مملكة هرمز لمدة مئتي عام في القرنين 14 و15 قبل أن يستولي البرتغاليون عليها سنة 1507م فانتقل حكم الكويت إليهم لفترة من الزمان. وعندما حاول العمانيون التخلص من النفوذ البرتغالي وطردهم منها، أرسل أهالي قريتي القرين وكاظمة سنة 1649م سفنًا وسلاحًا وأموالًا إلى سلطان عمان ناصر بن مرشد لمعاونته في تلك الحروب.

### التاريخ الحديث

أحياء مدينة الكويت قديمًا.

إحدى بوابات سور الكويت

تأسست مدينة الكويت سنة 1613 كمدينة تجارية على ساحل الخليج العربي واستوطنها العتوب الذين استأذنوا بني خالد حكام الإحساء سنة 1715 بالإقامة فيها فأذنوا لهم، فاستقروا فيها تحت حماية بني خالد حيث زاولوا التجارة وامتهنوا الغوص لجمع اللؤلؤ والتجارة البحرية من وإلى الهند، وازدهرت أعمالهم وازداد عدد السكان في المدينة. وفي سنة 1783 خاضت الكويت أولى صراعاتها مع القوى الإقليمية، حين نشبت معركة الرقة البحرية ضد قبيلة بني كعب بالقرب من جزيرة فيلكا، وانتهت المعركة بانتصار الكويتيين، تلى ذلك بناء أول سور دفاعي حول مدينة الكويت سنة 1783 بلغ طوله 750 مترًا، فيما بني السور الثاني للمدينة عام 1815 وبلغ طوله 2300 مترًا.
حافظت الكويت على استقلالها عن الدولة العثمانية حتى عام 1871 حين قرر العثمانيون توسيع نفوذهم في منطقة شرق الجزيرة العربية، فاستولوا بمشاركة أمير الكويت على الاحساء والقطيف، وأسسوا لواء نجد ثم قاموا بدمج إمارة الكويت وإمارة قطر إداريًا بالدولة العثمانية ليصبحان قضائين تابعين لولاية بغداد وذلك ضمن سلسلة واسعة من الإصلاحات الإدارية عرفت باسم «التنظيمات العثمانية»، وتقرر رُفع العلم العثماني الأحمر سنة 1871م على السفن الكويتية بدلًا من العلم السليمي، وحصل الشيخ عبد الله بن صباح على لقب قائم مقام. وعلى الرغم من تلك الإصلاحات الإدارية لم يتغير شيء على أرض الواقع في العلاقات العثمانية الكويتية فقد كان لقب قائم مقام الذي حمله حكام الكويت ينظر لهُ كمنصب شرفي، وتعهدت الدولة العثمانية باستمرار الحكم الذاتي في الكويت. فلم تتواجد أي إدارة مدنية عثمانية داخل الكويت ولا أي حامية عسكرية للعثمانيين، كما لم يخضع الكويتيين للتجنيد في خدمة الجيش العثماني ولم يدفعوا أي ضربية مالية لهم. وظل هذا الوضع السياسي قائمًا حتى عهد الشيخ مبارك الصباح (1896-1915) حين أصبحت الكويت في عهده تحت الحماية البريطانية بعد توقيع اتفاقية الحماية مع الإمبراطورية البريطانية في 23 يناير عام 1899.

الشيخ مبارك الكبير مؤسس الكويت الحديثة.

كان الشيخ مبارك الصباح قد دخل في أزمة سياسية مع العثمانين استمرت من عام 1896 إلى عام 1899 بسبب مقتل شقيقه حاكم الكويت الأسبق محمد الصباح، ومحاولة العثمانيين استغلال الحادثة لفرض سيطرتهم التامة على الكويت، مما دفعه إلى طلب الحماية البريطانية في سبتمبر من عام 1897، إلا أن طلبه قوبل بالرفض، ذلك لأن بريطانيا لم تكن ترى ضرورة التدخل في شؤون المنطقة، إلا أنها غيّرت موقفها ووافقت على إبرام الاتفاقية في 23 يناير سنة 1899 بسبب خشيتها من امتداد النفوذ الألماني الذي كان يسعى لمد سكة حديد من برلين إلى كاظمة شمال جون الكويت. ظلت الكويت خاضعة للنفوذ العثماني حتى سنة 1899، حيث ارتبطت بمعاهدة مع الإمبراطورية البريطانية وقّعها الشيخ مبارك الصباح مع ممثل بريطانيا في 23 يناير 1899 في الكويت عرفت باسم معاهدة الصداقة الأنجلو-كويتية. ينص أحد بنود الاتفاقية بأن لا يقبل الشيخ مبارك وكيلًا أو قائم مقام من جانب أي حكومة وأن يمتنع عن منح أو بيع أو رهن أو تأجير أي قطعة أرض من أراضي الكويت لدولة أخرى دون أن يحصل على إجازة من بريطانيا. بالمقابل حصلت بريطانيا على العديد من المزايا، منها إقامة مكتب بريدي تابع لشركة الهند البريطانية للملاحة، وعلى تعهد من الشيخ مبارك بعدم السماح لأي حكومة أخرى بإنشاء مكتب بريد في بلاده ثم تبعها إنشاء وكالة سياسية في الكويت عام 1904،  وهو ما منح بريطانيا سيطرة على سياسة الكويت الخارجية مقابل التعهد بالحماية .

الكويت عام 1910 الشيخ مبارك الصباح وبجانبه الأمير عبد العزيز آل سعود.

في عام 1901 هاجم الشيخ حمود الصباح والشيخ جابر المبارك الصباح قبائل ابن رشيد من شمر في الرخيمة وغنموا غنائم عديدة. وفي نفس العام حشد الشيخ مبارك قوات كبيرة وسار إلى حائل عاصمة دولة آل رشيد والتقى مع عبد العزيز بن متعب بن عبد الله الرشيد في معركة الصريف في شمالي غرب بريده، هُزم ابن رشيد في بداية الأمر إلا أن المعركة انتهت بانتصار قوات عبد العزيز الرشيد وعادت نجد لنفوذه. وفي عام 1903 أغارت قوات مشتركة بقيادة كل من عبد العزيز بن عبد الرحمن آل سعود والشيخ جابر المبارك الصباح على سلطان الدويش في جو لبن بالصمان بسبب ميله لابن رشيد وغنموا 5,000 رأس من الإبل، وفي عام 1910 حدثت معركة هدية بين مبارك الصباح وعبد العزيز بن سعود أمام ابن سعدون زعيم المنتفق، قاد القوات الكويتية الشيخ جابر المبارك الصباح، وأغار على جيش السعدون الذي كان أكثر منهم عددًا، فانهزموا وتركوا الكثير من الأمتعة والإبل والخيل للسعدون، وقد سميت بذلك المعركة باسم "معركة هدية". قدم بعض الدعم المالي للدولة العثمانية في حروبهم مع الطليان في ليبيا.

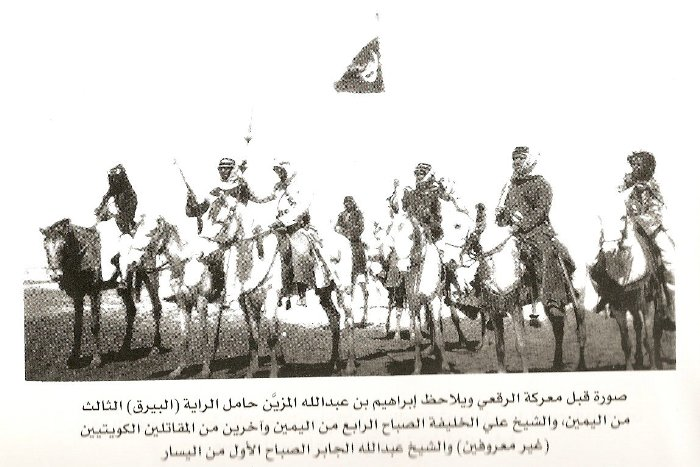
الشيخ عبد الله جابر الصباح يتقدم علي الخليفة الصباح وعلي السالم الصباح في معركة الرقعي.

وفي عام 1914 واجهت الدولة العثمانية المتاعب المثارة بينها وبين سلطان نجد، ووجدت في الشيخ مبارك الصباح الرجل الذي يمكنه المساعدة في إيجاد صيغة مشتركة بينها وبين عبد العزيز آل سعود لحل المشكلات. لعبت الكويت دور الوساطة في مؤتمر الصبيحية الذي عقد في جنوب الكويت، ويلاحظ أن مراسلات الشيخ مبارك الصباح مع الدولة العثمانية لم تكن تختم بلقب قائمقام، بل كان يسمي نفسه «حاكم الكويت ورئيس قبائلها»، وفي عام 1914 قرر مبارك الصباح رفع علم خاص به، وهو علم أحمر وفي وسطه كلمة كويت، واختار من العلم ثلاثة أشكال: مثلثًا للإمارة ومربعًا للدوائر الحكومية ومستطيلًا للسفن، طرأت على هذا العلم بعض التعديلات الطفيفة ولكن استمر العمل به حتى عام 1961م.
وخلال فترة حكم الشيخ مبارك شهدت الكويت نهضة تعليمية، إذ شُيّدت أولى المدارس النظامية في الكويت عام 1911 وسميت باسم المدرسة المباركية تيمنًا بالشيخ مبارك، كما شُيد في عهده أيضًا أول مستشفى نظامي في مدينة الكويت ودائرة الجمرك. بعد وفاة الشيخ مبارك في سنة 1915 خلفه ابنه الأكبر الشيخ جابر المبارك الصباح، لكن فترة حكمه لم تستمر سوى سنتين حتى وفاته، فخلفه أخوه الشيخ سالم المبارك الصباح في الحكم، الذي دخل في نزاع حدودي مع سلطنة نجد مما أدى لنشوب معارك مع جماعة الإخوان وبناء السور الثالث حول مدينة الكويت سنة 1920، وبعد شهور من بناء السور هاجم الإخوان الكويت في معركة الجهراء. توفي الشيخ سالم المبارك الصباح في سنة 1921، وخلفه في الحكم الشيخ أحمد الجابر الصباح الذي أنهى المشاكل بين الكويت ونجد، ووقع معاهدة العقير في 2 ديسمبر 1922 والتي رُسمت فيها حدود سلطنة نجد الشمالية مع مملكة العراق من جهة والكويت من جهة أخرى. شهد عهد الشيخ أحمد الجابر الصباح أول حدث سياسي منظم ساهم في تحديد السلطات في الدولة وطريقة إدارتها وأول مشاركة مباشرة من الشعب في إدارة شؤون البلاد وذلك بعد إنشاء مجلس الشورى في عام 1921، لكن أعمال المجلس لم تستمر طويلًا بسبب عدم تفرغ أعضائه لشؤونه فأنهى أعماله بعد شهرين من إنشائه.
في يناير 1928 هاجم الإخوان بادية الكويت وقاموا بسلب الجمال والأغنام، مما دفع القوات الكويتية بقيادة علي الخليفة الصباح وعلي السالم الصباح لملاحقتهم والاشتباك معهم في معركة الرقعي، تعرضت الكويت لأمطار غزيرة عام 1932 أدت لتهدم العديد من المنازل وتضرر أكثر من 18,000 شخص، وعرفت هذه السنة بالهدامة. كما شهدت الكويت في عهده نهضة سياسية تمثلت في تأسيس أول مجلس تشريعي عام 1938، وهو أول مجلس نيابي منتخب في تاريخ الكويت السياسي.
في سنة 1937 اكتُشف أول بئر نفط  وهو بئر بحره، إلا أن النفط لم يصدّر بسبب ظروف الحرب العالمية الثانية، بعدها صدرت أول شحنة نفط في 30 يونيو سنة 1946. وفي سنة 1948 تأسست مدينة الأحمدي، التي سميت بهذا الاسم نسبة إلى الشيخ أحمد الجابر الصباح، في 29 يناير 1950 توفي الشيخ أحمد الجابر الصباح، فتولى الحكم في 25 فبراير سنة 1950 الشيخ عبد الله السالم الصباح الملقب «أبو الدستور»، إذ كان أول من دعى إلى تنظيم الحياة السياسية في الكويت ووضع دستور لها، وفي عهده تأسس المجلس الأعلى وظهر التوسع العمراني، مما أدى لهدم سور المدينة سنة 1957 والإبقاء على بواباته الخمس وبدأ الناس بالخروج من داخل السور.

الشيخ عبد الله السالم الصباح يتسلم الدستور من عبد اللطيف محمد الغانم.

وفي 19 يونيو سنة 1961 ألغيت معاهدة الحماية البريطانية التي وقعت في 23 يناير عام 1899، وأُعلن استقلال دولة الكويت، وبعد الاستقلال قرر أمير الكويت آنذاك الشيخ عبد الله السالم الصباح أن يؤسس نظامًا ديمقراطيًا يشترك فيه الشعب بالحكم، وكانت البداية بوضع دستور دائم للكويت، فتقرر عمل انتخابات لاختيار ممثلين من الشعب يصيغون الدستور، وفي يوم 26 أغسطس 1961 أصدر الشيخ عبد الله السالم الصباح مرسوم أميري رقم 22 لسنة 1961 يقضي بإجراء انتخابات للمجلس التأسيسي. في 11 نوفمبر سنة 1962 صدر الدستور الجديد، وفي 7 سبتمبر 1961م صدر قانون جديد بشأن العلم الوطني ليكون العلم الجديد رمزًا لاستقلال البلاد، فاستبدل العلم القديم بالجديد صبيحة يوم 24 نوفمبر 1961. استمر المجلس التأسيسي بالعمل لغاية 20 يناير 1963 ولاحقًا حل نفسه لإجراء أول انتخابات برلمانية في تاريخ الكويت لاختيار أعضاء مجلس الأمة الأول والتي جرت في 23 يناير 1963، ثم تشكّلت الوزارة لأول فصل تشريعي بتاريخ الكويت في 28 يناير عام 1963 وكانت برئاسة الشيخ صباح السالم الصباح.
وفي عام 1965 توفي الشيخ عبد الله السالم الصباح، فتولّى أخوه الشيخ صباح السالم الصباح مقاليد الحكم حتى وفاته في 31 ديسمبر 1977، يذكر أن الشيخ صباح هو أول وزير للخارجية في تاريخ الكويت وذلك بالوزارة الأولى من عام 1962، وبعد وفاته تولّى الشيخ جابر الأحمد الصباح الحكم في 31 ديسمبر سنة 1977، وكان صاحب فكرة إنشاء مجلس التعاون الخليجي، وفي 8 فبراير 1978 عيّن الشيخ سعد العبد الله السالم الصباح وليًا للعهد  وذلك بعد أن قامت أسرة الصباح بتزكيته كولي للعهد من بين ثلاثة منافسين وهم صباح الأحمد الصباح وجابر العلي الصباح.

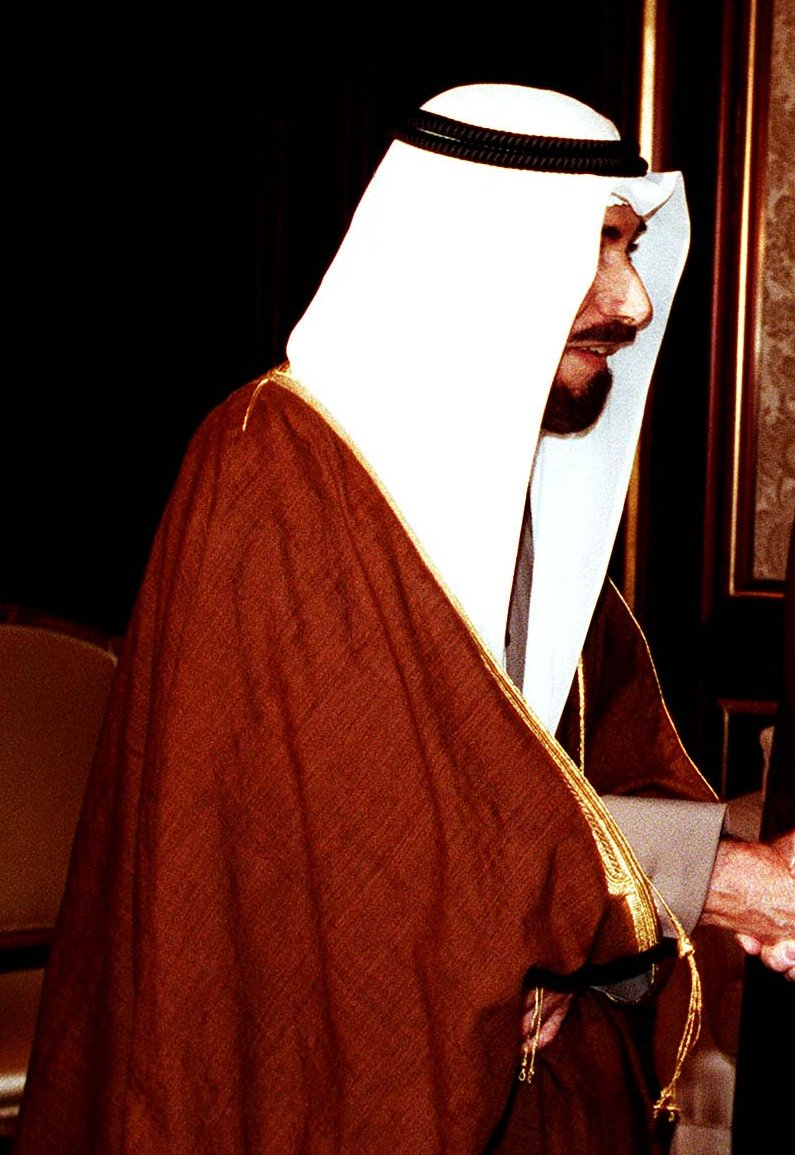
الشيخ جابر الأحمد الصباح صاحب فكرة إنشاء مجلس التعاون الخليجي.

في صيف عام 1982 حدثت أزمة سوق المناخ، وهي إحدى أكبر الهزات في تاريخ الكويت الاقتصادي، حين عجز العديد من المتداولين في بورصة الكويت عن دفع بعض الشيكات المؤجلة، وكان العديد من المستثمرين يشترون ويبيعون الأسهم بالآجل، مما أدى إلى ارتفاع قيمة الأسهم ثم انخفاضها بشكل كبير وتسبب بحدوث أكبر أزمة اقتصادية في الكويت. وقد حلت الحكومة المشكلة بعد شراءها أسهمًا بقيمة 2,5 مليار دولار أمريكي.

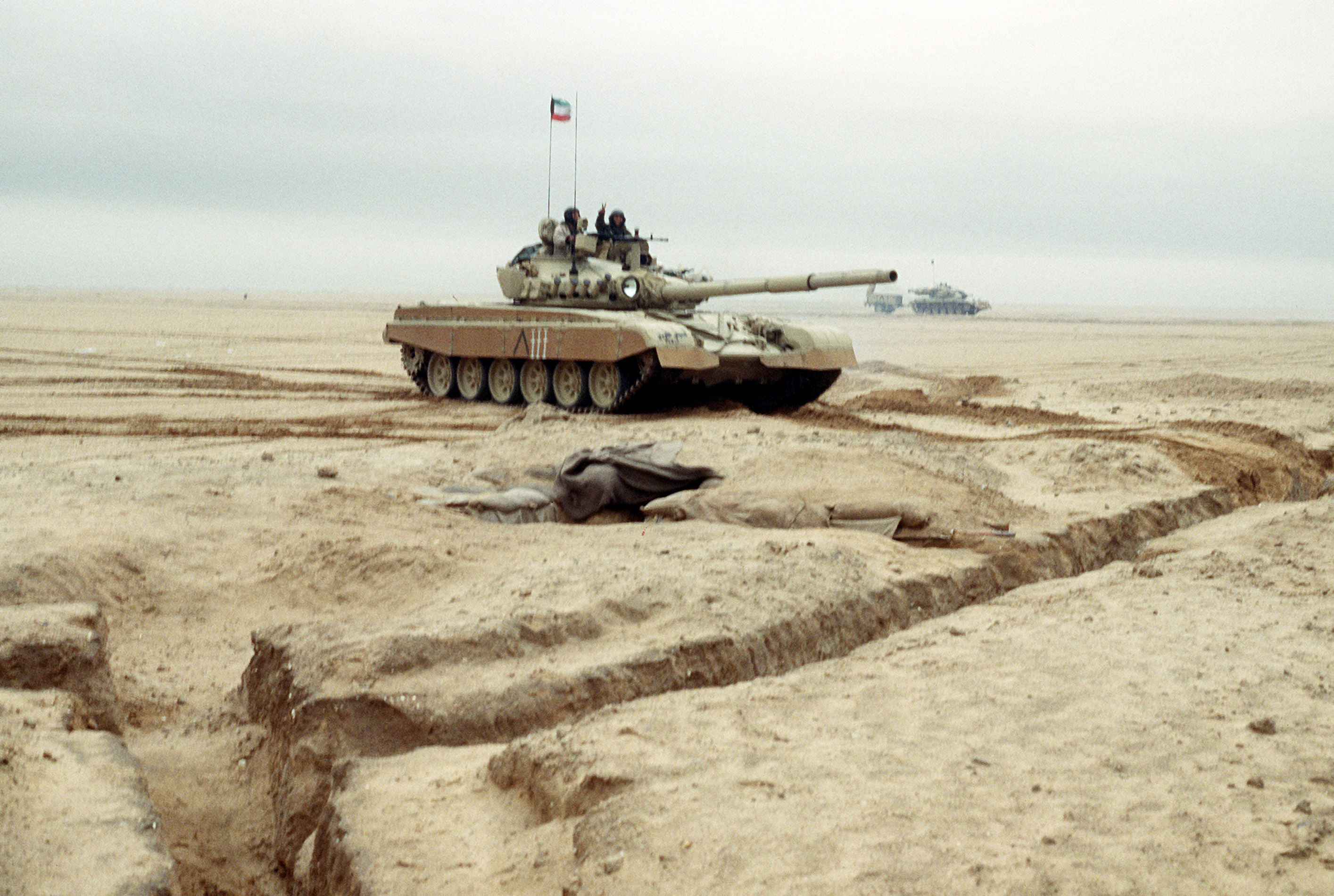
دبابة M-84 كويتية خلال حرب الخليج الثانية.

وفي 2 يوليو سنة 1986 تم حل مجلس الأمة الكويتي من قبل الأمير. وفي عام 1983 تعرضت الكويت لسلسلة من التفجيرات وقعت في مدينة الكويت، أطلق عليها اسم تفجيرات الكويت 1983 واستمرت من ديسمبر 1983 إلى مايو 1988. استهدفت الهجمات منشآت أجنبية وكويتية وسفارات أجنبية مهمة في الكويت ويعتقد أن منفذي التفجيرات منظمات راديكالية بقيادة حزب الدعوة العراقي. شملت التفجيرات كل من السفارة الأمريكية في الكويت، وموكب الشيخ جابر الأحمد الصباح، والمقاهي الشعبية، بالإضافة لخطف طائرتي الجابرية وكاظمة. في يوم 25 مايو 1985 تعرّض الشيخ جابر لمحاولة اغتيال باءت بالفشل حين كان في طريقة إلى مكتبه في قصر السيف، وكانت هذه المحاولة عن طريق سيارة مفخخة، وقتل في تلك العملية اثنان من مرافقيه، يعتقد بأن سبب محاولة الاغتيال هو موقف الكويت من حرب الخليج الأولى بين إيران والعراق، حيث أيدت الكويت العراق في الحرب، وكانت المحاولة من مناصري إيران في الحرب، ونفذ العملية عضو في حزب الدعوة الإسلامية العراقي وهو «جمال جعفر علي الإبراهيمي» المعروف باسم «أبو مهدي المهندس»، واتهمت الكويت إيران بالوقوف وراء محاولة الاغتيال. وفي عام 1988 اختُطفت طائرة تابعة للخطوط الجوية الكويتية اسمها «الجابرية» وقتل الخاطفون بعض ركابها، اتهمت الكويت حزب الله بالوقوف وراء حادثة الاختطاف.
في 2 أغسطس عام 1990 غزا العراق الكويت، وأعلن بعدها في 4 أغسطس عن تأسيس جمهورية الكويت التي سيرت شؤونها حكومة كويتية مؤقتة برئاسة أحد ضباط الجيش الكويتي وهو العقيد علاء حسين. استمرت الحكومة حتى 8 أغسطس 1990، حتى إعلان ضم الكويت للعراق، واعتبارها المحافظة التاسعة عشر للعراق، وعيّن قائد الجيش الشعبي يومها عزيز صالح النومان محافظًا للكويت، إلا أن الأمم المتحدة لم تعترف بهذا القرار وطالبت العراق بالانسحاب من الكويت.

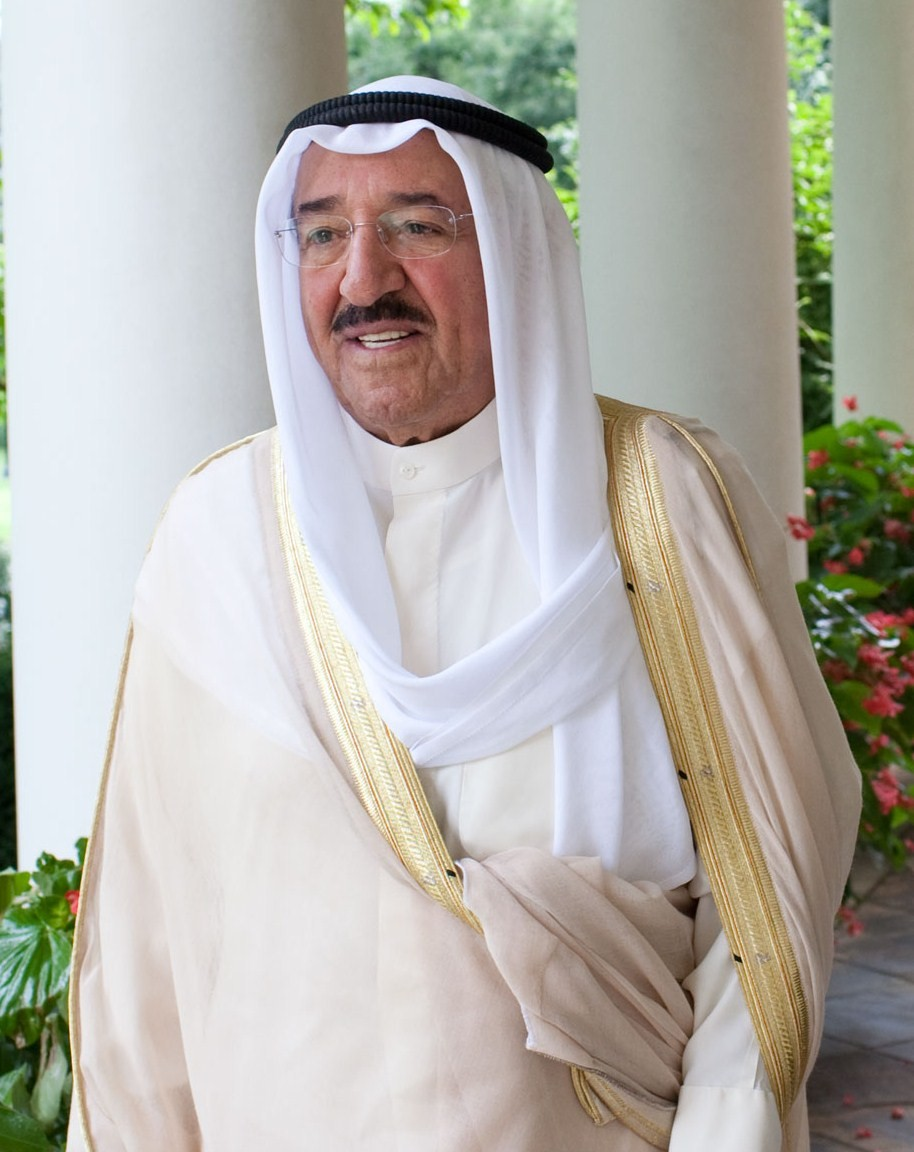
الشيخ صباح الأحمد الصباح أمير الكويت الراحل بين 2006 /2020.

استمر الاحتلال العراقي 7 شهور، وخلاله كان للكويتيين دور كبير في مقاومة الجيش العراقي، ففي يوم 24 فبراير سنة 1991 هاجم الجيش العراقي منزلًا يتحصن فيه 19 من المقاومين، عرف لاحقًا باسم بيت القرين، قُتل أثناء الهجوم العراقي 12 فردًا من المقاومين بينما دُمر البيت بشكل جزئي، واليوم تحول هذا البيت إلى متحف لعرض أحداث الغزو. اندلعت حرب الخليج الثانية بعد هذه الحادثة بين العراق وتحالف دولي من 32 دولة بقيادة الولايات المتحدة الأمريكية عن طريق استخدام الأراضي السعودية، أسفرت الحرب عن انتصار قوات التحالف وتحرير دولة الكويت في يوم 26 فبراير 1991. يُذكر أن المملكة العربية السعودية قد استضافت المواطنين الكويتيين أثناء الحرب.

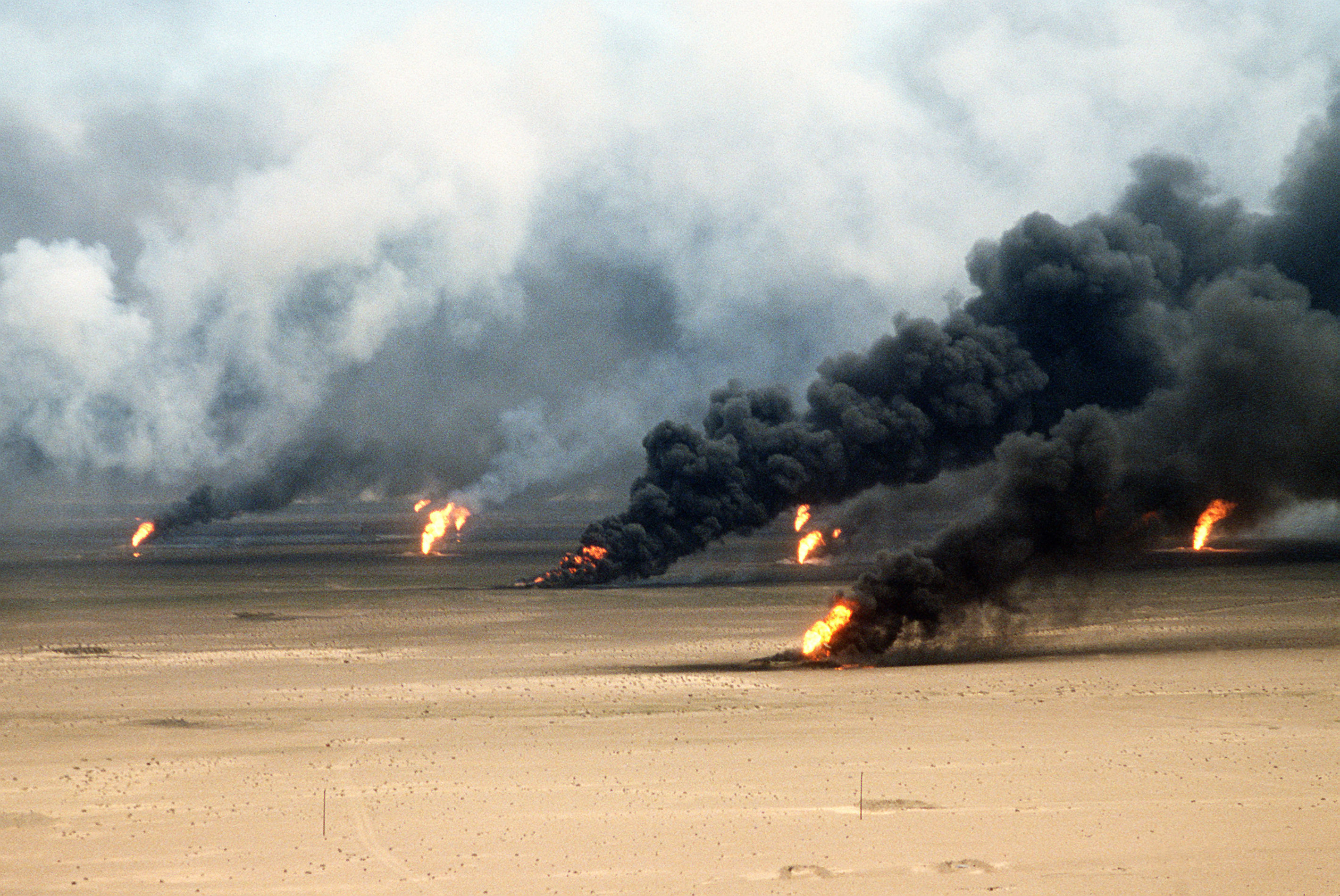
منظر من الجو لآبار نفط مشتعلة.

وقبل تحرير الكويت بأيام، دمر الجيش العراقي ما يُقارب من 1073 بئر نفطي في الكويت، وذكر الخبراء بأن الآبار لن تطفئ قبل ثلاثة سنوات، بدأ العمل على إطفاء الآبار في 3 مارس من عام 1991 أي بعد أسبوع واحد من التحرير، وفي 6 نوفمبر من نفس العام تم إخماد آخر بئر نفطي مشتعل في الكويت. كان الشيخ سعد العبد الله الصباح من أوائل القادمين للكويت بعد التحرير، وأصبح حاكمًا للبلاد بعد تطبيق الأحكام العرفية التي رُفعت في 26 يونيو من عام 1991 أي بعد أربعة أشهر من تطبيقها.
وفي 15 يناير من عام 2006 توفي الشيخ جابر الأحمد  ونودي بالشيخ سعد العبد الله الصباح أميرًا للكويت بحسب الدستور حيث كان ولي العهد، وبسبب ظروفه الصحية ومرضه،  عُزل بقرار من البرلمان، وبويع الشيخ صباح الأحمد الصباح أميرًا لدولة الكويت وكان في وقتها رئيسًا لمجلس الوزراء. في 29 يناير سنة 2006 بويع الشيخ صباح الأحمد الصباح أميرًا للكويت، وأدى اليمين الدستورية في 29 يناير من نفس العام. وتم تعيين الشيخ نواف الأحمد الصباح وليًا للعهد بعد تزكيته من الأمير ومبايعته في مجلس الأمة.

## السياسة

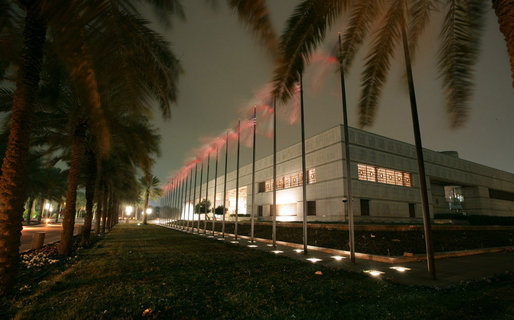
قصر بيان، أحد القصور الأميرية في الكويت.

بحسب نص المادة الرابعة من الدستور فإن الكويت إمارة وراثية يحكمها أمير من ذرية الشيخ مبارك الصباح وهي تتبع نظام برلماني دستوري ملكي. يتعين على الأمير بعد توليته مسند الإمارة أن يرشح شخصًا من ذرية الشيخ مبارك الكبير لولاية العهد خلال سنة على الأكثر من توليه الحكم، ثم يُعرض اسم المرشح الذي تنطبق عليه الشروط الدستورية على مجلس الأمة، ويشترط موافقة مجلس الأمة  على اسم المُرشح لولاية العهد بأغلبية الأعضاء الذين يتألف منهم المجلس.

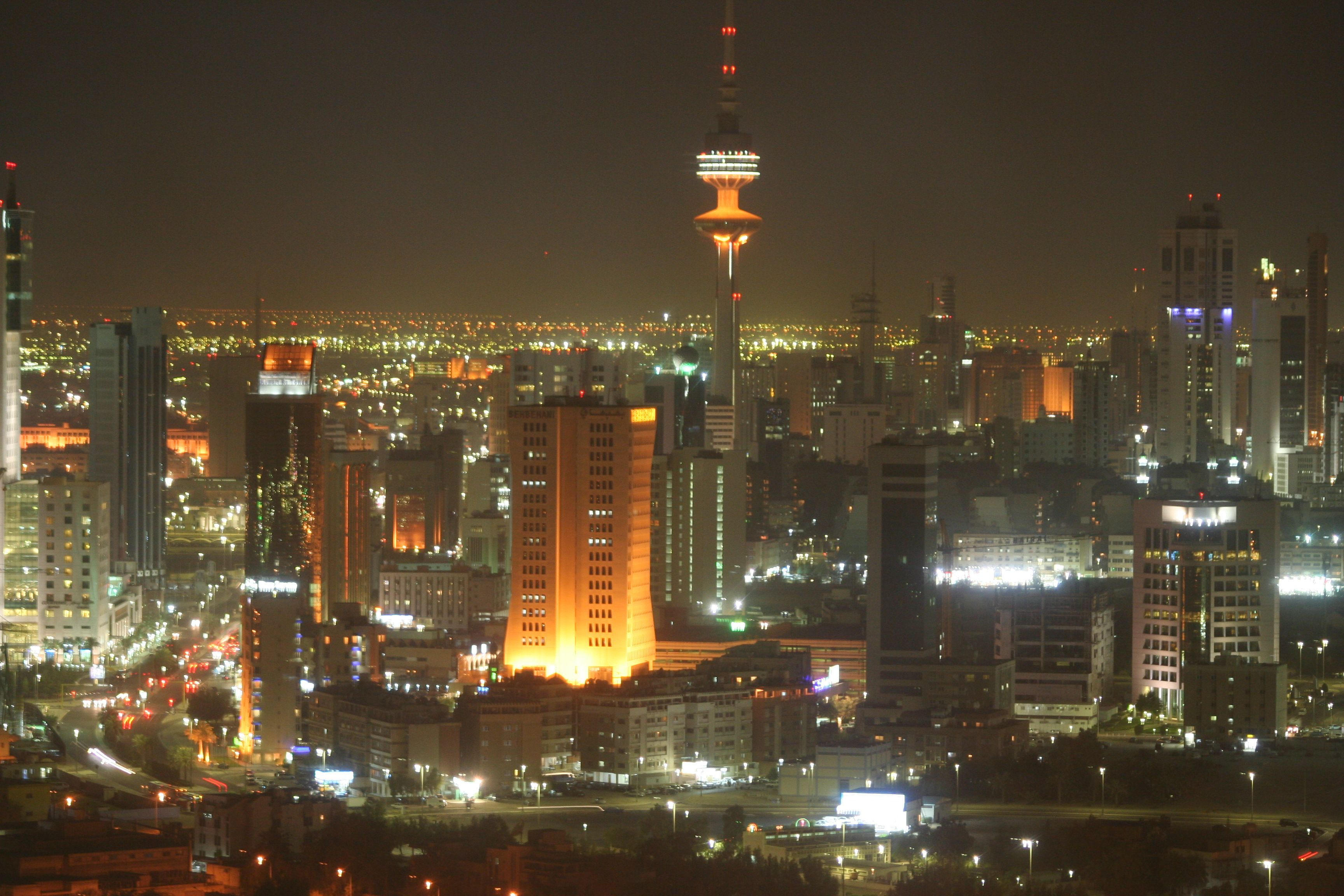
مدينة الكويت.

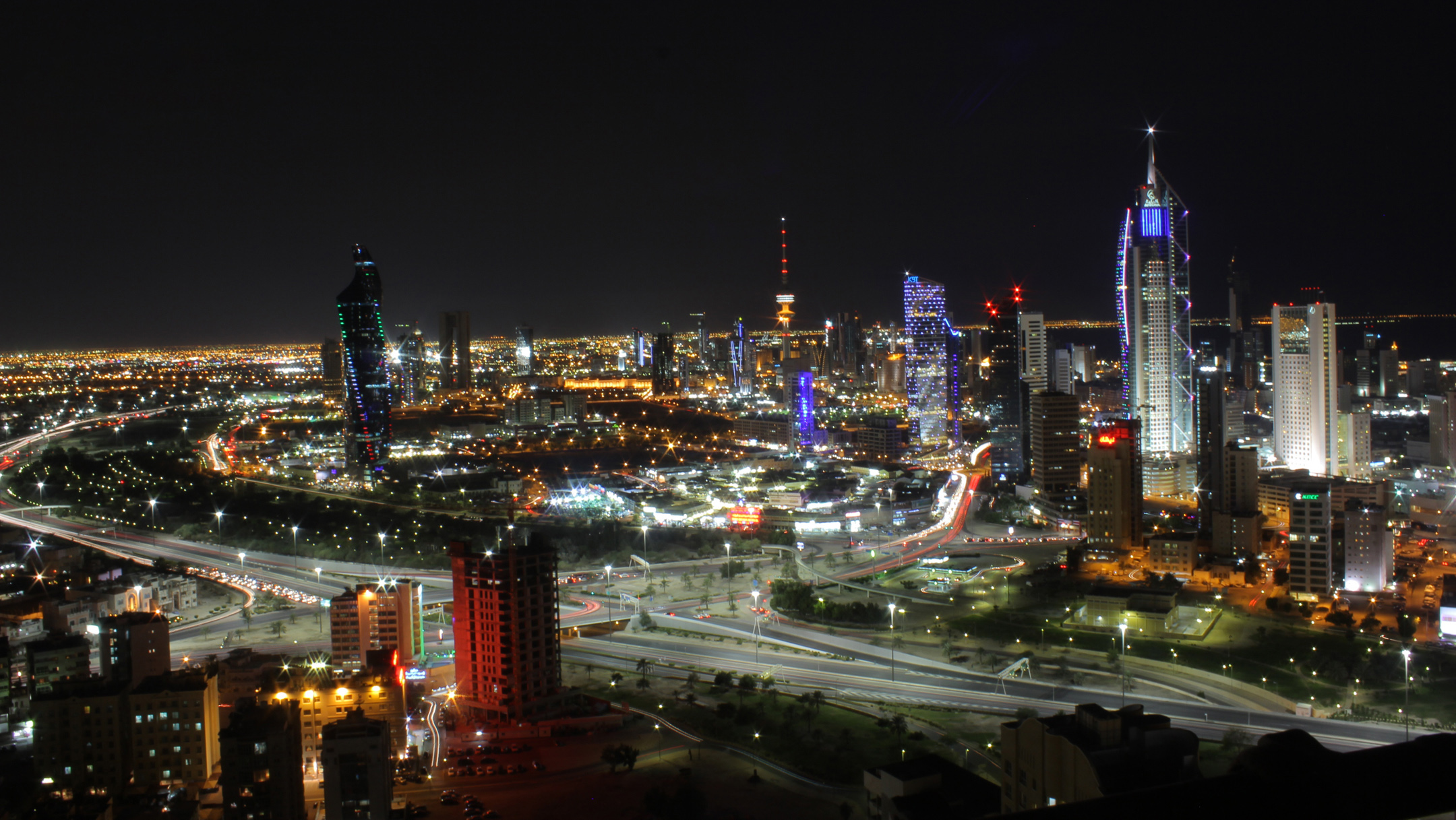
مدينة الكويت.

وإذا لم يحصل المرشح لولاية العهد على الأغلبية المطلوبة، تعين على الأمير بحسب نص المادة الرابعة من الدستور أن يزكي ثلاثة على الأقل ممن تنطبق عليهم الشروط، فيبايع مجلس الأمة أحدهم وليًا للعهد بأغلبية الأعضاء الذين يتألف منهم المجلس. وإذا لم يحصل على موافقة أغلبية المجلس يقوم الأمير بترشيح ثلاثة أشخاص من ذرية مبارك الصباح فيبايع المجلس أحدهم وليا للعهد. ويشترط في ولي العهد أن يكون رشيد وعاقل ومسلم وابنُا شرعيًا لأبوين مسلمين وأن لا يقل عمره يوم مبايعته عن ثلاثين سنة ميلادية كاملة.
وبينت المادة السادسة من الدستور أن نظام الحكم في الكويت ديموقراطي السيادة فيه للأمة مصدر السلطات جميعًا. ونصت المادة 50 أن نظام الحكم يقوم على أساس فصل السلطات مع تعاونها وهي كل من السلطة التنفيذية ويتولاها الأمير ومجلس الوزراء والسلطة التشريعية ويتولاها الأمير ومجلس الأمة والسلطة القضائية وتتولاها المحاكم باسم الأمير.

### السلطات العامة
- السلطة التنفيذية : وتتمثل بالأمير وبمجلس الوزراء الذي يتكون من 16 وزير، وينص الدستور ألّا يزيد عدد الوزراء عن ثلث عدد الأعضاء المنتخبين في البرلمان (أي 16 وزيرًا).[146] يعطي الدستور الحق للأمير بتعيين رئيس لمجلس الوزراء، الذي بدوره يعين الوزراء في حكومته، ولا تحتاج الحكومة الجديدة إلى التصويت عليها من قبل مجلس الأمة الكويتي بل تكفي موافقة الأمير. كانت رئاسة مجلس الوزراء في السابق دائمًا ما تكون بيد ولي العهد، ولكن ذلك تغير في 13 يوليو 2003 عندما تنازل الشيخ سعد العبد الله الصباح عن رئاسة الوزراء إلى الشيخ صباح الأحمد الصباح.[147]
- السلطة التشريعية : وهي ممثلة بمجلس الأمة المكون من 50 عضو منتخبًا [148] لأربع سنوات[149] بالإضافة لأعضاء الحكومة بحكم وظائفهم. يتألف مجلس الأمة من خمسين عضوًا موزعين على خمسة دوائر انتخابية، ينتخبون عن طريق الانتخاب العام السري المباشر وفقًا لقانون الانتخاب. الكويت حاليًا مقسمة إلى 5 دوائر يتم انتخاب 10 نواب عن كل دائرة.
- السلطة القضائية : وتتكون من مجلس القضاء الأعلى والمحاكم بكافة درجاتها.[150]

### السياسة الداخلية
على الرغم من أن المادة 43 من الدستور الكويتي ونصّ المذكرة التفسيرية لها لا تحظر إنشاء الأحزاب، إلا أنه لا يوجد أحزاب في الكويت لعدم وجود قانون ينظم شؤونها؛ ولكن توجد كتل برلمانية منها كتلة العمل الشعبي والكتلة الإسلامية والتحالف الوطني الديموقراطي والحركة الدستورية الإسلامية والحركة الدستورية الشعبية والتحالف الوطني الإسلامي وتجمع العدالة والسلام وتجمع الميثاق الوطني وتجمع الرسالة الإنسانية الوطني وحركة التوافق الوطني الإسلامية وائتلاف التجمعات الوطنية.

### السياسة والعلاقات الخارجية

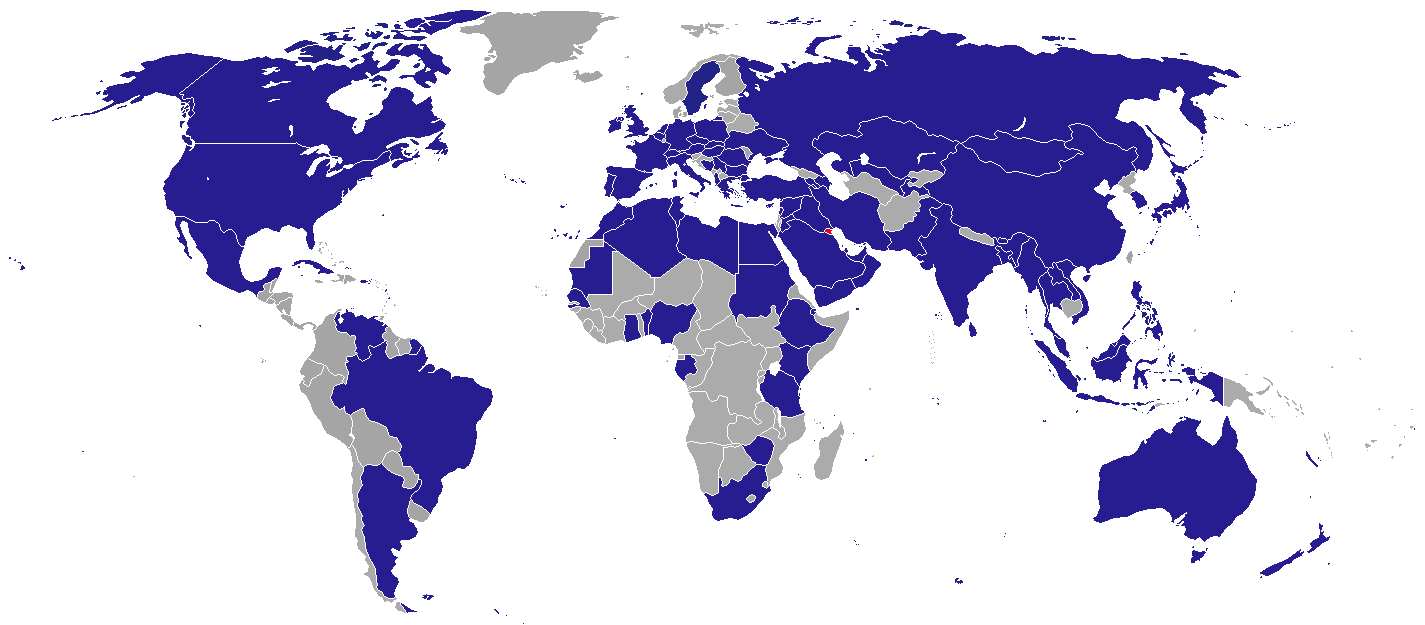
البعثات الدبلوماسية للكويت حول العالم

تتسم السياسة الخارجية الكويتية بالاعتدال والحياد، وهي عضو في مجلس التعاون الخليجي، الذي يمنح الدول الأعضاء التمتع بتجارة حرة، كما يمنح مواطني الدول الأعضاء إمكانية السفر والتنقل عبر الحدود فيما بينها دون الحاجة إلى تأشيرات. كما تعد الكويت شريكًا في حلف درع الجزيرة وأحد أعضاء الجامعة العربية وهيئة الأمم المتحدة منذ 1961 و1963 على التوالي، وحليف رئيسي خارج الناتو للولايات المتحدة. وتعد أيضًا من الأعضاء المؤسسين لمنظّمة الدول المصدرة للبترول المعروفة باسم أوبك.
تأثرت العلاقات الكويتية الإيرانية إبان الحرب العراقية الإيرانية والتي حدثت بعد الثورة الإيرانية في عام 1979، إذ قدمت الكويت الدعم للعراق ونظام صدام حسين، ثم قطعت الكويت علاقاتها مع العراق بعد حرب الخليج عام 1991 وحتى سقوط نظام صدام حسين، وبلا شك فقد تأثرت العلاقات الكويتية مع الدول المؤيدة للغزو العراقي للكويت مثل اليمن وفلسطين.
بعد التحرير، وجهت الكويت إلى حد كبير الجهود الدبلوماسية والتعاونية تجاه الدول التي شاركت في التحالف متعدد الجنسيات. الجدير بالذكر أنها أعطت الكثير من هذه الدول دورا رئيسيًا في إعادة إعمار الكويت. وعلى العكس، العلاقات الكويتية مع الدول التي دعمت العراق، ومن بينها الأردن، السودان، اليمن، وكوبا، أثبت أن العلاقات إما متوترة أو غير موجودة. فمنذ انتهاء حرب الخليج الثانية، عملت الكويت جاهدة لتأمين حلفاء في جميع أنحاء العالم، ولا سيما مجلس الأمن التابع للأمم المتحدة بالإضافة إلى الولايات المتحدة، وأبرمت الترتيبات الدفاعية مع المملكة المتحدة، روسيا، وفرنسا. وأيضًا لحق بها - علاقات وثيقة مع غيرها من الدول العربية من الأعضاء الرئيسية في ائتلاف حرب الخليج مثل - مصر وسوريا.
هيمنت على السياسة الخارجية الكويتية لبعض الوقت الاعتماد الاقتصادي على النفط والغاز الطبيعي. فالكويت كدولة نامية لا تمتلك صناعات وموارد اقتصادية أخرى تغنيها عن الإعتماد الكامل على النفط والغاز الطبيعي. نتيجة لذلك، وجهت الكويت اهتمامًا كبيرًا نحو النفط والغاز الطبيعي. تتمتع الكويت بعلاقات قوية مع الولايات المتحدة على المستوى الدبلوماسي والعسكري والاقتصادي، وذلك بعد قيادة الولايات المتحدة لمبادرة تحرير دولة الكويت. وبالرغم من معارضة عدد كبير من الدول العربية لحرب غزو العراق في 2003 إلا أن الكويت قد قدمت أراضيها كنقطة انطلاق للقوات الأمريكية، كما أن للكويت تمثيل دبلوماسي متبادل مع معظم دول العالم عدا إسرائيل.

## التقسيمات الإدارية

يعود إنشاء محافظات الكويت إلى المرسوم الأميري رقم 6 الصادر في عام 1962 الذي قسم الكويت إلى ثلاث محافظات وهي: محافظة العاصمة ومحافظة حولي ومحافظة الأحمدي. وضح المرسوم مهام المحافظ، وتبعيته إلى وزارة الداخلية، ومسؤوليته تجاه الأمن، على أن تقوم وزارة الداخلية بإصدار القرارات اللازمة لبيان حدود اختصاص المحافظ. حدث بعض التغييرات في شأن محافظات الكويت نُلَخِّصها فيما يلي:
- في 14 نوفمبر 1979: عُدلت بعض أحكام مرسوم التقسيم الإداري فأُضيفت محافظة رابعة وهي محافظة الجهراء.
- في 12 أكتوبر 1988: عُدلت المادة الأولى من المادة بحيث تقسم الكويت إلى خمس محافظات بإضافة محافظة الفروانية.[166]
- في 27 نوفمبر 1999: صدر المرسوم الأميري رقم 290 والذي يقضي بإضافة محافظة سادسة وهي محافظة مبارك الكبير.[167]

و بذلك أصبحت تقسم الكويت إداريًا إلى ستة محافظات تتبع كل محافظة عدة مناطق. تتبع كل من جزيرة وربة وجزيرة بوبيان محافظة الجهراء بينما باقي الجزر تتبع محافظة العاصمة.
| الرقم   | المحافظة            | المساحة (كم²) | إحصاء السكان لعام 2011 | ملاحظات                                          | تأسست عام |  |
| 1       | محافظة الجهراء      | 12,750        | 400,975                | أكبر المحافظات مساحة.                            | 1979      |  |
| 2       | محافظة العاصمة      | 175           | 326,513                | يقع بها مقر الحكم والحكومة ومجلس الأمة.          | 1962      |  |
| 3       | محافظة الفروانية    | 204           | 818,571                | أكبر محافظة من حيث عدد السكان بشكل عام.          | 1988      |  |
| 4       | محافظة حولي         | 85            | 672,910                | أصغر المحافظات مساحة وأكثرها كثافة سكانية.       | 1962      |  |
| 5       | محافظة مبارك الكبير | 104           | 258,813                | أحدث محافظات الكويت تأسيسًا.                      | 1999      |  |
| 6       | محافظة الأحمدي      | 5,120         | 588,068                | أكثر محافظة ذو كثافة سكانية (بالنسبة للكويتيين). | 1962      |  |
| المجموع |                     | 17,818        | 3,065,850              |                                                  |           |  |

## الجغرافيا

### المساحة والحدود

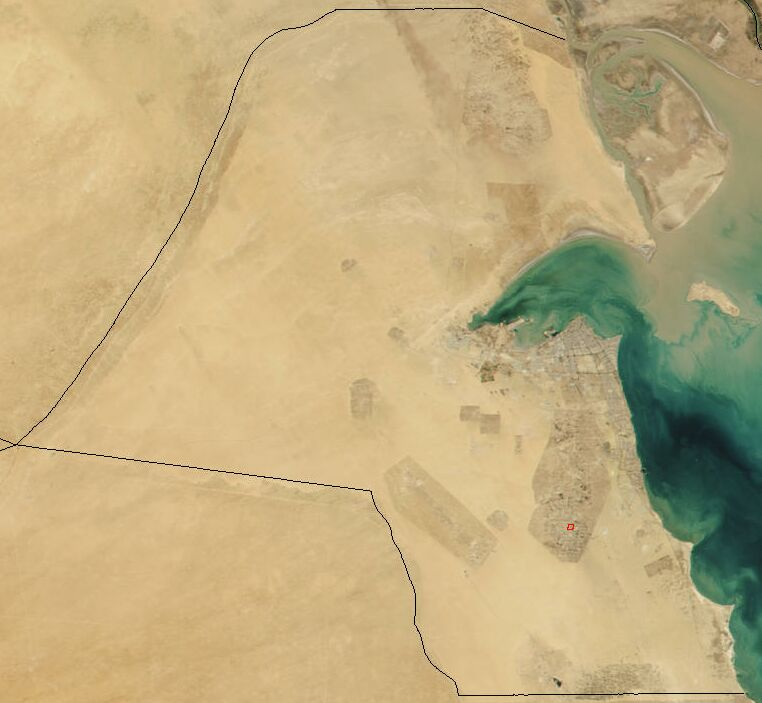
صورة من الأقمار الصناعية لدولة الكويت

تقع دولة الكويت شمالي شرقي شبه الجزيرة العربية في أقصى شمال الخليج العربي بين خطي عرض 28.45° و30.05° شمال خط الاستواء وخطي طول 46.30° و48.30° شرق خط جرينتش. يحدها من الشمال والغرب جمهورية العراق ومن الجنوب المملكة العربية السعودية ومن الشرق الخليج العربي. تبلغ مساحة الكويت 17.818 ألف كيلومتر مربع.
يقدر متوسط امتداد أراضي الكويت من الشرق إلى الغرب بحوالي 170 كم (106 ميلٍ)، وتبلغ المسافة بين أقصى موقع على حدودها الشمالية وأقصى موقع على حدودها الجنوبية حوالي 200 كم (124 ميل). يبلغ طول حدود الكويت 685 كم، الجزء الأكبر منها (حوالي 495 كم) هي حدود برية مشتركة مع كل من المملكة العربية السعودية وجمهورية العراق، أما الباقي وهو 195 كم (121 ميل) فهي حدود بحرية على الخليج العربي شرقًا. يبلغ طول الحدود المشتركة مع جمهورية العراق حوالي 240 كم، بينما يبلغ طول الحدود المشتركة مع المملكة العربية السعودية حوالي 222 كم.
يبلغ طول الشريط الساحلي 325 كم باستثناء طول الشريط الساحلي للجزر الكويتية. ويبلغ طول الشريط الساحلي شاملًا سواحل الجزر 500 كم تقريبًا. ويعد هذا الشريط جزء من المنخفض الضحل والممتد من شط العرب. ويمكن تقسيم المنطقة الساحلية إلى منطقتين رئيستين شمالية وجنوبية، تمتد المنطقة الشمالية من رأس الأرض إلى أم قصر وسواحل جزيرتي وربة وبوبيان. ويعدّ جون الكويت أهم معالم هذه المنطقة، أما المنطقة الجنوبية فتمتد من رأس الأرض إلى النويصيب جنوبًا وتعدّ منطقة الخيران ومسطحاتها الطينية والسبخية أهم معالم هذه المنطقة.

### التضاريس

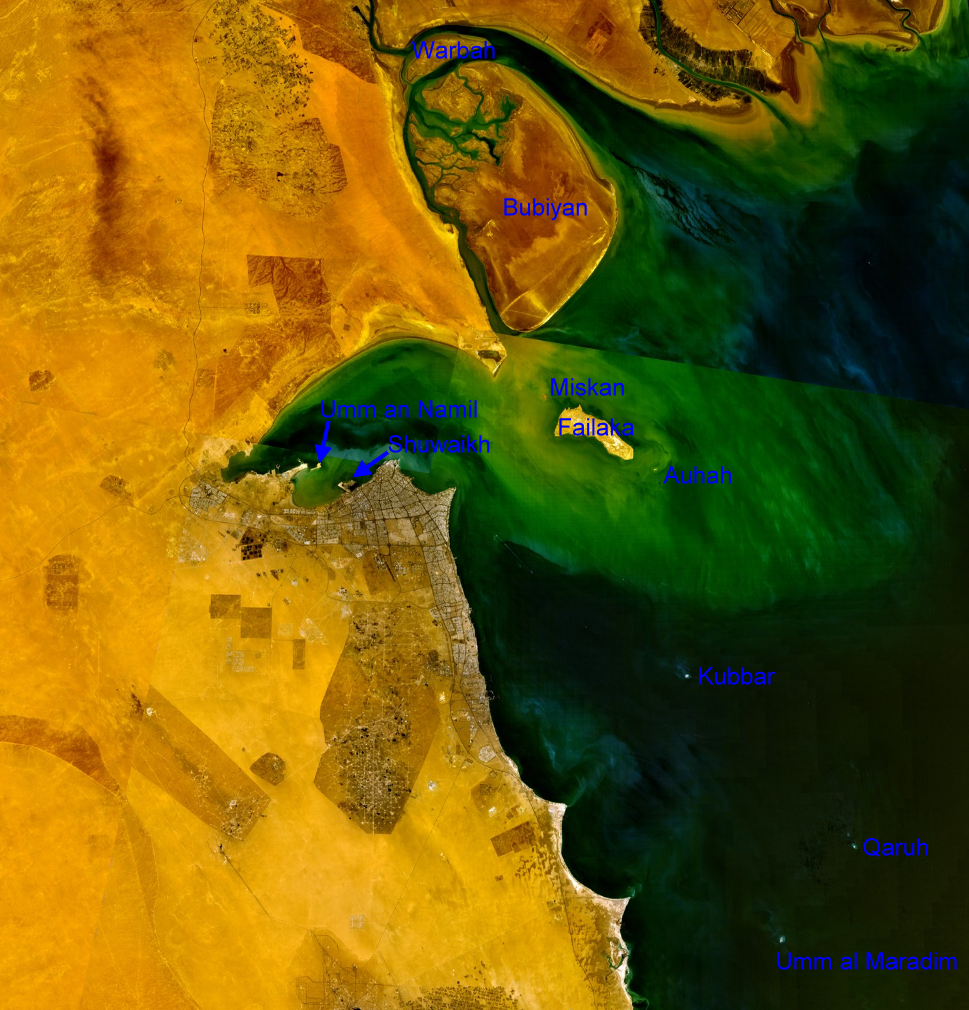
الجزر الكويتية

ينحدر سطح دولة الكويت انحدارًا تدريجيًا من الغرب إلى الشرق باتجاه سواحل البحر، ولا يزيد أعلى ارتفاع في المناطق الغربية على 300 متر فوق سطح البحر. يتكون السطح من سهول رملية مستوية تتخللها بعض التلال قليلة الارتفاع، يصل ارتفاع بعضها ما يقارب 145 مترًا، وفي شمال الكويت توجد سلسلة تلال مثل حافة جال الزور، تلال كراع المرو وتلال اللياح. وفي الجنوب توجد بعض التلال على شكل قباب كما في منطقة وارة ومنطقة برقان.
يقطع الكويت عدة أودية صحراوية جافة أشهرها وادي الباطن؛ وهو الحد الفاصل بين الحدود الكويتية العراقية بمسافة 150 كلم، ويسير مع الحدود الغربية للكويت، ويصل عرضه في بعض الأجزاء إلى نحو عشرة كيلو مترات ويبلغ أقصى عمق له حوالي 57 مترًا. وفي الغرب يوجد سهل الدبدبة الذي يحتل مساحة كبيرة في غرب وجنوب الكويت. أشهر المنخفضات الموجودة في الكويت هو منخفض البرقان الذي يمتد من جون الكويت باتجاه الجنوب موازيا لخط الساحل، وبه أهم التلال كتلال وارة والبرقان والقرين. في الشمال يقع سهل الروضتين وهي أرض منبسطة تنحدر نحو الشرق والشمال الشرقي.
تضم الكويت تسعة جزر في الخليج العربي، أكبرها جزيرة بوبيان والتي تبلغ مساحتها 683 كم2، أي حوالي 5% من المساحة الإجمالية للكويت. يمتد الشريط الساحلي مسافة 500 كم، ويتكون من عدد من الخلجان الصغيرة والأخوار. أكبر هذه الخلجان هو جون الكويت وخليج كاظمة، وأشهر الأخوار هي خور عبد الله وخور بوبيان وخور الصبية في الشمال وخور المفتح وخور الأعمى في الجنوب. تنتشر الرؤوس على طول الشريط الساحلي، فهناك رأس الصبية في الشمال ورأس الأرض في الجنوب، وهناك أيضًا رأس عشيرج ورأس السالمية ورأس كاظمة ورأس الزور ورأس الجليعة. كما تنتشر عدد من المنخفضات والتي تعرف بالخبرات في شمال الكويت أشهرها خبرة الروضتين وأم العيش.

### الجزر

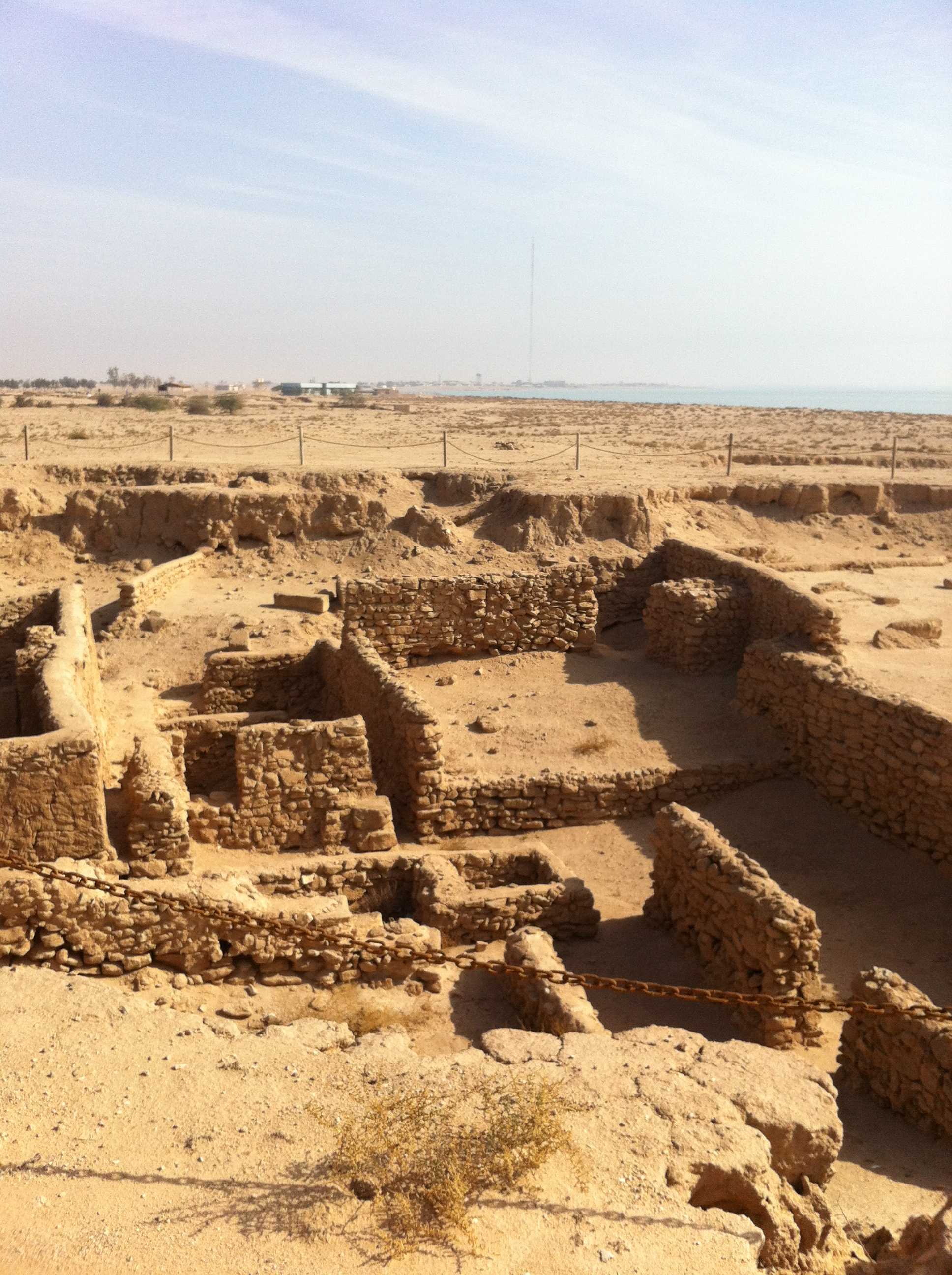
الآثار الموجودة في جزيرة فيلكا ترجع للعصر الهلنستي.

تنتشر في المياه الإقليمية الكويتية عدة جزر تختلف فيما بينها في تكوينها ومساحاتها وخصائصها وموقعها الاستراتيجي. فهناك 9 جزر، جميعها تقع ضمن محافظة العاصمة، فيما عدا جزيرتي بوبيان ووربة اللتان تقعان ضمن محافظة الجهراء. لم يستوطن الكويتيون أي جزيرة فيما عدا جزيرة فيلكا التي أصبحت غير مأهولة بعد أحداث الغزو العراقي للكويت.

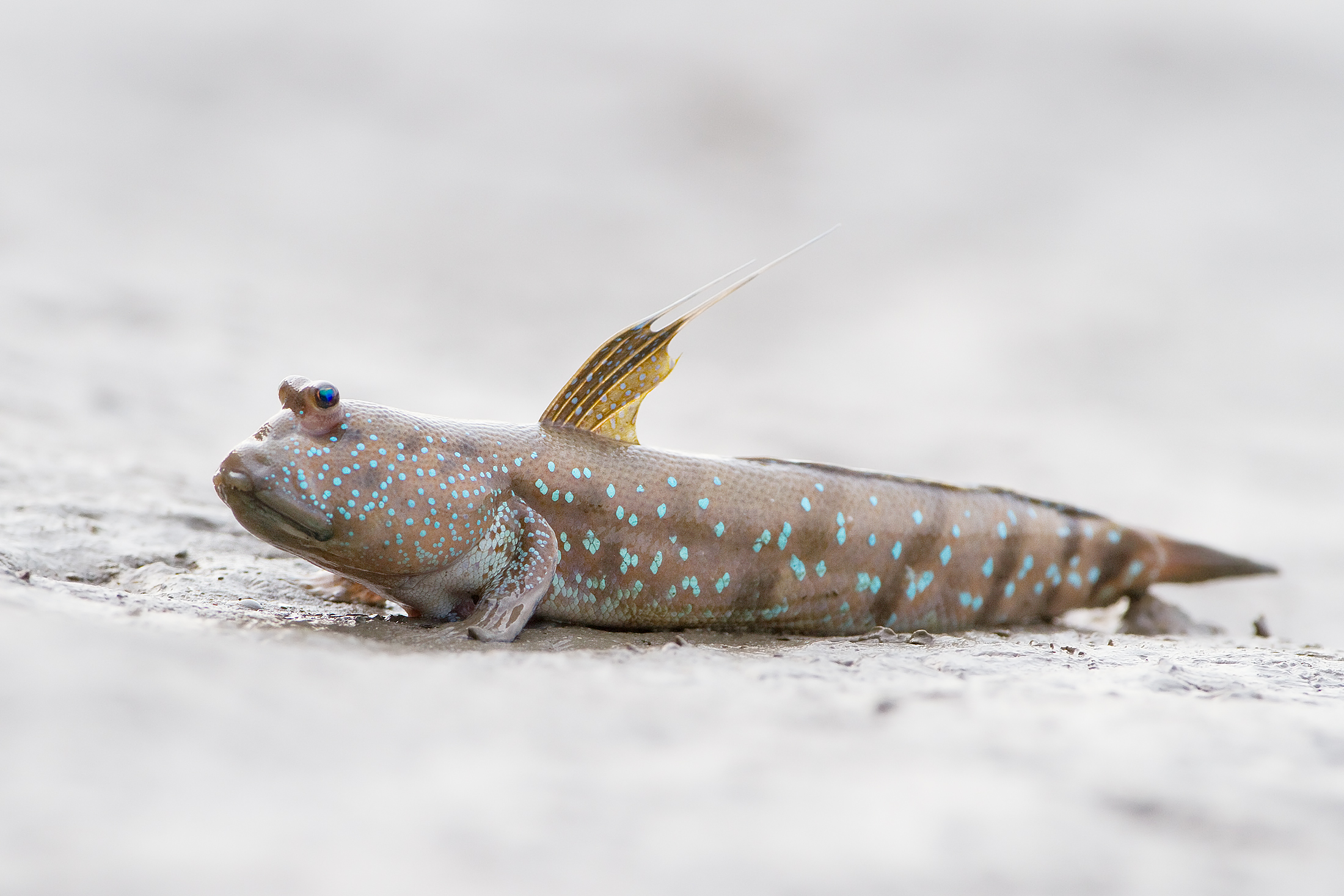
سمكة نطاط الطين تواجد بكثرة في جزيرة وربة.

- جزيرة بوبيان: تقع في أقصى شمال غرب الخليج العربي، في شمالي شرق للكويت. يحدها من الغرب خور عبد الله ومن الشرق خور الصبية ومن الشمال وربة، وهي أكبر جزيرة كويتية إذ تبلغ مساحتها 5% من المساحة الكلية للكويت، وهي ثاني أكبر جزيرة في الخليج العربي بعد جزيرة قشم. 60% من أراضي الجزيرة هي مناطق محمية.[179]
- جزيرة فيلكا: وهي الجزيرة الوحيدة التي استوطنها الكويتيون. تقع في الركن الشمالي الغربي من الخليج العربي على بعد 20 كيلومتر من سواحل مدينة الكويت.[180] كانت الجزيرة محطة تجارية هامة على الطريق البحري بين حضارات بلاد ما بين النهرين والحضارات المنتشرة على ساحل الخليج العربي،[181] اعتبرت الجزيرة مركزًا دينيًا قديمًا ذا شأن مهم في الخليج في العصور القديمة.[180] كما كانت سبّاقة في تأسيس أحد أوائل المراكز الحضرية في منطقة الخليج العربي، فخلال العصر الدلموني أي منذ حوالي 3000 سنة ق.م في الفترة التي شهدت بروز الحضارة الإنسانية في البحرين، كان سكان فيلكا قد أسسوا حضارتهم وديانتهم الخاصة. يُعتقد بأن إحدى الكلمات التي اشتُق منها اسم «فيلكا» هي الكلمة الاغريقية «فيلاكيو» (باليونانية القديمة: φυλάκιο)، التي تعني نقطة تمركز أو موقع بعيد.[182]
- جزيرة وربة: تقع في شمال الكويت قبالة السواحل العراقية. ترجع تسميتها نظرًا لشكلها المنخفض والمائل. ففي لسان العرب (الوربة) تعني هي الحفرة التي أسفل.[183][184] تتميز بمجموعة كبيرة من الأخوار التي تغطى عادة بمياه المد.[185] تعدّ الجزيرة محمية جيدة للطيور والحيوانات المائية،[186] فيكثر فيها طائر النورس وسمكة نطاط الطين والتي يعرف باسم بوشلمبو.[187][188]
- جزيرة كبر: جزيرة رملية، صغيرة الحجم، سواحلها منخفضة، وهي غير مأهولة وخالية من السكان. وهي من أجمل الجزر الكويتية حيث تكثر بها الشعاب المرجانية.[189] تتميز جزيرة كبّر بمياهها الهادئة الصافية ورمالها الناعمة وكثرة أسراب الطيور النادرة مثل طيور الخرشنة.[189] سميت بكبّر لوجود نبات الشفلح الأحمر اللون الذي يسمى أيضًا بالكبّر.
- جزيرة عوهة: هي جزيرة صغيرة غير مسكونة تقع إلى الجنوب الشرقي من جزيرة فيلكا. وتعد من أفضل الأماكن في الكويت لصيد السمك ويتكاثر بها سمك الهامور،[190] ويقال أنها كانت آهله بالسكان منذ زمن بعيد، وهذا غير مستبعد لكونها تقع قرب جزيرة فيلكا ذات التاريخ العريق.

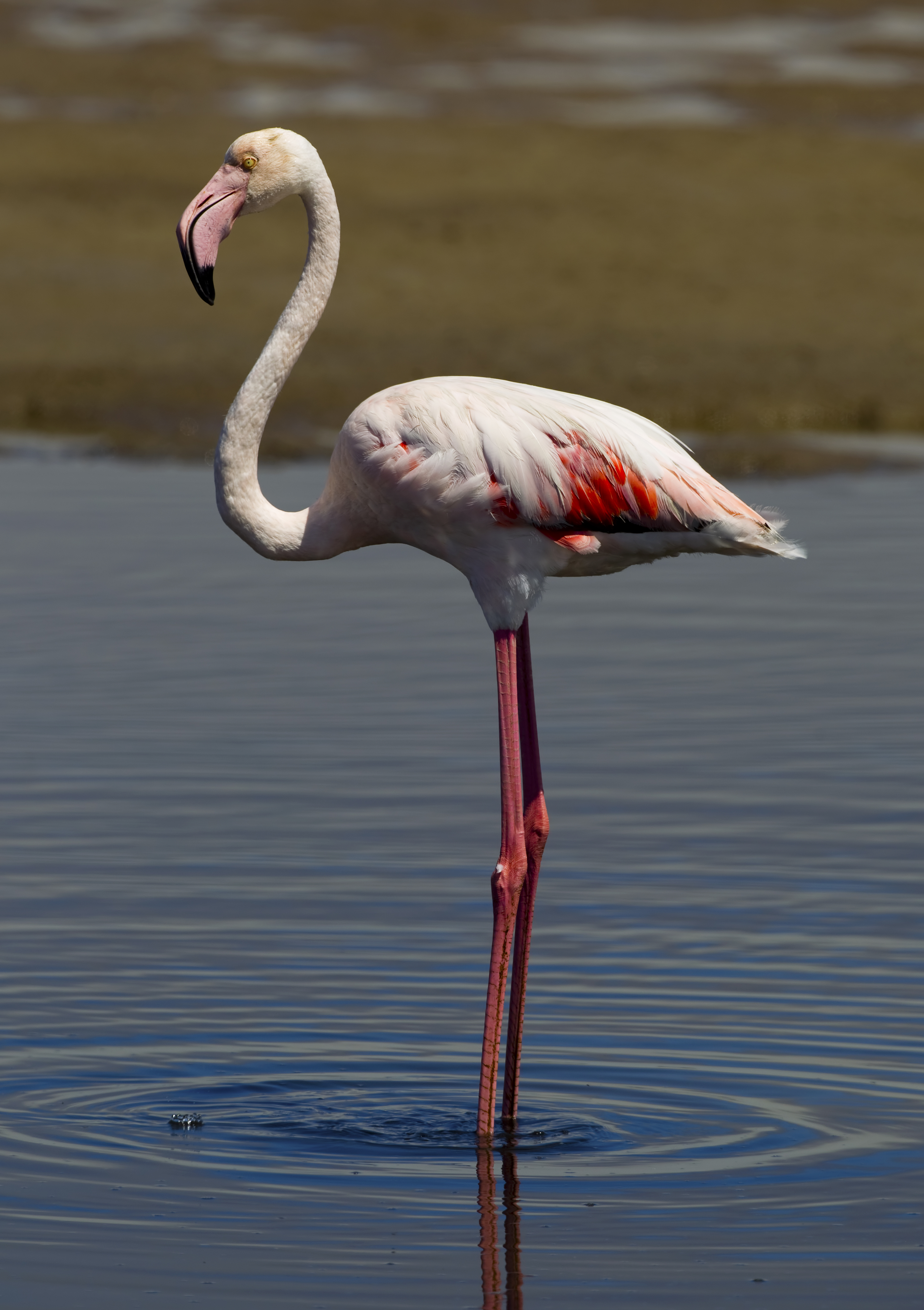
طيور البشروش تكثر في جزيرة أم المرادم.

- جزيرة أم المرادم: جزيرة شواطئها منخفضة وعميقة، تقع في أقصى الطرف الجنوبي للحدود البحرية الكويتية مع المملكة العربية السعودية.[191] اشتهرت هذه الجزيرة منذ القدم بوجود اللآلئ.[192] وتكثر بها طيور النورس وطائر البشروش، كما تستوطنها بعض الطيور النادرة مثل طائر البشروش.[193] وهي ثاني جزيرة يتم تحريرها من الغزو العراقي للكويت بعد جزيرة قاروه.[194]
- جزيرة مسكان: جزيرة صغيرة تقع في الجهة الشمالية الغربية من جزيرة فيلكا. تتميز الجزيرة بمجموعة كبيرة من الطيور والسلاحف البحرية والتي تسبح حول سواحل الجزيرة.[195]
- جزيرة قاروه: وهي أصغر الجزر الكويتية مساحةً وأكثرها توغلًا داخل البحر حيث تبعد عن ساحل الزور مسافة 37,5 كم.[196] تسكن الجزيرة أسراب كثيرة من الطيور البحرية المتنوعة.[197] تعدّ جزيرة قاروه أول الأراضي الكويتية المحررة بعد حرب الخليج الثانية، حيث حررت في يوم 25 يناير 1991.[198][199]
- جزيرة أم النمل: تقع في الجهة الشمالية الغربية من الكويت داخل الجون. كانت مأهولة بالسكان وتاريخها يعود إلى العصر البرونزي، اكتشفت فيها آثار إسلامية ترجع إلى العهد العباسي. سميت بهذا الاسم لكثرة تواجد النمل فيها صيفًا. تتكاثر قرب شواطئها أنواع عديدة من الأحياء المائية مثل سرطان البحر ونطاط الوحل (بوشلمبو) والمحار، بالإضافة إلى أنواع عديدة من الأسماك مثل الميد والصبور والروبيان.[200]
- جزيرة شويخ: جزير صغيرة، تعرف اليوم باسم المنطقة الحرة وميناء الشويخ، كانت موقعها ملاصقُا لساحل الجون الجنوبي، ضاعت معالم الجزيرة في الوقت الحاضر بسبب الامتداد الذي شمل ميناء الشويخ وردم البحر الفاصل بينهما. وجدت البعثات التنقيبية المهتمة بالآثار حول تلال الجزيرة كسر متناثرة من الفخار والأحجار التي استعملت قديمًا في البناء تعود إلى العصور البرونزية، والبعض الآخر يعود إلى الفترة الإسلامية.[201]

### المناخ
يعد مناخ منطقة الخليج العربي مناخًا صحراويًا لتميزه بقلة سقوط الأمطار وعدم إنتظامها وإرتفاع درجة الحرارة في الصيف وإنخفاضها في الشتاء. ونتيجة لموقع منطقة الخليج بالقرب من المياه فإن أجواؤها مشبعة بالرطوبة طوال فترات السنة عدا شهري مايو ويونيو وذلك لشدة الرياح الشمالية الغربية.

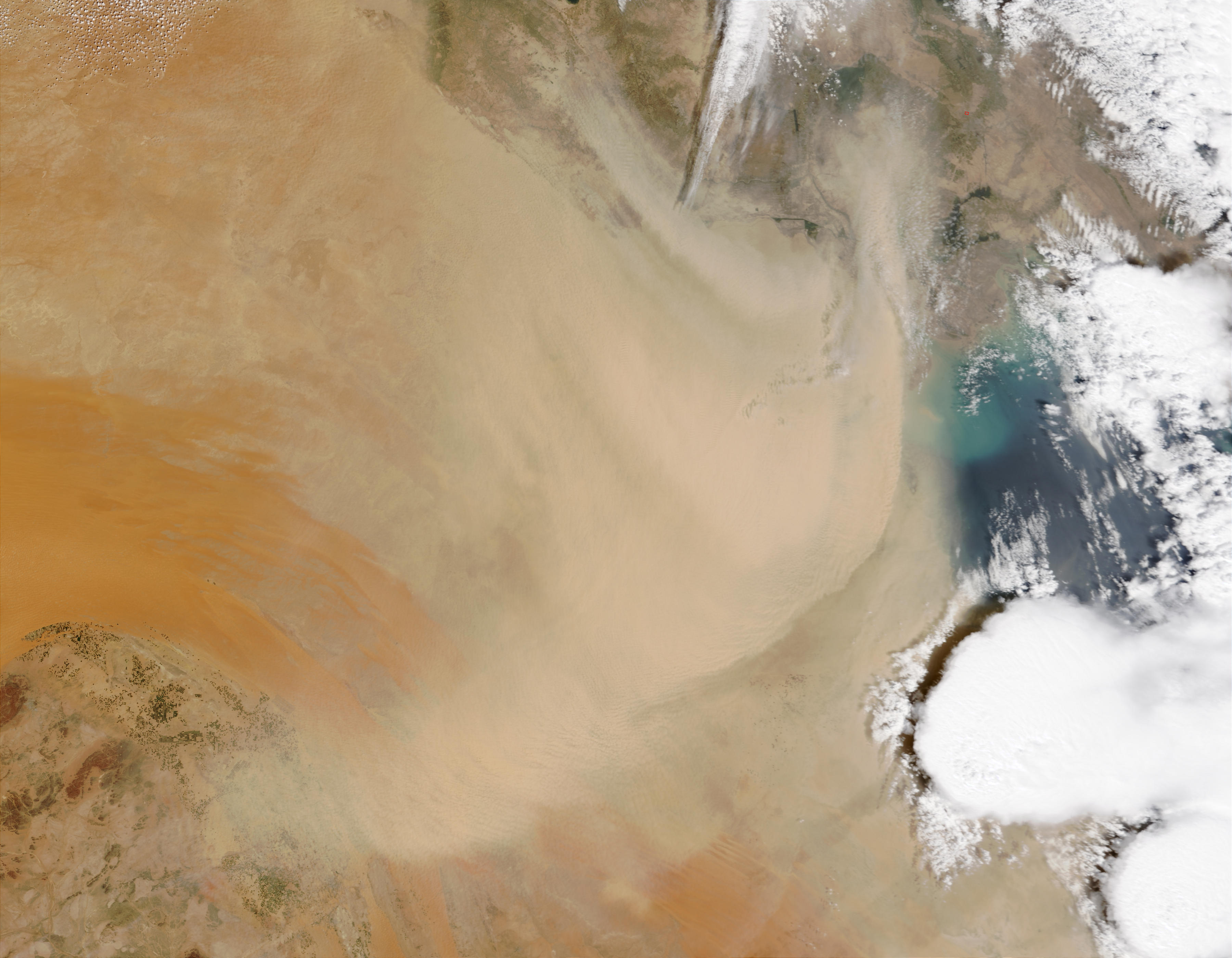
صورة من الأقمار الصناعية لعاصفة رملية تغطي الكويت

تقع دولة الكويت بين خطي عرض 28.45° و30.05° شمال خط الاستواء وبين خطي طول 46.30° و48.30° شرق خط جرينتش، ونظرًا لوقوع الكويت في الإقليم الجغرافي الصحراوي، فإن مناخها يمتاز بوجود فصلين رئيسيين (الصيف والشتاء)، وفصلين ثانويين لا يكادان يلاحظا (الربيع والخريف). يعدّ مناخ الكويت من النوع الصحراوي والذي يتميز بصيف طويل حار جاف وشتاء قارس قصير ممطر أحيانا، في المقابل يتميز فصل الربيع بأنه قصير معتدل، بينما فصل الخريف ترتفع فيه نسبة الغبار وتقل فيه درجة الحرارة نسبيًا عن الصيف.
أما درجات الحرارة، فيتراوح متوسط درجات الحرارة صيفًا بين 42° إلى 48° درجة مئوية (107.6° إلى 118.4° فهرنهايت) صيفًا، و6° (43.0° فهرنهايت) درجات مئوية شتاءً. كما تهب رياح مثيرة للغبار خلال أشهر الصيف، وترتفع نسبة الرطوبة خلال الأشهر المذكورة وقد تصل درجة الحرارة أحيانا إلى 50° مئوية في الظل، وغالبًا ما تهب خلاله رياح مثيرة للغبار (عواصف ترابية). أما فصل الشتاء فرغم قصره يسوده الدفء حيث يصل معدل الحرارة خلاله إلى 18° مئوية وقد تنخفض الحرارة إلى الصفر المئوي في بعض الأحيان.[بحاجة لمصدر] أما فصلا الخريف والربيع فيتميزان بقصرهما.
يصاحب هذا التباين الكبير في درجات الحرارة فروق كثيرة في المعدلات السنوية لهطول الأمطار، حيث يبلغ معدلها السنوي بين 75 مليمتر إلى 150 مليمتر سنويًا (2.95 إلى 5.91 إنش)، لكنها قد تتراوح أحيانًا بين 25 مليمتر (0.98 إنش) إلى 352 مليمتر سنويًا (12.8 إنش). سُجلت أعلى درجات الحرارة في عام 2012 عندما بلغت الحرارة 52.6° درجة مئوية (126.7° فهرنهايت) ، بينما ثاني أعلى حرارة مسجلة كانت في شهر يوليو من عام 1978 وكانت 51° درجة مئوية، وسجلت أدنى درجة حرارة في يناير 1964 وكانت بمدينة الكويت حيث بلغت 6,1° درجة مئوية تحت الصفر (21.0° فهرنهايت).
تهب الرياح الشمالية الغربية معظم أيام السنة وقد تصل سرعتها إلى 60 عقدة (120كم/ساعة)، وهي رياح جافة بفعل المرتفع السيبيري المتمركز شمال القارة الآسيوية، ولها أثر واضح في خفض درجة الحرارة خاصةً في فصل الصيف، لكنه يصبح شديد البرودة في فصل الشتاء. أما رياح الكوس فتتميز بكونها رطبة دافئة تهب من الجنوب الشرقي وتتأثر في المنخفض السوداني، تتسبب هذه الرياح في رفع درجة الحرارة وتزيد من الرطوبة في فصل الصيف، ولكن في فصل الشتاء يعتدل الجو بها وتحمل معها المطر. أيضًا هناك رياح السموم وهي رياح جافة جدًا تهب في الظهيرة حيث تنخفض معها الرطوبة النسبية، وهذه الرياح ذات درجات حرارة عالية تهب من الشمال أو من الشمال الشرقي في فصل الصيف فتؤدي إلى رفع درجات حرارة إلى مستوى عالٍ جدًا.
بالإضافة إلى ذلك تتعرض الكويت لهبوب بعض العواصف الترابية في أواخر الربيع وأوائل الصيف مثيرة الغبار يطلق عليها الهبوب. وقد تهب عواصف ترابية مصحوبة عادة بعواصف رعدية يطلق عليها السرايات يسقط بسببها مطر شديد في أواخر الربيع وأوائل الصيف.
| البيانات المناخية لـدولة الكويت | البيانات المناخية لـدولة الكويت | البيانات المناخية لـدولة الكويت | البيانات المناخية لـدولة الكويت | البيانات المناخية لـدولة الكويت | البيانات المناخية لـدولة الكويت | البيانات المناخية لـدولة الكويت | البيانات المناخية لـدولة الكويت | البيانات المناخية لـدولة الكويت | البيانات المناخية لـدولة الكويت | البيانات المناخية لـدولة الكويت | البيانات المناخية لـدولة الكويت | البيانات المناخية لـدولة الكويت | البيانات المناخية لـدولة الكويت |
| الشهر                           | يناير                           | فبراير                          | مارس                            | أبريل                           | مايو                            | يونيو                           | يوليو                           | أغسطس                           | سبتمبر                          | أكتوبر                          | نوفمبر                          | ديسمبر                          | المعدل السنوي                   |
| ------------------------------- | ------------------------------- | ------------------------------- | ------------------------------- | ------------------------------- | ------------------------------- | ------------------------------- | ------------------------------- | ------------------------------- | ------------------------------- | ------------------------------- | ------------------------------- | ------------------------------- | ------------------------------- |
| متوسط درجة الحرارة الكبرى °م    | 18                              | 21                              | 25                              | 32                              | 40                              | 44                              | 46                              | 45                              | 42                              | 36                              | 27                              | 20                              | 33                              |
| متوسط درجة الحرارة الصغرى °م    | 8                               | 9                               | 13                              | 19                              | 25                              | 28                              | 30                              | 29                              | 26                              | 20                              | 15                              | 10                              | 19                              |
| الهطول سم                       | 1.46                            | 0.96                            | 1.55                            | 0.86                            | 0.05                            | 0                               | 0                               | 0                               | 0                               | 0.07                            | 0.86                            | 1.17                            | 6.98                            |
| متوسط درجة الحرارة الكبرى °ف    | 64                              | 70                              | 77                              | 90                              | 104                             | 111                             | 115                             | 113                             | 108                             | 97                              | 81                              | 68                              | 92                              |
| متوسط درجة الحرارة الصغرى °ف    | 46                              | 48                              | 55                              | 66                              | 77                              | 82                              | 86                              | 84                              | 79                              | 68                              | 59                              | 50                              | 67                              |
| الهطول إنش                      | 0.57                            | 0.38                            | 0.61                            | 0.34                            | 0.02                            | 0                               | 0                               | 0                               | 0                               | 0.03                            | 0.34                            | 0.46                            | 2.75                            |
| المصدر:                         |                                 |                                 |                                 |                                 |                                 |                                 |                                 |                                 |                                 |                                 |                                 |                                 |                                 |

### الغطاء النباتي

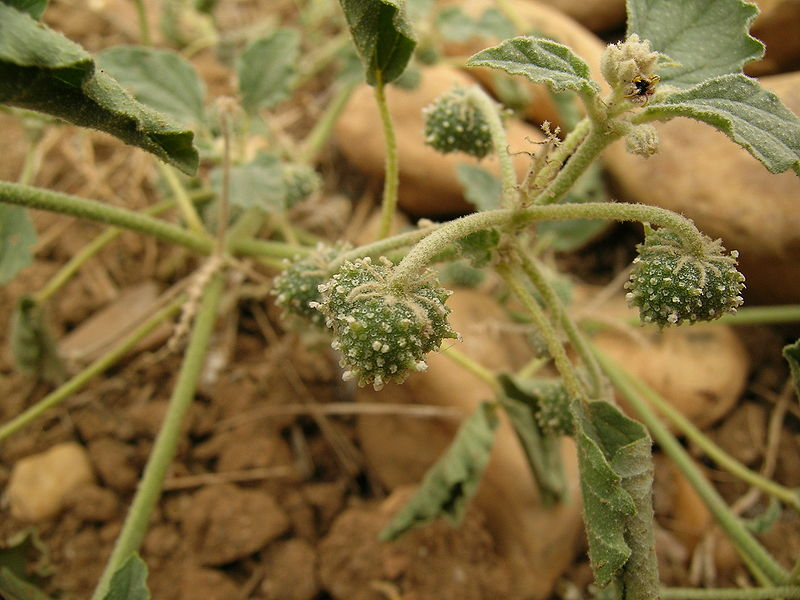
نبتة الزريق أو التنوم

تحظى الكويت بمناخ صحراوي حار يتميز بتفاوت كبير في درجة الحرارة، فتصل درجة الحرارة شتاء إلى دون الصفر المئوية بينما تصل إلى 50 درجة خلال أشهر الصيف. ونظرًا لقلة الأمطار فإن السائد من النباتات في الكويت هي من النوع الصحراوي القادر على تحمل الجفاف، وهي في معظمها من الأعشاب والشجيرات القصيرة مثل: العرفج، الرمث، الثندي، العوسج والزريق أو التنوم وتسمى بالنباتات المعمرة. أما النباتات الحولية فتنمو عقب سقوط الأمطار في فصل الشتاء وتزدهر في فصل الربيع، مثل نباتات الربلة والحوذان ومرار، وهناك بعض الأشجار دائمة الخضرة طوال العام مثل: النخيل والسدر والإثل.
نباتات البيئة الصحراوية

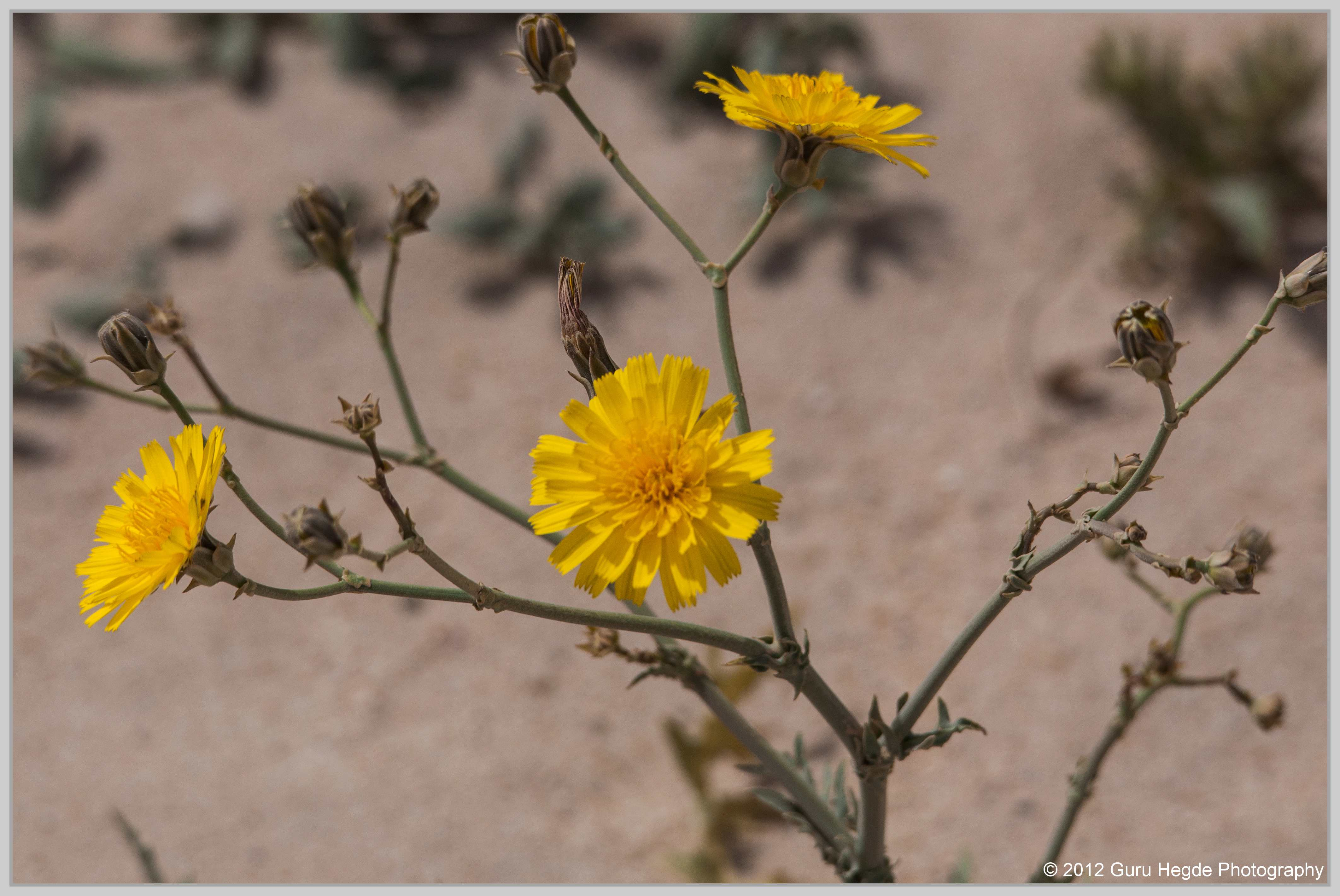
نبتة العرفج، الزهرة الوطنية للكويت.

- العرفج: هو نبات شجيري معمر أزهاره شعاعية صفراء يتواجد في الأراضي الرملية الحصوية المتماسكة. وتعدّ زهرة العرفج الزهرة الوطنية للكويت، وللحفاظ عليها في الكويت صدر مرسوم أميري يمنع قطعها أو إتلافها في غير المنشآت الزراعية.[210] تظهر الأزهار في شهر أبريل ومايو ويونيو.[211] يعدّ العرفج من أفضل النباتات الصحراوية لرعي الإبل، وهو من النباتات النادرة في الكويت.
- الرمث: هو نبات شجيري معمر، يغطي أجزاء واسعة من المناطق الشمالية والغربية من الكويت. ينتشر في الصحاري المالحة .[212] وتظهر أزهاره خلال شهري سبتمبر وأكتوبر.[211] وهو من أهم النباتات التي تصلح للزراعة بمشاريع مكافحة التصحر.

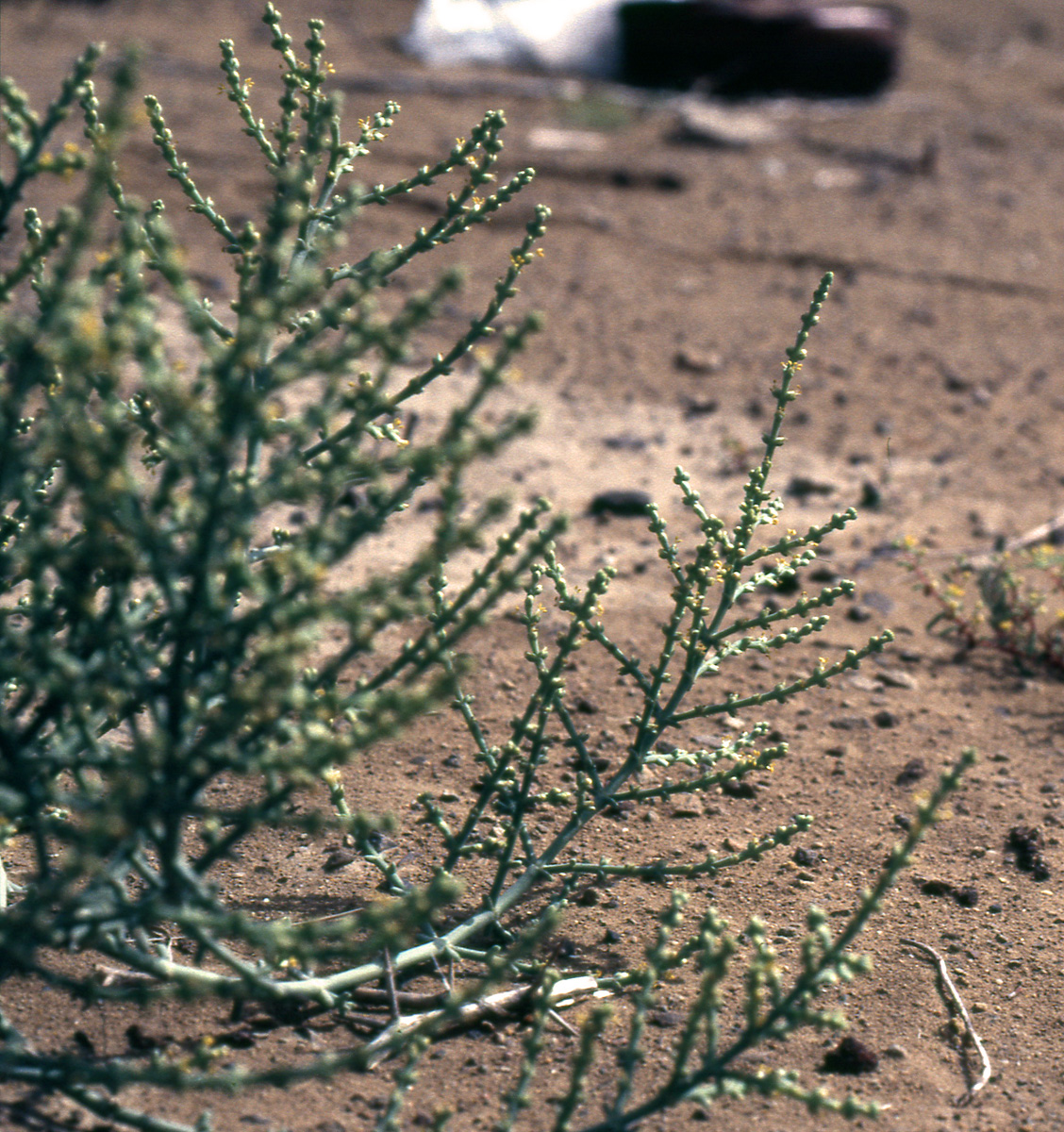
نبتة الرمث

- الثندي: هو نبات شجيري معمر، ينمو في شهر مارس ويجف في الصيف. يعدّ النبات مثبتًا للتربة. تنمو في الأراضي المالحة ولذلك تتواجد في مناطق قريبة من العرفج.[213]

نباتات البيئة البحرية
- عوسج: شجيرة شوكية معمرة تنتشر في الأماكن الرملية الساحلية. أوراقها صغيرة خضراء مائلة للصفرة، ويوجد على جانبيها أشواك سامة.
- هرم: تتواجد في المناطق الجنوبية من جون الكويت وبعض الجزر الكويتية في المناطق الساحلية السبخة ذات المنسوب المائي المرتفع.[214]
- غرقد: جنس من النباتات ينمو في المناطق الجافة في مناطق مختلفة من العالم، وتتميز بقدرتها على تحمل نقص المياه وملوحتها.

### موارد المياه
يقتصر وجود المياه العذبة بالكويت على المياه الجوفية والتي لا تفي بالاحتياجات اليومية للسكان، ولذلك تعتمد الكويت في استهلاكها من المياه العذبة على تقطير مياه البحر. الطاقة القصوى لمحطات تقطير المياه في الكويت هي 409.4 مليون غالون إمبراطوري يوميًا (2009). بلغ إجمالي إنتاج الكويت من المياه العذبة عام 2009 حوالي 131,729 مليار غالون إمبراطوري، أما نصيب الفرد السنوي من المياه العذبة فيبلغ 37،759 غالون إمبراطوري.
وقد قامت الحكومة الكويتية بالبحث عن المياه الجوفية عن طريق حفر العديد من الآبار للحصول على المياه الصالحة للشرب، أسفر عن اكتشاف خزان مياه جوفية ضخم في منطقة الروضتين في شمال الكويت وبكميات كبيرة، لكنها لا تغني عن المياه المقطرة نتيجة للحاجة المتزايدة، كما اكتشفت أيضًا كميات كبيرة من المياه قليلة الملوحة في مناطق الصليبية والشقايا وأم العيش والعبدلي والوفرة وهي مياه صالحة لري المزروعات فقط.

## الاقتصاد

### تاريخ الاقتصاد الكويتي

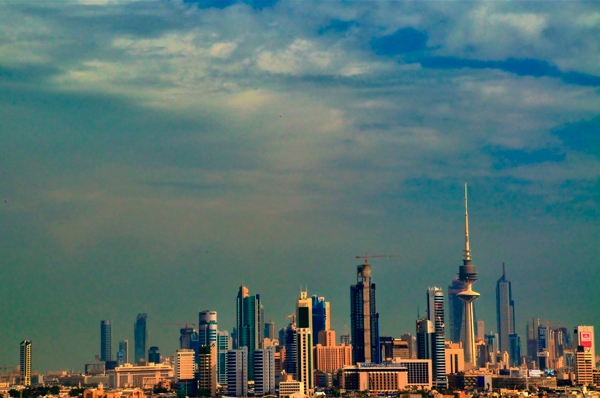
ناطحات السحاب في مدينة الكويت.

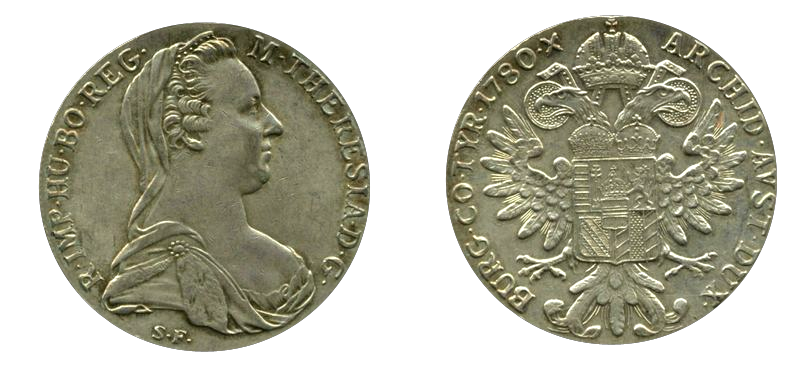
الريال النمساوي كان يستخدم قبل إصدار العملة الرسمية الكويتية سنة 1960.

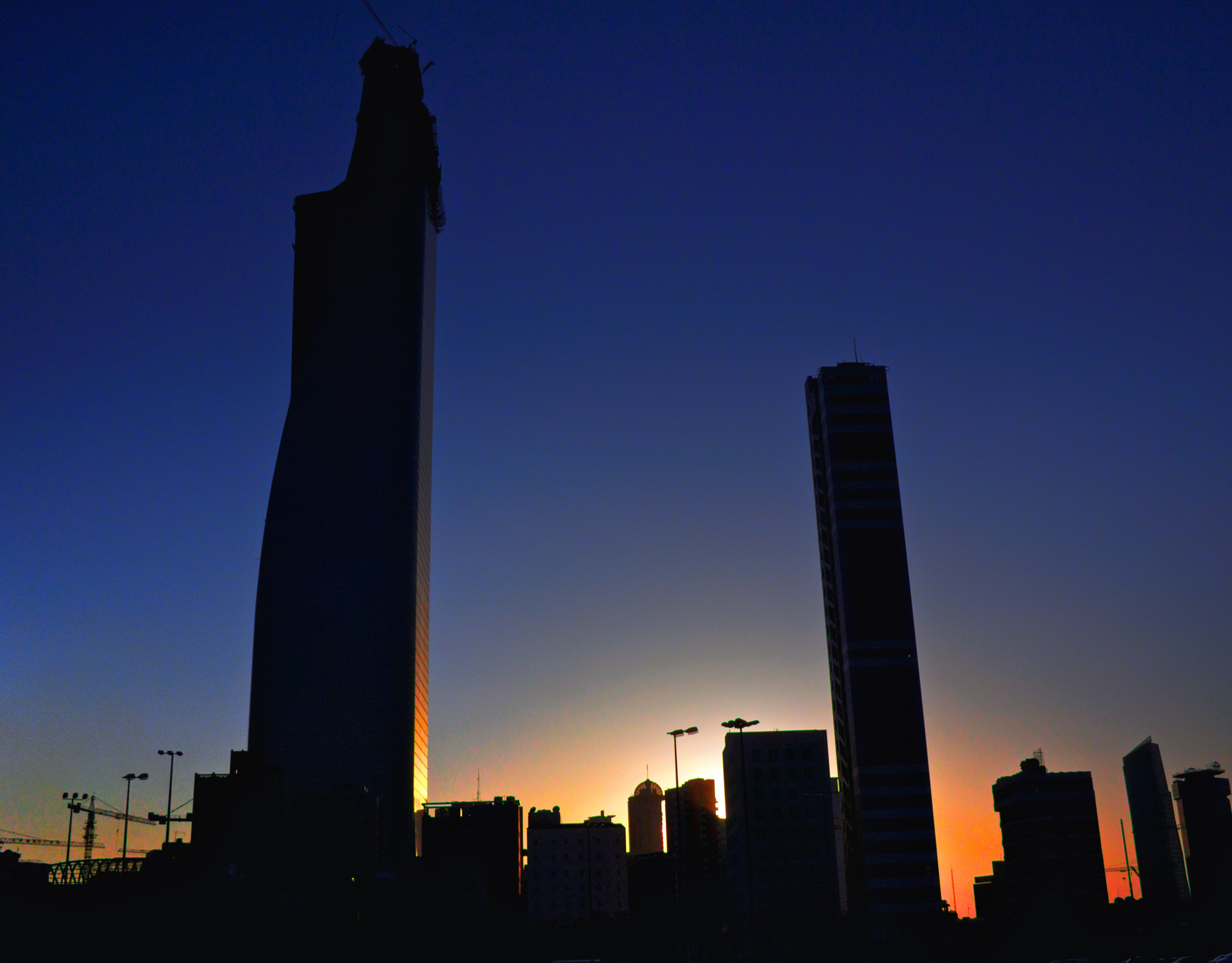
برج الحمراء.

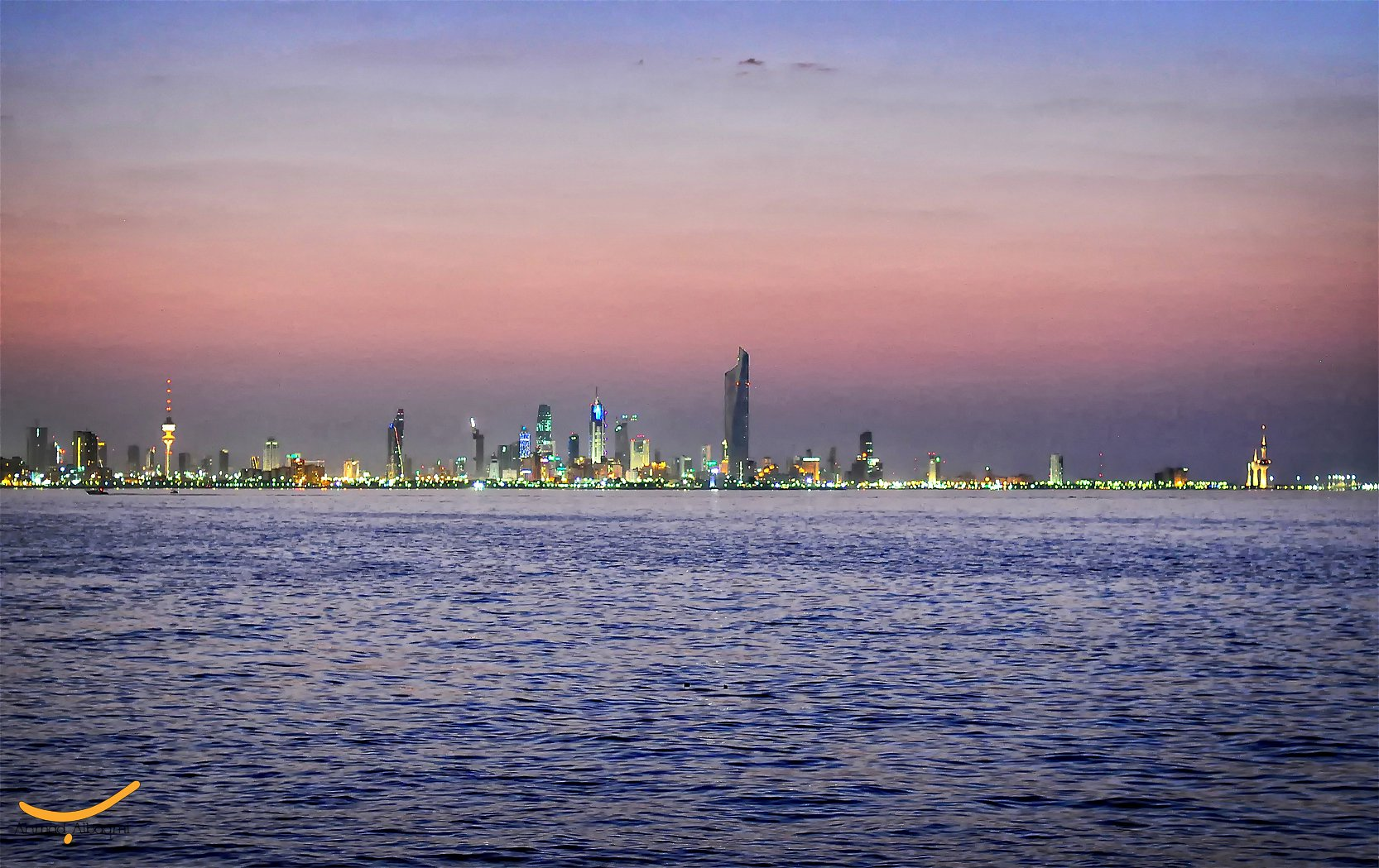
مدينة الكويت ليلا.

يرجع تاريخ الاقتصاد الكويتي إلى القرن السابع عشر حين تأسست مدينة الكويت كميناء تجاري على ساحل الخليج العربي، الأمر الذي ساهم في تحويل الكويت إلى مدينة تجارية لعبت دورًا هامًا في التجارة الإقليمية، وقد تواجدت في مدينة الكويت العديد من الأسواق التجارية الشهيرة والمكتظة بالتجار والمشترين، منها سوق الغربللي وسوق التجار وسوق المناخ وسوق واجف وسوق الحريم والعديد من الأسواق المتنوعة والمتخصصة في مجال معين التي شيدت في بدايات القرن العشرين كسوق الصراريف، سوق الخراريز، سوق الطيور، سوق الطحين، سوق الساعات، سوق الجت، سوق التمر.
كما امتهن الكويتيون قبل اكتشاف النفط مهنة الغوص على اللؤلؤ كمصدر لكسب لقمة العيش، وساهمت هذه المهنة في تأسيس الصناعة البحرية، فاشتهر الكويتيون بصناعة السفن والتي كانت تستعمل إمّا للتجارة وإما لأعمال الغوص، منها وأشهرها البوم وسنبوك و«الشوعي» والتي كانت تصنع من خشب الصاج المستورد من الهند. يعد البوم من أفضل وأشهر السفن الكويتية حتى أصبح جزء من شعار الكويت.

بوم كويتي سفار يرفع شراع العود والقلمي عام 1938

### نظرة عامة
بالرغم من صغر حجم دولة الكويت إلا أنها تمتلك احتياطيات نفط ضخمة تضعها في مقدمة الدول التي تمتلك احتياطيات نفط. استطاعت الدولة أن ترفع من مستوى الناتج المحلي الإجمالي طوال السنوات الفائتة بشكل ثابت ومتصاعد بالرغم من مرورها بعدة أزمات اقتصادية. وعلى الرغم من صغر مساحة الكويت إلا أنها تمتلك عددًا من الموارد والثروات الطبيعية ساعدت منذ القدم على نشأة الحياة بها، من أهم تلك الموارد النفط الذي من خلاله حققت الكويت منذ العام المالي 1998/1999 وحتى 2008/2009 فوائض مالية في الميزانية السنوية نتيجة ارتفاع عائدات النفط والتي تشكل ما يقارب 80٪ من الإيرادات الحكومية. كما يوجد بالكويت ثلاث مصادر أساسية للمياه والثروة المائية وهي: مياه البحر المحلاة، المياه الجوفية، ومياه الصرف الصحي المعاد معالجتها. تعد المياه الجوفية المصدر الطبيعي الوحيد أما باقي المصادر فهي قائمة بسبب تدخل الإنسان. بالإضافة لامتلاك واهتمام الكويت منذ القدم بثروتها السمكية والحيوانية والزراعية.
الكويت هي واحدة من أغنى الدول في العالم والقوة الاقتصادية للكويت عالية جدًا مقارنة بدول العالم. تعود أسباب تلك القوة الاقتصادية إلى ضخامة الناتج المحلي الإجمالي (تعادل القدرة الشرائية) الذي يبلغ 167,9 مليار دولار، ونصيب الفرد المرتفع من الناتج المحلي الإجمالي الذي يعد مقياسًا أساسيًا يستخدم في تقييم القدرة والاستعداد على الدفع. وعلى امتداد السنوات الماضية منذ 2004–2008 بلغ نصيب الفرد من الناتج المحلي الإجمالي في الكويت لجهة القوة الشرائية قرابة 38 ألف دولار أمريكي بحسب صندوق النقد الدولي. وحلت الكويت بالمرتبة الحادية عشرة على مستوى العالم وهو ما يماثل المعدل في هولندا وهونغ كونغ. بينما بلغ نصيب الفرد في عام 2013 ما يقارب 45 ألف دولار، مما يجعل الكويت الثانية عربيًا من ناحية نصيب الفرد.

الموانئ في الكويت قديما

في عام 2011، بلغت صادرات الكويت ما يقارب 9,5 مليار دولار أمريكي والواردات نحو 22,41 مليار دولار أمريكي. يعدّ كل من البترول والمنتجات البتروكيماوية والأسمدة والخدمات المالية سلع التصدير الرئيسية والتي تشكل قوة الاقتصاد الكويتي. ولأن سلع التصدير محدودة فستورد الكويت مجموعة واسعة من المنتجات تتراوح من المنتجات الغذائية والمنسوجات إلى الآلات. أهم الشركاء التجاريين للكويت هم اليابان، الولايات المتحدة، الهند، كوريا الجنوبية، سنغافورة، الصين، الاتحاد الأوروبي والمملكة العربية السعودية. فاليابان هي أكبر مشتر للنفط الكويتي تليها الهند وسنغافورة وكوريا الجنوبية.

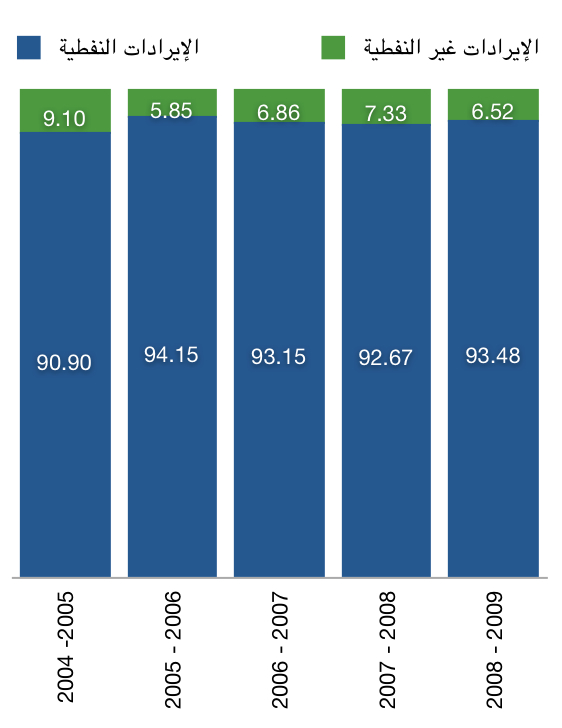
رسم بياني يوضح نسب إيرادات دولة الكويت بين 2004 - 2009.

وفقًا لمؤشر الحرية الاقتصادية لعام 2008، احتلت الكويت المركز الثاني في الشرق الأوسط من ناحية الحرية الاقتصادية. وفي مارس 2007 بلغت احتياطيات النقد الأجنبي في الكويت 213 مليار دولار أمريكي. يعدّ سوق الكويت للأوراق المالية والتي تحتوي على أكثر من 200 شركة مدرجة، ثاني أكبر بورصة في العالم العربي مع إجمالي قيمة سوقية تصل إلى 235 مليار دولار أمريكي. في عام 2007، أعلنت الحكومة الكويتية فائضًا في الميزانية بلغ 43 مليار دولار أمريكي.
تشمل الصناعات غير البترولية الشحن والبناء والإسمنت وتحلية المياه ومواد البناء والخدمات المالية. تمتلك الكويت نظام مصرفي متطور، ويعدّ بنك الكويت الوطني هو أكبر بنك في الكويت وأول بنك في منطقة الخليج العربي. بالإضافة إلى عدة مؤسسات المالية بارزة الأخرى مثل بنك الخليج وبيت التمويل الكويتي وهو أول بنك إسلامي في الكويت. تحرص الكويت على خفض الاعتماد على الواردات النفطية وتشجيع الاستثمارات غير نفطية. فاتجهت الحكومة لجعل الكويت مركز مالي وسياحي، ورصدت الحكومة مبلغ 77 مليار دولار أمريكي لبناء مدينة الحرير وهو أكبر مشروع للتطوير العقاري في الشرق الأوسط.
كما تملك الكويت خامس أكبر صندوق سيادي في العالم والذي تديره الهيئة العامة للاستثمار. يعد هذا الصندوق -والذي يسمى أيضًا صندوق الأجيال القادمة- أقدم الصناديق السيادية في العالم حيث أنشئ عام 1953، ويملك ما يقارب 210 مليار دولار من الأصول (140٪ من الناتج المحلي).

### القطاع المصرفي والمالي

بيت التمويل الكويتي أول بنك إسلامي في الكويت.

يعدّ القطاع المصرفي أحد أعمدة الاقتصاد الكويتي متمثلًا بعدد من البنوك المحلية وعدد آخر من البنوك غير الكويتية، تخضع جميعها لرقابة وإشراف بنك الكويت المركزي.
كانت الكويت منذ القدم تعد مركزًا ماليًا مهمًا في المنطقة، مما شجع المستثمرين البريطانيين لتأسيس أول بنك أجنبي في الكويت وهو البنك البريطاني للشرق الأوسط، والذي تم إيقافه وتحويله إلى بنك الكويت والشرق الأوسط بعد سن قانون يمنع مزاولة البنوك الأجنبية للأنشطة المصرفية في الكويت عام 1971 ليصبح بنك محلي بنسبة 100%. أما أول بنك محلي رسميًا فهو بنك الكويت الوطني الذي تأسيس كأول بنك كويتي وخليجي عام 1952 في عهد الشيخ عبد الله السالم الصباح الذي بارك ودعم الفكرة، زاول البنك في بداياته أعمالًا مصرفية بسيطة وبدائية تتلخص في الاعتمادات التجارية، وتبادل العملات، وحوالات مصرفية بسيطة، وإيداعات وسحوبات.
كما يحسب للكويت دور الريادة بجانب دبي في إنشاء ثاني بنك إسلامي يعمل وفق أحكام الشريعة الإسلامية في منطقة الخليج العربي والأول من نوعه في الكويت وهو بيت التمويل الكويتي وذلك في عام 1977. وتعد تجربة شركة المزيني للصيرفة التي تأسست عام 1942 كأول شركة في الكويت للقيام بأعمال الصيرفة  أحد أبرز التجارب الناجحة.  أقيمت كل هذه التجارب وتمت إدارتها من قبل الأيدي العاملة المحلية، وما زالت هذه المؤسسات قائمة حتى الوقت الحالي لثبت مدى عراقة وفاعلية ومتانة القطاع المصرفي والمالي في الكويت والقدرة الإدارية العالية لدى الكوادر المحلية منذ القدم.

### قطاع النفط والطاقة

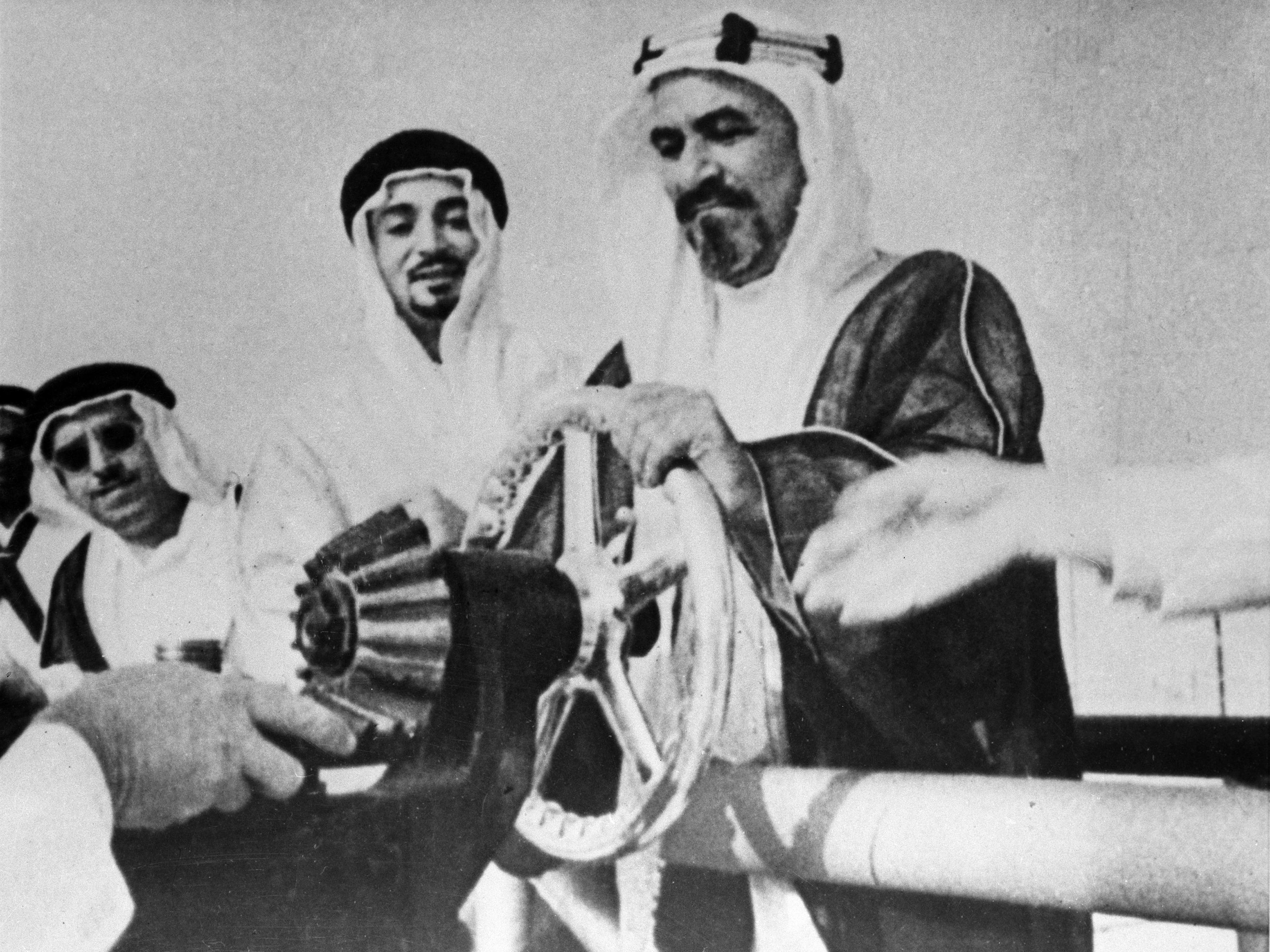
الأمير الشيخ أحمد الجابر الصباح حاكم الكويت العاشر، يدير الدولاب الفضي للإيذان بتصدير أول شحنة نفط خام تجارية كويتية في 30 حزيران (يونيو) 1946 بميناء الأحمدي.

تعد الكويت واحدة من أكبر الاقتصادات في المنطقة ومن أوائل مؤسسين منظمة أوبك. تشكل الصناعة النفطية في الكويت أهم وأكبر الصناعات والصادرات في الكويت حيث يغطي هذا القطاع وحده ما يقارب نصف الناتج المحلي الإجمالي. تقدر احتياطيات النفط في الكويت بـ104 مليار برميل (أي ما يعادل 7.66% من احتياطي النفط في العالم) محتلة بذلك المركز السادس على مستوى العالم، ما يعني أن عمر الإحتياطي النفطي يبلغ 92 عامًا.
اهتمت دولة الكويت بهذا المصدر وهذه الصناعة منذ اكتشاف النفط في الكويت عام 1938 وتصدير أول شحنة نفطية عام 1946. يسيطر على نفط الكويت عدة شركات ترجع ملكيتها للحكومة أو بنسبة 90% منها. تهيمن الدولة ممثلة بعدة جهات حكومية متخصصة على قطاع النفط، وتعمل هذه الجهات بتنسيق مستمر فيما بينها وطبقًا لقوانين ولوائح رسمية تحدد طبيعة كل جهة منها: المجلس الأعلى للبترول، وزارة الطاقة، مؤسسة البترول الكويتية، شركة نفط الكويت، شركة البترول الوطنية الكويتية، شركة صناعة الكيماويات البترولية وغيرها.

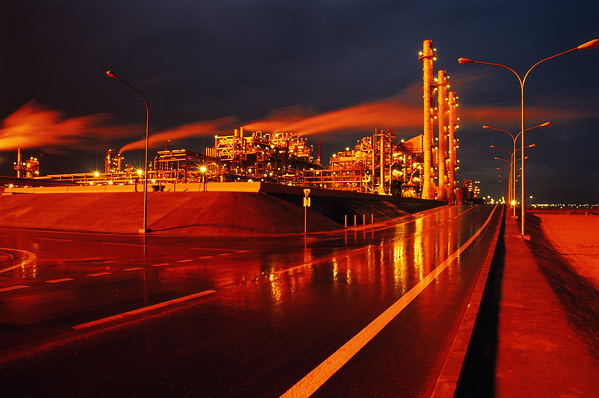
مصفاة ميناء الأحمدي أكبر مصافي الكويت (يمين) ومبنى مؤسسة البترول الكويتية

تتمثل الصادرات النفطية الكويتية في: النفط الخام، المنتجات النفطية، غاز البترول المسال، الأسمدة الكيماوية، الملح، والكلورين. أما من ناحية الاستهلاك المحلي للطاقة والمنتجات النفطية فتعدّ دولة الكويت من الدول التي تتميز بارتفاع مستويات استهلاك الطاقة وزيادة معدلات نموه بشكل مستمر سنويًا، ففي عام 2002 استحوذ قطاع الكهرباء على ما يقارب 54% من إجمالي الطاقة المستهلكة والبقية موزعة على قطاع النفط (27%) والموصلات (18%) والاستخدام المنزلي (9%). كما تسيطر الدولة بالكامل على قطاعي الكهرباء والماء من خلال وزارة الطاقة، وتوفر الدولة هذه الخدمة مقابل مبلغ رمزي لكل القاطنين (المواطنين والمقيمين) والمؤسسات والمصانع على أرض الكويت.

### قطاع الاستثمار وسوق الأوراق المالية

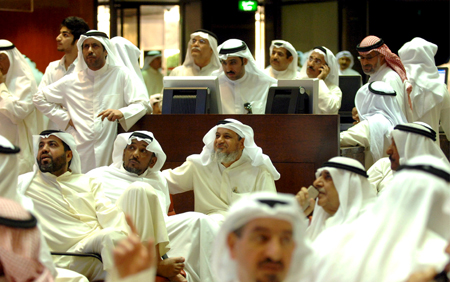
متداولون في بورصة الكويت.

يعد سوق الكويت للأوراق المالية أقدم الأسواق المالية وثاني أكبر سوق من حيث القيمة السوقية في منطقة الخليج العربي، إذ تقدر القيمة السوقية للسوق بـ 35.33 مليار دينار كويتي (نهاية شهر يونيو 2009).
ويضم سوق الكويت للأوراق المالية 46 شركة استثمارية مدرجة من مجموع 99 شركة استثمارية كويتية. بلغت قيمة استثمارات الشركات الكويتية في يناير 2009 حوالي 20.8 مليار دينار كويتي. وكان قطاع الاستثمار أكبر المتضررين من الأزمة المالية العالمية حيث قدرت خسائره بين أغسطس 2008 ويناير 2009 بـ 9,2 مليار دينار كويتي.
ولا يقتصر عمل الشركات الكويتية على العمل في سوق الكويت فقط بل يمتد عملها إلى الدول العربية والأجنبية، فعلى سبيل المثال، تبلغ قيمة استثمارات الشركات الكويتية في مصر حوالي 3 مليارات جنيه مصري وفي الأردن 8 مليارات دولار وفي سوريا 6 مليارات دولار وفي لبنان 1,8 مليار دولار.

### العملة الكويتية

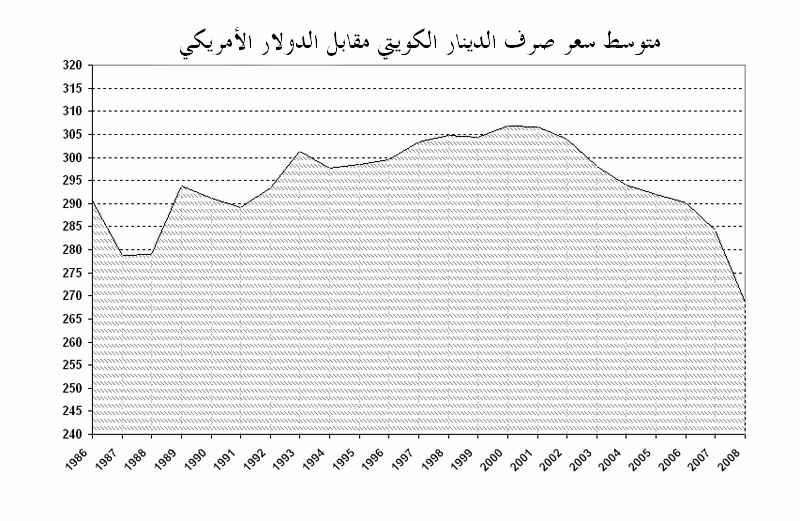
متوسط سعر صرف الدينار الكويتي مقابل الدولار الأمريكي (فلس).

شهد تاريخ دولة الكويت عددًا من العملات الأجنبية التي تم تداولها خلال فترات متقطعة ومتفرقة قبل إصدار العملة الرسمية الكويتية سنة 1960، أبرز تلك العملات هي الروبية الهندية، كذلك تم تداول عملات أخرى بجانب الروبية مثل الليرة الذهبية العثمانية، الجنيه الإنجليزي الذهبي، والريال النمساوي (ماريا تيريزا) الذي كان يطلق عليه محليًا اسم الريال الفرنسي.
الدينار الكويتي هو العملة الرسمية لدولة الكويت منذ 1960 وحل مكان الروبية الهندية التي كانت مستخدمة. أصدر بنك الكويت المركزي 6 إصدارات للعملة كان آخرها سنة 2014 وما زالت قيد الاستخدام، صدرت أول عملة من فئة العشرين دينار في 9 فبراير 1986. الدينار الكويتي هي العملة ذات أعلى سعر صرف في العالم،  ففي يونيو 2008 بلغ سعر صرف الدينار الكويتي ما يعادل 3,78 دولار أمريكي أو 2,4 يورو، يعود سبب قوة سعر صرفه إلى تحديد سعر صرف الدينار الكويتي مقابل دولار الولايات المتحدة على أساس سلة من العملات العالمية الرئيسية التي تعكس العلاقات التجارية والمالية مع دولة الكويت.
عملة الكويت هي الدينار، ويتكون من 1000 فلس، وتنقسم الصكوك النقدية إلى ستة فئات وهي (ربع دينار، نصف دينار، دينار، خمسة دنانير، عشرة دنانير، عشرين دينار). كما أن العملات المعدنية لها 6 فئات (فلس «تم إلغاؤه»، 5 فلوس، 10 فلوس، 20 فلس، 50 فلس و100 فلس). ويعدّ الدينار الكويتي صاحب أعلى سعر صرف في العالم ويساوي الدينار الواحد 3,5460 دولارًا أمريكيًا تقريبًا كما في 27 يناير 2011.

### العلوم والتكنولوجيا
حلّت الكويت في المرتبة 64 في مؤشر الابتكار العالمي عام 2023، وتراجعت للمركز 71 في مؤشر عام 2024.

وفقاً لمكتب الولايات المتحدة لبراءات الاختراع والعلامات التجارية، سجلت الكويت 448 براءة اختراع حتى 31 ديسمبر 2015. في أوائل ومنتصف عقد 2010، أنتجب الكويت أكبر عدد من المنشورات العلمية وبراءات الاختراع للفرد في المنطقة وسجلت أعلى نمو على المستوى الإقليمي.
وكانت الكويت الدولة الأولى في المنطقة التي فعّلت تكنولوجيا الجيل الخامس في الاتصالات. وتعد الكويت من بين الأسواق الرائدة عالميًا في انتشار تقنية الجيل الخامس.

## القوات المسلحة

### الجيش

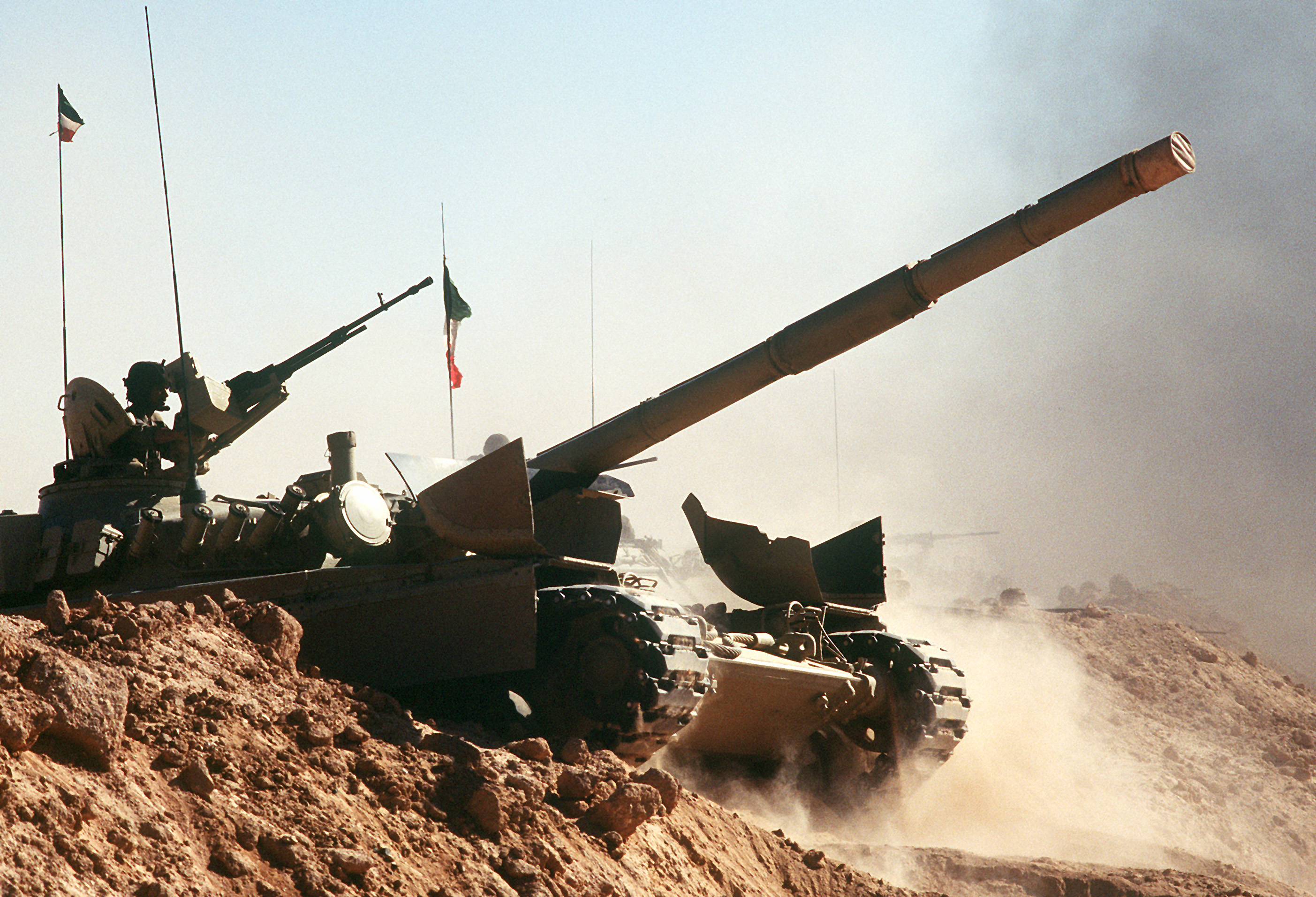
دبابة M-84 كويتية تقوم بمناورات تدريبية في السعودية أثناء الاحتلال العراقي للكويت

يتألف الجيش الكويتي من القوة البرية والبحرية والجوية، تأسس الجيش في عام 1948، وشارك في الحروب العربية ضد إسرائيل، حيث أرسلت الكويت لواء اليرموك إلى مصر فور اندلاع حرب 1967 وبقيت القوات الكويتية مرابطة على الجبهة المصرية طوال حرب الاستنزاف، كما تواجدت خلال حرب أكتوبر عام 1973، واشترك الجيش بفروعه في غزو الكويت للتصدي للقوات العراقية. إضافة إلى مشاركته في حرب تحرير الكويت عام 1991.
بعد الاستقلال سنة 1961 وإلغاء اتفاقية الحماية الموقعة مع المملكة المتحدة كان الجيش الكويتي يتألف من لواء مشاة واحد وهو لواء المشاة السادس، ضم اللواء دبابات سينتوريون وناقلات جند ساراسن ومدافع 25 رطل ومصفحات صلاح الدين ودايملر، جرى بعد الاستقلال تطوير قطاعات الجيش لتتولى مسؤوليات الأمن وإعداد فروع القوات المسلحة الثلاث البرية والبحرية والجوية.

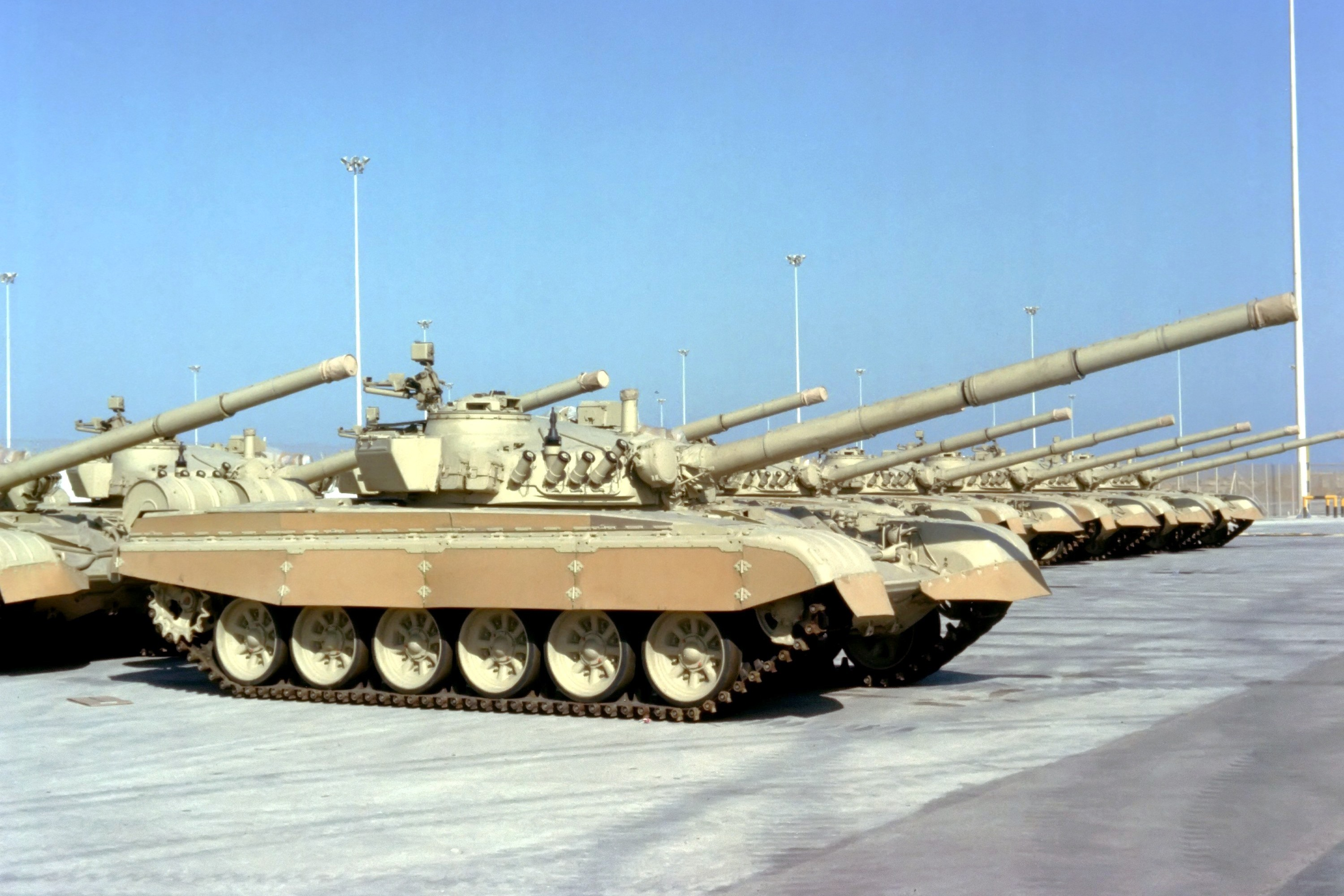
دبابات M-84 الكويتية في 4 يناير 1991 بالقواعد السعودية أثناء الاحتلال العراقي للكويت

شارك الجيش الكويتي في عدة حروب منها حرب 1967 وحرب أكتوبر والغزو العراقي للكويت وحرب تحرير الكويت. ففي حرب 1967، وبناء على اتفاقية الدفاع العربي المشترك قررت الكويت إرسال قوات عسكرية إلى مصر وصدر مرسوم أميري بإرسال لواء اليرموك برئاسة العميد الشيخ صالح محمد الصباح الذي كان يشغل منصب نائب رئيس الأركان آنذاك. بقيت القوات الكويت في مصر لفترة ما بعد الحرب وشهدت حرب الاستنزاف (1967-1970). وفور اندلاع حرب أكتوبر في 6 أكتوبر 1973 أرسلت الكويت عددًا من طائرات الهوكر هنتر إلى قاعدة قويسنا الجوية في مصر، كانت الكويت تمتلك قبل نشوب الحرب قوات مشاة مرابطة على الضفة الغربية لقناة السويس تابعة للواء اليرموك. وأسوة بالدعم العسكري المقدم لمصر قررت الكويت إرسال لواء الجهراء إلى الجبهة السورية.

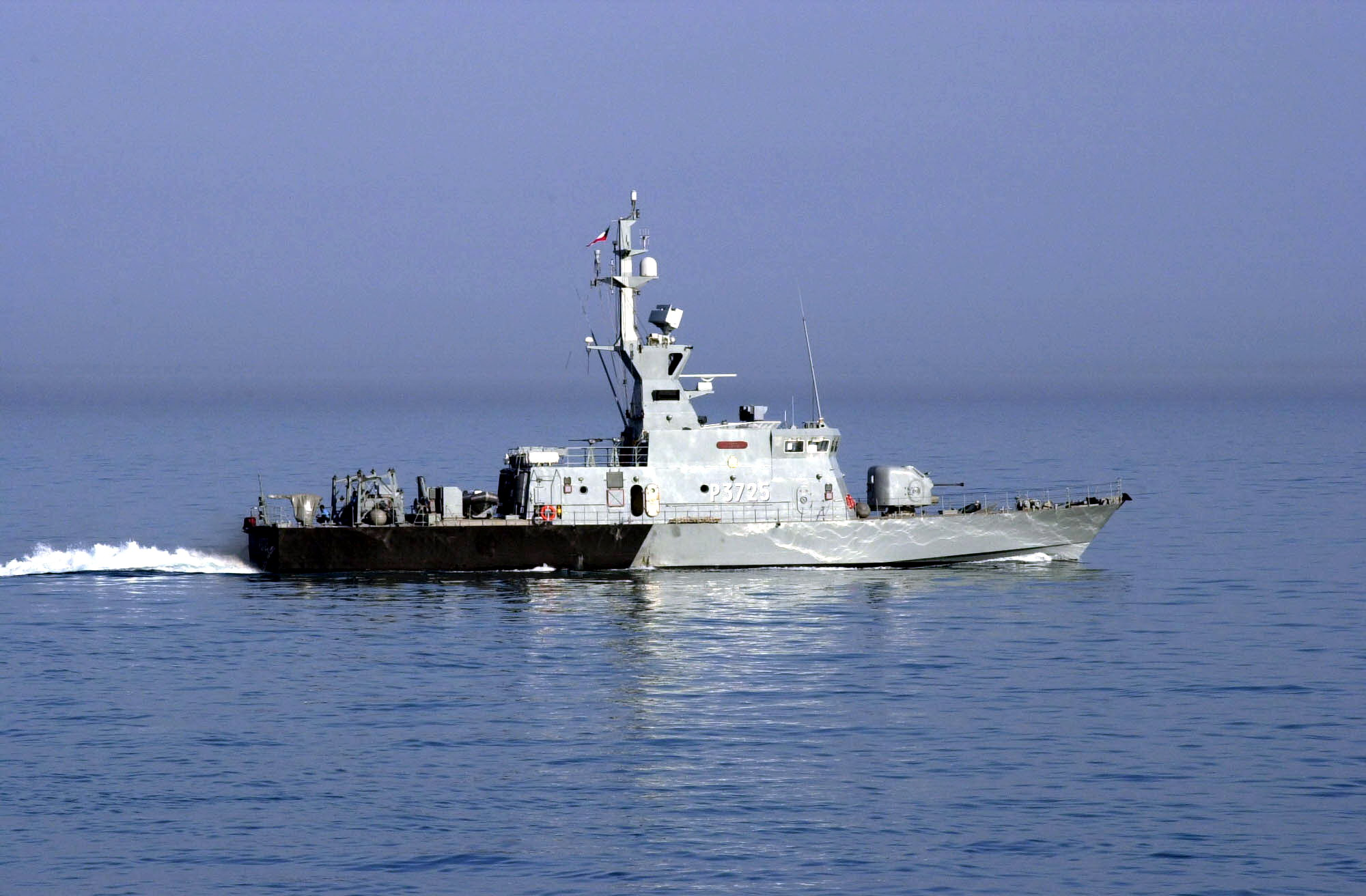
زورق صواريخ للقوة البحرية الكويتية.

بينما تصدت القوات الكويتية للغزو العراقي للكويت وجرت بينها وبين القوات الغازية عدة معارك غير متكافئة انتهت باحتلال الكويت. أعادت الحكومة الكويتية في الطائف تشكيل وتسليح الجيش الكويتي في السعودية وضمت إليه عناصر من الحرس الوطني الكويتي والشرطة الكويتية والمتطوعين الكويتيين للمشاركة في حرب تحرير الكويت. وكانت بعض قواعد القوة الجوية الكويتية قد أخلت طائراتها إلى السعودية فيما انسحبت بعض القطع البحرية التابعة للكويت إلى البحرين. وقد سلمت يوغسلافيا للحكومة الكويتية في الطائف 70 دبابة M-84 شكلت الدفعة الأولى من العقد الموقع بين الكويت ويوغسلافيا في نهاية الثمانينات.
القوة البرية الكويتية هي القوة البرية التابعة للجيش الكويتي، وتأسست عام 1948. تتكون القوات البرية من عدة ألوية كلواء مبارك المدرع 15، لواء الشهيد المدرع 35، لواء التحرير الآلي 6، لواء السور الآلي 26، لواء اليرموك الآلي 94، لواء المغاوير 25. وتمتلك القوة البرية 150 دبابة M-84 يوغسلافية  و218 دبابة أبرامز أمريكية  و254 مدرعة ديزرت واريور و120 مدرعة بي إم بي-3  و76 مدرعة بي إم بي-2 

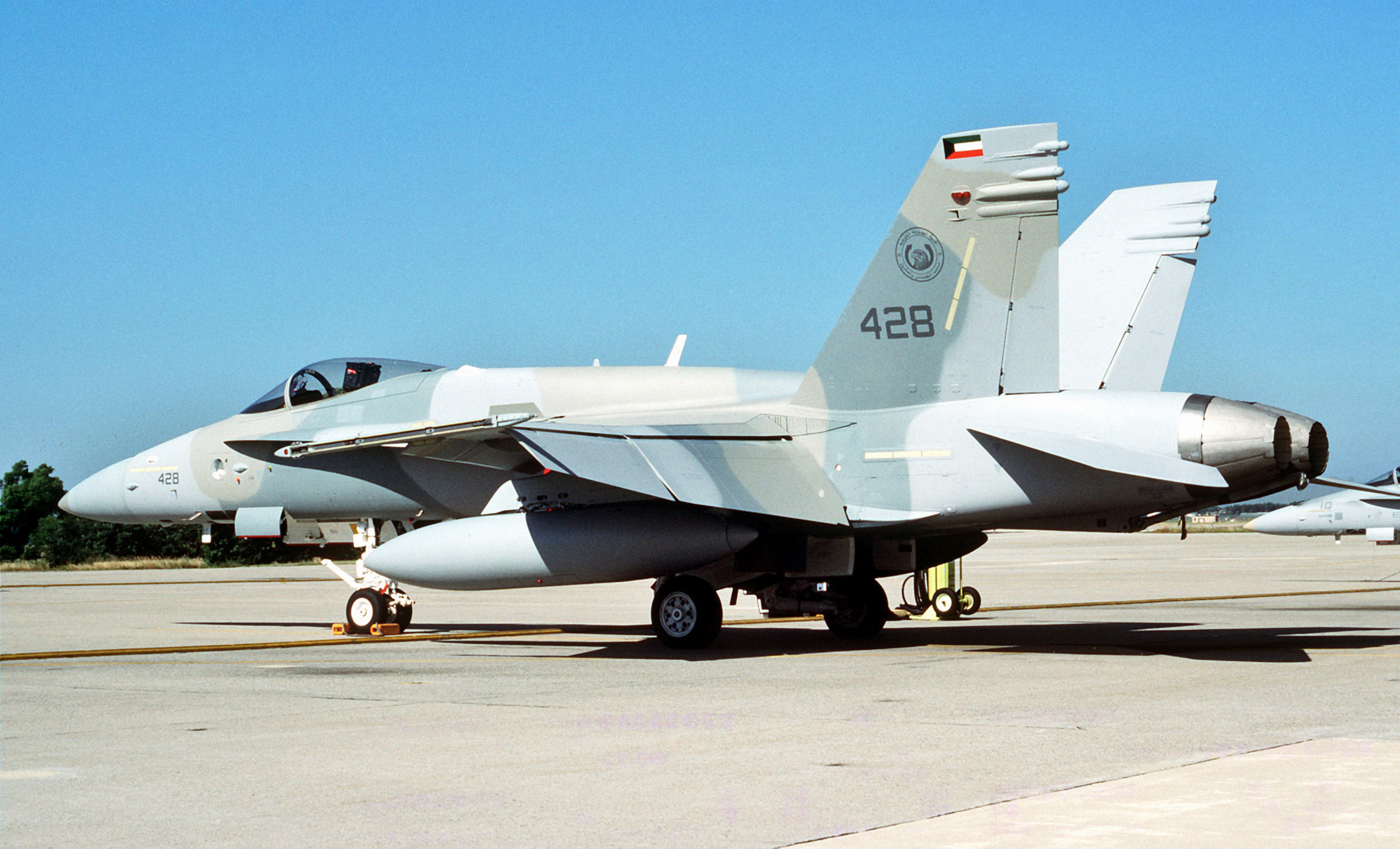
طائرة إف/إيه-18 هورنت كويتية

القوة البحرية الكويتية هي القوة البحرية التابعة للجيش الكويتي، يقدر عدد أفرادها بنحو 2,000 فرد، فيما يتألف الأسطول البحري من 10 زوارق صواريخ منها 8 من فئة أم المرادم إضافة إلى زورقين صواريخ من صنع شركة لورسن، وتملك البحرية عدد من زوارق الدورية بالإضافة إلى القطع البحرية اللوجستية الأخرى.
القوة الجوية الكويتية هو سلاح الجو التابع للجيش الكويتي، وتتألف من 2,500 فرد وتضم قوات الدفاع الجوي التي تتوزع في 3 قواعد جوية في البلاد وهي قاعدة علي السالم الجوية وقاعدة جابر الأحمد الجوية وقاعدة المبارك الجوية. يشمل التسليح الأساسي لسلاح الجو الكويتي طائرات الإف-18 وبي أيه إي هوك والميراج إف-1. إضافة إلى مروحيات الأباتشي وإيروسباسيال غازيل وباقي مروحيات الإسناد والنقل مثل طائرات بوينغ سي-17 غلوب ماستر 3، فيما تضم قوات الدفاع الجوي بطاريات أرض-جو باتريوت نسخة إم آي إم-104 باتريوت وإم آي إم-23 هوك.

مشاة البحرية الكويتية خلال عملية تدريب عام 2011.

### الحرس الوطني
الحرس الوطني الكويتي هو جهاز عسكري تأسس عام 1967 في عهد الشيخ صباح السالم الصباح، حيث وجدت الفكرة طريقها إلى النور بالمرسوم رقم 12 لسنة 1967 الصادر في 6 يونيو 1967 بإنشاء الحرس الوطني الكويتي . ووفقا ً لهذا المرسوم فإن الحرس الوطني هيئة مستقلة عن الجيش والشرطة ويكون الالتحاق به عن طريق التطوع من بين المواطنين ومهامه تتماثل في أن يعاون الحرس الوطني القوات المسلحة وهيئات الأمن العام كلما طلب إليه هذا العون، ويسهم في أغراض الدفاع الوطني متعاونًا مع الهيئات المشكلة لهذا الغرض. يرأس الحرس الوطني منذ 13 نوفمبر 2024 ؛ الشيخ مبارك حمود الجابر الصباح.

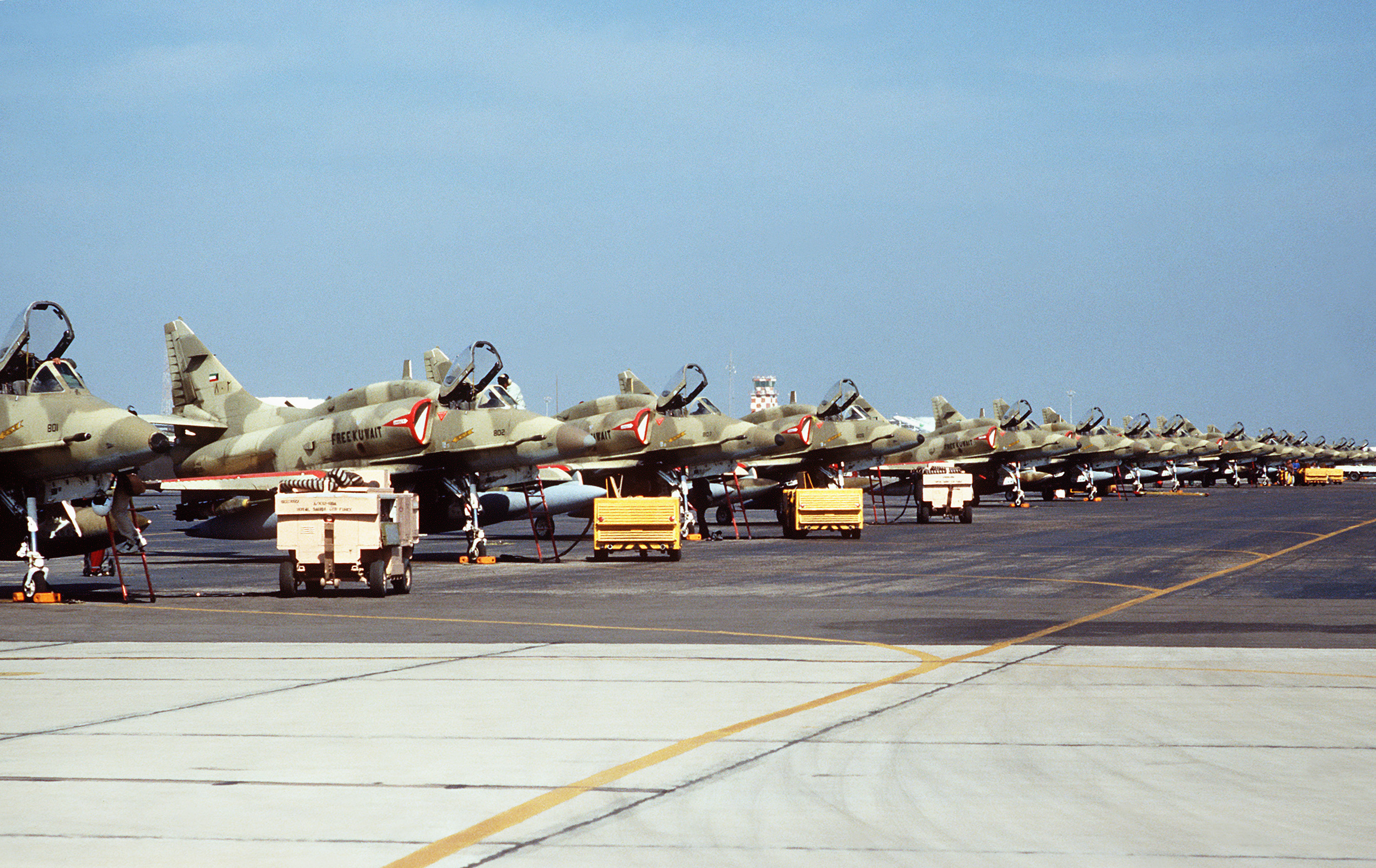
سرب طائرات سكاي هوك خلال حرب تحرير الكويت.

### الشرطة
شرطة الكويت هو جهاز الشرطة التابع لوزارة الداخلية الكويتية ومهمته هي المحافظة على الأمن وفرض سلطة القانون والدولة داخل الكويت. تأسس جهاز الشرطة الكويتي عام 1938، ومنذ ذلك الحين أخذ بالتطور ليشمل عدد من الإدارات المختلفة. تتألف القطاعات الرئيسية للشرطة من قطاع الأمن العام وتتبعه مديريات الأمن في المحافظات الست التي تتألف منها الكويت، ويتبع لكل مديرية عدد من مراكز الشرطة. كما تشرف الشرطة على أمن الحدود ممثلة بالإدارة العامة لأمن الحدود إضافة إلى المنافذ والتي تمثلها الإدارة العامة لأمن المنافذ. في حين تشرف الإدارة العامة للمرور على حركة المرور.

### خفر السواحل
خفر السواحل الكويتية هي جهة تابعة لشرطة الكويت. تأسست الإدارة العامة لخفر السواحل في عام 2001 بعد صدور القرار الوزاري رقم 1682. كانت بدايتها في عام 1953، لكنها تطورت في عام 2001 وأصبحت ذات إدارة مستقلة بعدما كانت طوال هذه الفترة تتبع لإدارة الحدود والمنافذ، وهي الجهة المسؤولة عن حماية المناطق البرية من المنشآت العامة القريبة من الساحل وحماية المياه الساحلية لمنع عمليات التهريب والإجرام. تتكون قوة خفر السواحل حاليًا من 20 سفينة و85 من زوارق الدورية و26 حوامة مائية. وتتمركز في قاعدة صباح الأحمد لخفر السواحل  وهي أكبر قاعدة لخفر السواحل في الشرق الأوسط.

## السكان

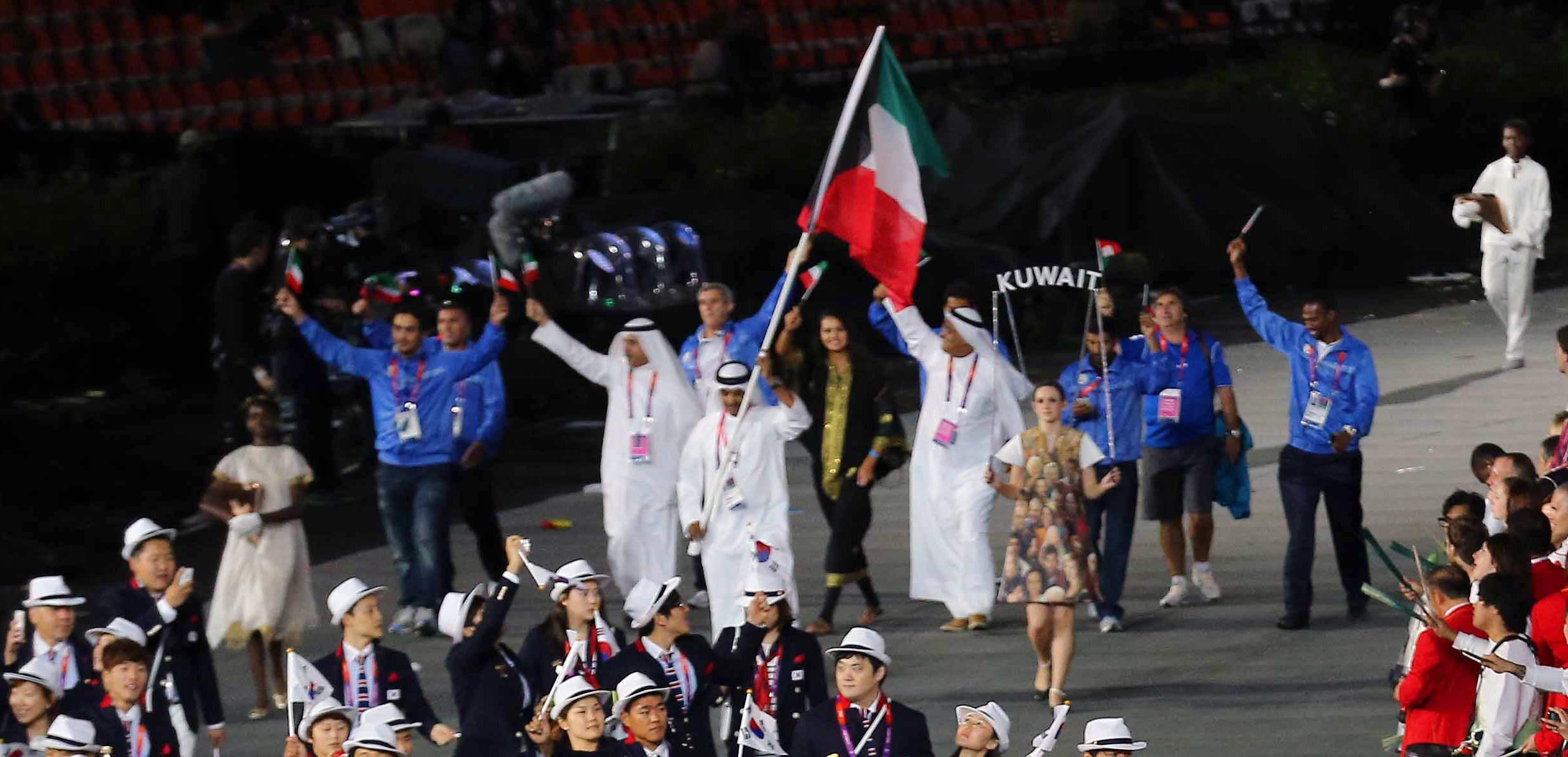
كويتيون يرفعون العلم في الألعاب الأوليمبية الكويتية.

بلغ إجمالي عدد سكان الكويت حتى يناير سنة 2021 بحسب الإدارة المركزية للإحصاء 4,336,012 نسمة، منهم 1,391,957 مواطنين كويتيين مقابل 2,944,055 أجانب ووافدين. تعتبر الجالية المصرية من أكبر الجاليات العربية بالكويت إذ يبلغ عددها 400 ألف، تليها الجالية السورية وعدد أفراد جاليتها 120 ألف تقريبًا، يليهما الجالية الأردنية والتي يقدر عدد أفرادها 53 ألف، أما الجاليات الآسيوية فأكبرها الهندية والتي يقدر عدد أفرادها بـ580 ألف تليها الباكستانية بـ150 ألف.

### النمو السكاني

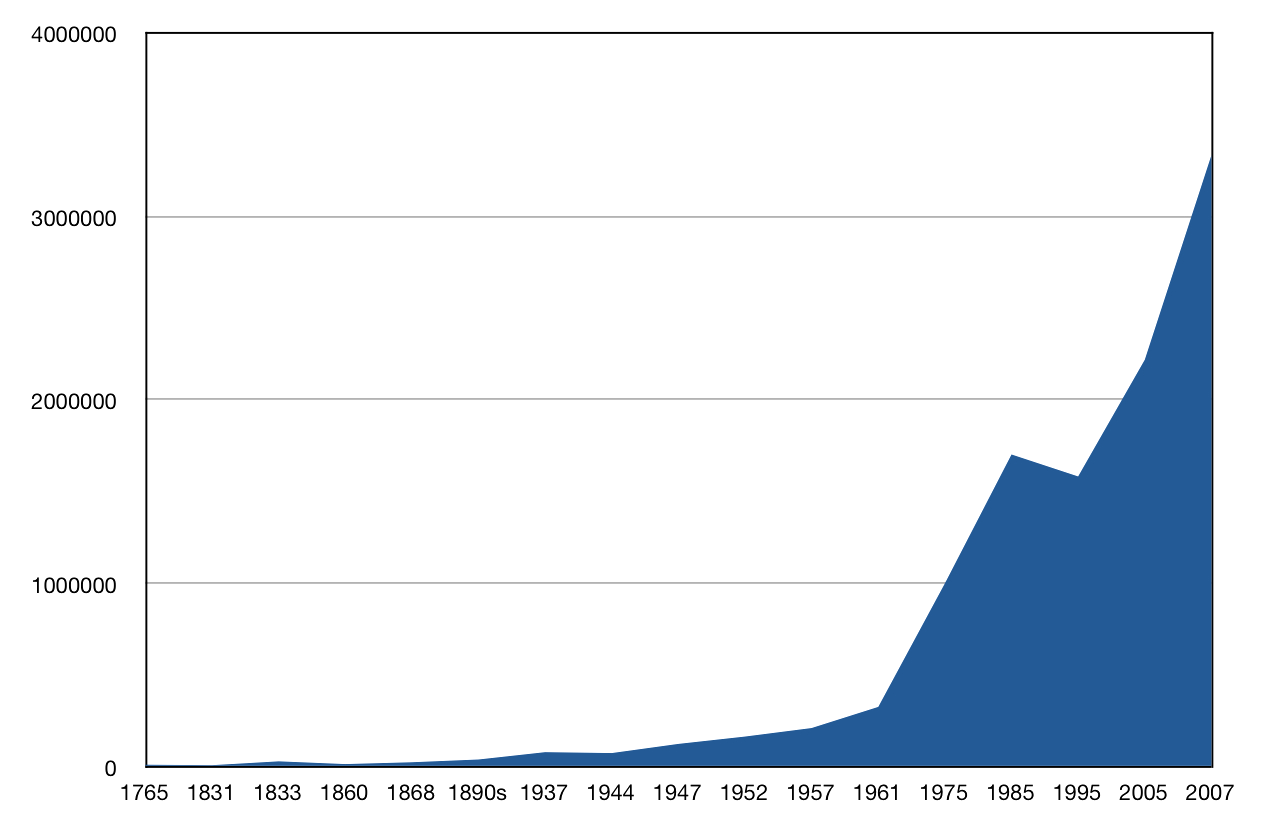
تطور تعداد سكان الكويت حتى سنة 2007. يعدّ إحصاء 1957 أول إحصاء رسمي وما سبقه كان يعتمد على تقديرات الرحالة الأجانب.

في بداية القرن العشرين وقبل نشوب الحرب العالمية الأولى قُدر عدد سكان الكويت بـ 35،900 نسمة خلال عهد الشيخ مبارك الصباح، وخلال الحرب العالمية الثانية قدرت دائرة التموين سنة 1944 إن عدد السكان قد بلغ 86،000 نسمة، وازداد عدد السكان بعد الحقبة النفطية ليصل إلى 206،000 نسمة منهم 113،122 مواطن كويتي طبقًا لإحصاء عام 1957. تقدر منظمة الأمم المتحدة أن سكان الكويت سيبلغون خمسة ملايين و 240 ألف نسمة بحلول سنة 2050، وتوقعت أن يرتفع متوسط العمر إلى 78،2 عامًا وأن تصل نسبة من هم فوق الثمانين عامًا إلى 4،4٪ من عدد السكان في سنة 2050. تبلغ نسبة النمو السكاني ما يقارب 6.5% وهو من المعدلات العالية عالميًا، إلا أن نسبة المواليد أخذت في الانخفاض في السنوات الأخيرة، حيث انخفضت من 5،89 بين سنتيّ 1975 - 1980 إلى 2،18 بين 2005 - 2010. أما عدد الوفيات نسبة إلى عدد السكان والذي يعرف بمعدل الوفيات فهو الأقل في العالم حيث يبلغ 3 لكل 1000 نسمة.

### اللغة
اللغة العربية هي اللغة الرسمية الوحيدة حسب الدستور، وتستخدم اللغة الإنجليزية كلغة ثانية في التعاملات الرسمية والخرائط واللوحات الإرشادية.

### الدين
الإسلام هو دين الدولة وهو دين غالبية السكان، كما يكفل الدستور حرية الأديان الأخرى. يشكل المسلمون 85% من مجموع السكان و15% الباقية من غير المسلمين أغلبهم هندوس ومسيحيين. تضع التقديرات نسبة أتباع المذاهب الإسلامية بالنسبة لمجمل السكان المسلمين من وافدين ومواطنين بنحو 70% مسلمين سنة و 30% مسلمين شيعة (وأغلبهم جعفرية) الذين يقدرون بنحو 500,000 - 700,000 نسمة من مجمل السكان أما بالنسبة للمواطنيين الكويتيين فالغالبية العظمى منهم من المسلمين وغالبيتهم من السنة وسدسهم من الشيعة باستثناء أعداد محدودة من المسيحيين تقدر بمائتي شخص.

## الثقافة

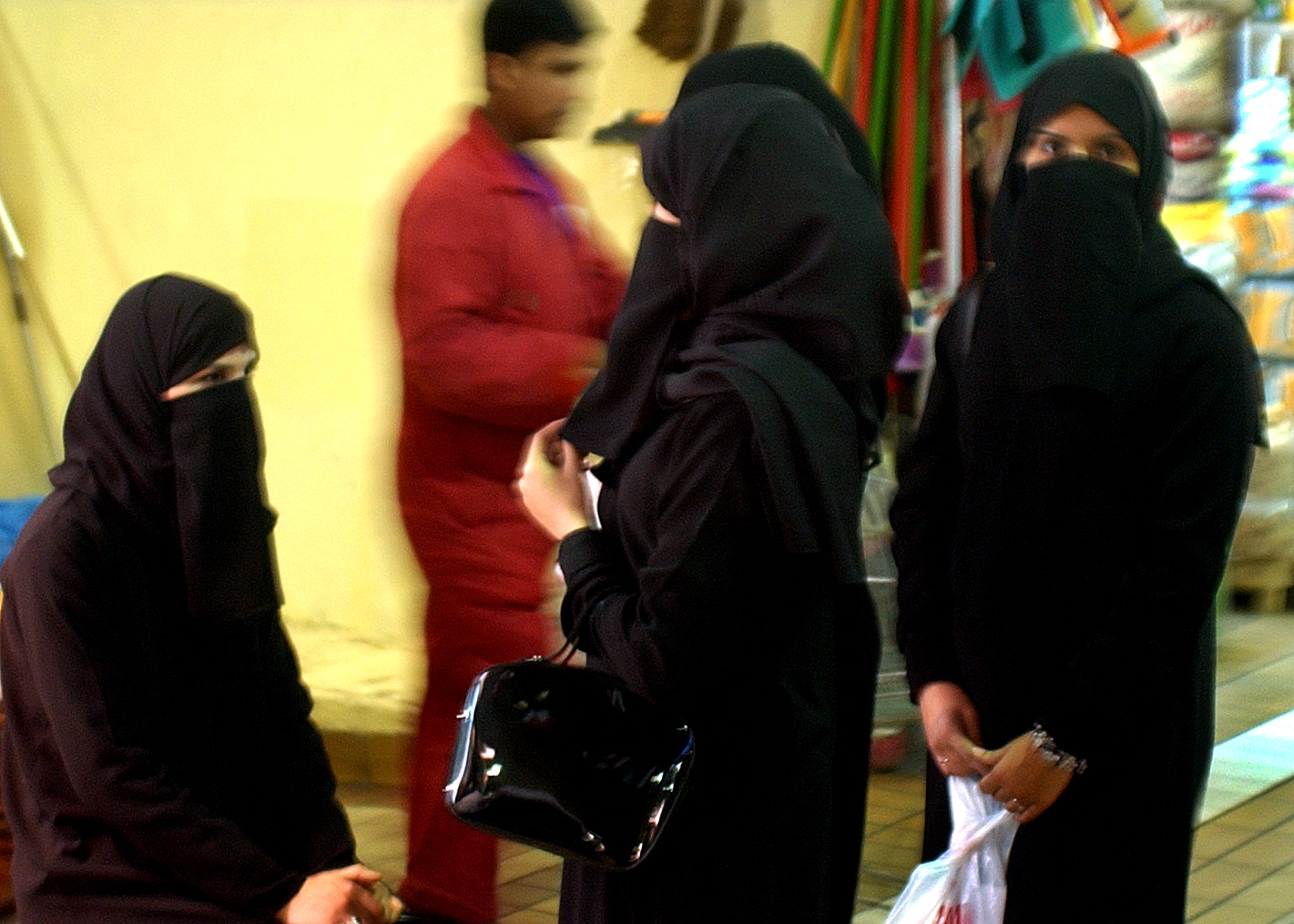
نساء كويتيات في مدينة الكويت.

تعد الثقافة الكويتية امتدادًا للثقافة الإسلامية والعربية. كان لطبيعة الموقع الجغرافي الخاص بدولة الكويت الأثر الأكبر بجعل المجتمع الكويتي مجتمعًا متفتحًا متقبلًا للثقافات المحيطة به. من أبرز سمات الثقافة المحلية الكويتية هي «الديوانية» التي تعدّ أبسط أشكال الديموقراطية في البلد، وهي مكان من البيت يتخذ خصيصًا لجلوس الرجال وهو بمثابة نادي يتناول فيه الرجال شتى الأمور والموضوعات، وعادة ما تكون الديوانية غرفة معزولة لها باب خارجي. كما تعدّ الديوانية المنبر الأول لأي مرشح نقابي، بها يحصد الأصوات ويتحدث في الأمور السياسية والاقتصادية وغيرها. من أبرز سمات المجتمع الكويتي ثقافة الاستهلاك، حيث يعد أسلوب ونمط الحياة في الكويت حال أغلب المجتمعات النامية من المجتمعات الاستهلاكية لا الإنتاجية. حيث أن توافر القدرة الشرائية لدى الفرد الكويتي بالإضافة إلى الطفرة الاقتصادية في حقبة الستينات والسبعينات بعد ظهور النفط، وكذلك التشريعات الخاصة بالزيادات المالية على جميع بنود الدخل الشهري للمواطن، عزز لدى الفرد الكويتي مفهوم الحاجة لشراء الأساسيات والكماليات بمقابل انخفاض مفهوم التوفير لدى شرائح المجتمع.

### التراث

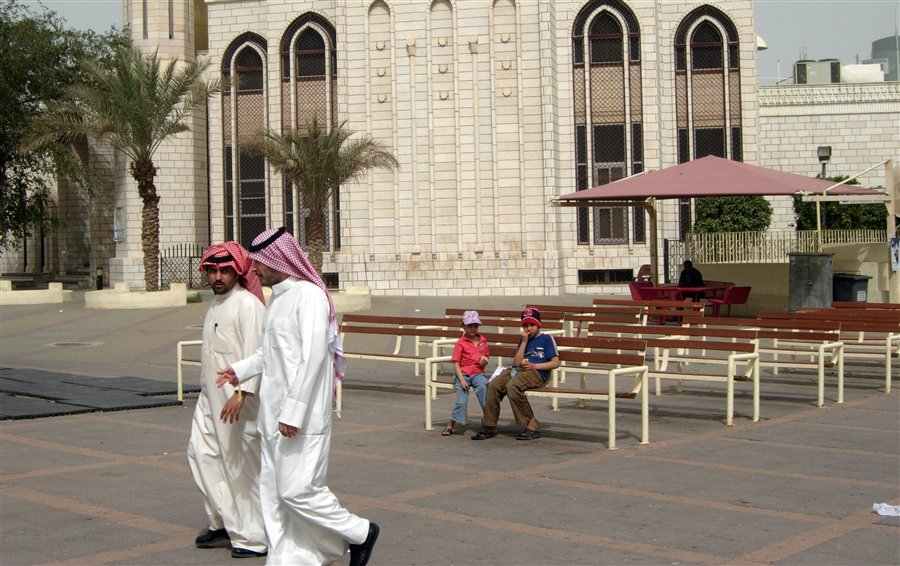
رجال كويتيون.

تميزت الحياة الاجتماعية منذ القدم في المجتمع الكويتي بالترابط الأسري، حيث كان المنزل الواحد يضم جميع أفراد الأسرة من الجد أو الجدة والأبناء والأحفاد. ولما كان في تلك الحقبة الكثير من الأعباء على رب الأسرة كان لزامًا على الشباب أن يبدأوا العمل في سن مبكرة جدًا، كما أنهم يتزوجون في سن صغيرة أيضًا. وكانت أدوار كل فرد من أفراد الأسرة واضحة ومعروفة، فدور الرجال هو العمل وكسب لقمة العيش ودور النساء التربية والاهتمام بشؤون المنزل. أما القرارات داخل البيت فكانت تتخذ من قبل كبير الأسرة.
أما الميثولوجيا الكويتية فهي الأساطير التي تناقلها الشعب الكويتي عبر العصور، ومعظم الأساطير نقلت شفهيًا أو دُوِّنت، بدأت حركة التدوين في القرن الأخير، وبعض أساطير الشعب الكويتي تتشابه مع أساطير أخرى في دول الخليج، حيث تشترك معظم دول الخليج مثل دولة الكويت والمملكة العربية السعودية والإمارات العربية بعدد من الأساطير والخرافات المتشابهة، وقد تختلف الأحداث والتفاصيل بينها. وغالبًا ما كانت تستخدم لإخافة الأطفال ليبتعدوا عن العصيان. تشترك معظم دول الخليج العربي بإسطورة حمارة القايلة والتي تعني ظهور الحمار وقت الظهيرة، وتوصف على أنها امرأة شابة ذو أرجل حمار تخرج وقت الظهيرة لتأكل الأطفال الصغار. بينما يوصف الطنطل على أنه عملاق طويل يأتي في الليل لإصطياد الأطفال الصغار، ويستخدم لترهيب الأطفال من الهرب من المنزل في منتصف الليل ويستخدم للتسلية فقط حيث يعلم الكبار بعدم وجوده. أما أم السعف والليف فتوصف بأنها إمراة عجوز تقوم بتحريك الرياح وتتحرك أسعف النخلة بسببها لذالك سميت «أم السعف» وتقوم بإصطياد الأطفال.
يتميز المجتمع الكويتي بتجمع العائلة والجيران والأصدقاء، وهناك الكثير من المناسبات التي يتم الاحتفال بها، منها النون وهي احتفالية بسيطة عادة ما يكون سببها ظهور أول سن لطفل أو ظهور علامات المشي لدى الطفل. عادةً ما تقام «النون» في فترة العصر، فتقوم الأم بفرش سجادة أمام البيت ثم تذهب إلى سطح الدار وهي تحمل سلة تحتوي الحلويات التي تلقيها على الحاضرين. ويقوم الأطفال بجمعها وحملها في أطراف ملابسهم. أما دق الهريس فهي مناسبة تقوم الأسرة بشراء كميات كبيرة من حبوب القمح المطحونة استعدادًا لقدوم شهر رمضان. ثم تدعو بعض النساء لطحن حبوب القمح لصنع الهريس. ومناسبة القريش تتم في الليلة التي تسبق أول أيام شهر رمضان، حيث تجمع كل أسرة ما تبقى لديها من فائض الطعام، أو الطعام الذي لا يصلح أكله في رمضان، وتتجمع لأكله في آخر وجبة غداء قبل رمضان. أما مناسبة القرقيعان فهي تقليد سنوي ومناسبة تراثية يحتفل بها خلال ليالي 13 و14 و15 من شهر رمضان، حيث يخرج الأطفال مرتدين زيًا شعبيًا خاصًا لهذه المناسبة ويتجولون بالشوارع يطرقون أبواب الجيران ويرددون أهازيج وأغنيات خاصة بالمناسبة ثم يوزع أصحاب البيوت الحلوى عليهم. وتختلف الأهازيج الخاصة بالصبيان عن أهازيج البنات. أيضًا تعدّ الغبقة مناسبة رمضانية اجتماعية، ومظهر من مظاهر التواصل الاجتماعي في شهر رمضان حيث يجتمع الأهالي والأصدقاء في ليالي رمضان لتناول وليمة قبل منتصف الليل ويتبادلون أطراف الحديث عن الأحوال الاجتماعية والمهنية والعامة. والكلمة جاءت من «الغبوق» وهو حليب الناقة الذي يشرب ليلًا.

### اللهجة
يُصنِّف اللغويون اللهجة الكويتية كلهجة من لهجات اللغة أو اللهجة الخليجية التي يتحدث بها سكان ساحل الخليج، تحديدًا في الساحل الغربي لإيران وعمان والمنطقة الشرقية في السعودية وقطر والإمارات وجنوب العراق والبحرين، تشترك الكويتية مع لهجات هذه المناطق تشابهًا كبيرًا. تتألف الكويتية من عدّة لهجات وألفاظ تداخلت على أصل عربيٍّ، فالكويت وبحكم مزاولة سكانها التجارة والسفر والانفتاح على الكثير من الأقطار المجاورة لها مثل الجزيرة العربية وشبه القارة الهندية وبلاد فـارس أصبحت هناك ألفاظ دخيلة ومعربة، ويُعزى تشكل الملامح العامة للهجة الكويتية إلى فئتين رئيسيّتين من فئات المجتمع الكويتي، وقد تأثرت كلّ منهما بالأخرى تأثرًا كبيرًا متبادلًا وهما فئة الحضر وفئة القبائل. اللهجة الكويتية تتضمن ست لهجات فرعية: (أهل جبلة – أهل شرق – أهل فيلكا – أهل الجهراء – أهل الفنطاس - أهل الدمنة).

#### فونولوجيا الكويتية
أصوات اللهجة الكويتية تشمل جميع أصوات اللغة العربية الأصلية، باستثناء حرف الضاد الذي اندمج لفظه مع الظاء (أصد: ðˤ) فلا يُميَّز بينهما في الكويتية، بالإضافة إلى بعض الأصوات الأخرى غير الموجودة باللغة العربية الفصحى وهي (حسب الألفبائية الصوتية الدولية): لثوي غاري مزجي مهموس، وتُكتب چ، وجيم غير معطشة وتُكتب گ. يُنطق حرفا الغين والخاء في الكويتية من اللهاة الحلقية وليس من شراع الحنك. في اللهجة الكويتية تتحول بعض الحروف أحيانًا كما يلي:

صورة توضح مدى تقارب اللهجة كويتية مع المناطق التي حولها.

- حرف الكاف يتحول إلى جيم مثلثة أحيانًا: فيلكا ← فيلچه
- حرف القاف يتحول إلى گاف أحيانًا: * قهوة ← گـهوة
- وأحيانًا أخرى إلى جيم مثل: * قبلة ← جبلة
- حرف الجيم يتحول إلى ياء أحيانًا، ولكن هذا الإبدال يحدث فقط في لهجة الحضر: مسجد ← مسيد
- تتحول الهمزة على ياء المسبوقة بمد بالألف إلى ياء: نائم ← نايم
- حرف الضاد يتحول دائمًا إلى حرف الظاء وهو الحرف الوحيد الذي لا يستخدمه الكويتيون في لهجتهم: مرض◄مرظ
- المبني للمجهول في اللهجة الكويتية على وزن اِنْفِعَلْ: اِنْذِبَحْ المجرم (ذُبِحَ المجرم).
- الضمائر للمذكر: بفتح آخر حرف مع نطق هاء خفيفة جدًا لا تُسمع: كِتَابُهُ ← كِتَابَـ(ـه)
- الضمائر للمؤنث: بزيادة هاء مفتوحة في آخر الكلمة دون مد بالألف: كِتَابُها ← كِتَابْهَ
- المخاطب للمذكر: تحويل الكاف المفتوحة إلى كاف مسكونة: كتابكَ ← كِتَابكْ
- المخاطب للمؤنث: تحويل الكاف المكسورة إلى جيم فارسية: كتابكِ ← كِتَابچْ

### الأدب
بدأت الحركة الأدبية والثقافية في الكويت قديمًا في عهد الشيخ مبارك الصباح التي توجت بتأسيس المدرسة المباركية والجمعية الخيرية، وفي عهد الشيخ أحمد الجابر الصباح افتُتح صرحين علمي وأدبي بعد المدرسة الأحمدية وهما المكتبة الأهلية (والتي تعرف حاليًا باسم مكتبة الكويت الوطنية) والنادي الأدبي، ويعود الفضل في ذلك إلى الأدباء والمحسنون الكويتين الذين بدأوا عهد النهضة الأدبية بالكويت.
ففي عام 1924 الموافق 1342 هـ، اقترح مجموعة من شباب الكويت المثقفين آنذاك تأسيس ناد يجمعهم ويكون ملتقى لهم لتبادل الآراء والأفكار فيما بينهم وإلقاء المحاضرات ونشر العلوم النافعة والمعرفة بين الشباب فكان أول نادي يؤسس في تاريخ الكويت وأسموه بالنادي الأدبي وكان رئيسه هو الشيخ عبد الله الجابر الصباح ومدير النادي هو عيسى الصالح القناعي، وأمين الصندوق هو أحمد محمد أحمد الغانم. وعندما افتُتح النادي كان له صدى عظيم في جميع أنحاء الكويت، وفي حفل الافتتاح ألقيت القصائد والخطب من قبل أعضائه. ساهم أهل الكويت في النادي ماديًا ومعنويًا من الكتب النافعة والصحف والجرائد الصادرة في ذاك الوقت، وساهم الشيخ أحمد الجابر الصباح في نشأة النادي أيضًا، كما شارك المؤرخ الشيخ عبد العزيز الرشيد في إلقاء محاضرات عن الأخلاق والفقه واللغة العربية.

### الفن

زكي طليمات مؤسس مركز الدراسات المسرحية في الكويت عام 1962.

تعدّ الحركة المسرحية الكويتية الأقدم على الصعيد الخليجي، وتعود بداياتها إلى عام 1922 عندما قُدم أول عرض مسرحي كويتي ضمن احتفالات المدرسة المباركية في نهاية العام الدراسي وبحضور أولياء الأمور، حيث قدم الطلبة مشهدًا تمثيليًا حاز على الإعجاب. ثم جاء بعد ذلك فترة خمول، تلتها فترة نشاط جراء إرسال طلبة للدراسة في الخارج، ما دفع زكي طليمات لتأسيس فرقة المسرح العربي في عام 1962. وفي شهر أبريل من عام 1964 رفع زكي طليمات مشروعًا لوكيل وزارة الشؤون الاجتماعية آنذاك (حمد الرجيب) بخصوص إيفاد بعثة مسرحية استكشافية لبعض أعضاء فرقة المسرح العربي للتدريب على شؤون المسرح في مصر ولمدة ثلاثة أشهر، وأعضاء البعثة هم: خالد النفيسي، عبد الحسين عبد الرضا، عبد الرحمن الضويحي، جعفر المؤمن، حسين الصالح، مريم الصالح، مريم الغضبان. ثم أضيف إليهم صقر الرشود وسالم الفقعان وعبد الله خريبط.

مسلسل درب الزلق من أشهر المسلسلات الكويتية.

ثم جاء عام 1975 والذي شهد إنشاء المعهد العالي للفنون المسرحية، والمعهد هو استكمال لجهود الراحل زكي طليمات الذي أسس مركزًا للدراسات المسرحية في الكويت عام 1962 وفتح المعهد أبوابه لخريجي مركز الدراسات المسرحية ولخريجي الثانوية، وقد انخرط في الدراسة بأقسامه الثلاثة، وهي قسم التمثيل والإخراج وقسم النقد المسرحي وقسم الديكور، عدد من الفنانين البارزين مثل سعاد عبد الله ومحمد المنصور وخليفة عمر خليفوة، إلى جانب عدد من النقاد البارزين مثل إسماعيل فهد إسماعيل.
يعدّ المسرح في الكويت من أبرز النشاطات الثقافية فيها، على الرغم من تعرضه لموجات صعود وهبوط حسب المتغيرات الاجتماعية إلا أنه يظل من أبرز أنواع النشاط الفني فيها، وقد ظهر في الكويت منذ تأسيس المسرح العديد من الفنانين الذين استطاعوا تحقيق نجاحات في المجال الفني المسرحي والتلفزيوني في منطقة الخليج منهم عبد الحسين عبد الرضا وسعد الفرج وحياة الفهد وخالد النفيسي وسعاد عبد الله وغانم الصالح ومريم الغضبان ومريم الصالح وغيرهم الكثير.
تعد التجربة السينمائية في الكويت من التجارب المتواضعة والتي ظلت حتى سنوات قريبة غير مكترث بها حتى بدأت في السنوات الأخيرة تتطور تدريجيًا. كما يعد فيلم بس يا بحر أهم فيلم كويتي أنتج في فترة السبعينات. ومن ناحية أخرى، تعد الكويت رائدة في مجال المسلسلات التلفزيونية. كما أن مسلسلات مثل : درب الزلق، خالتي قماشة، رقية وسبيكة، على الدنيا السلام تعدّ واحدة من أهم الأعمال التلفزيونية في منطقة الخليج العربي.

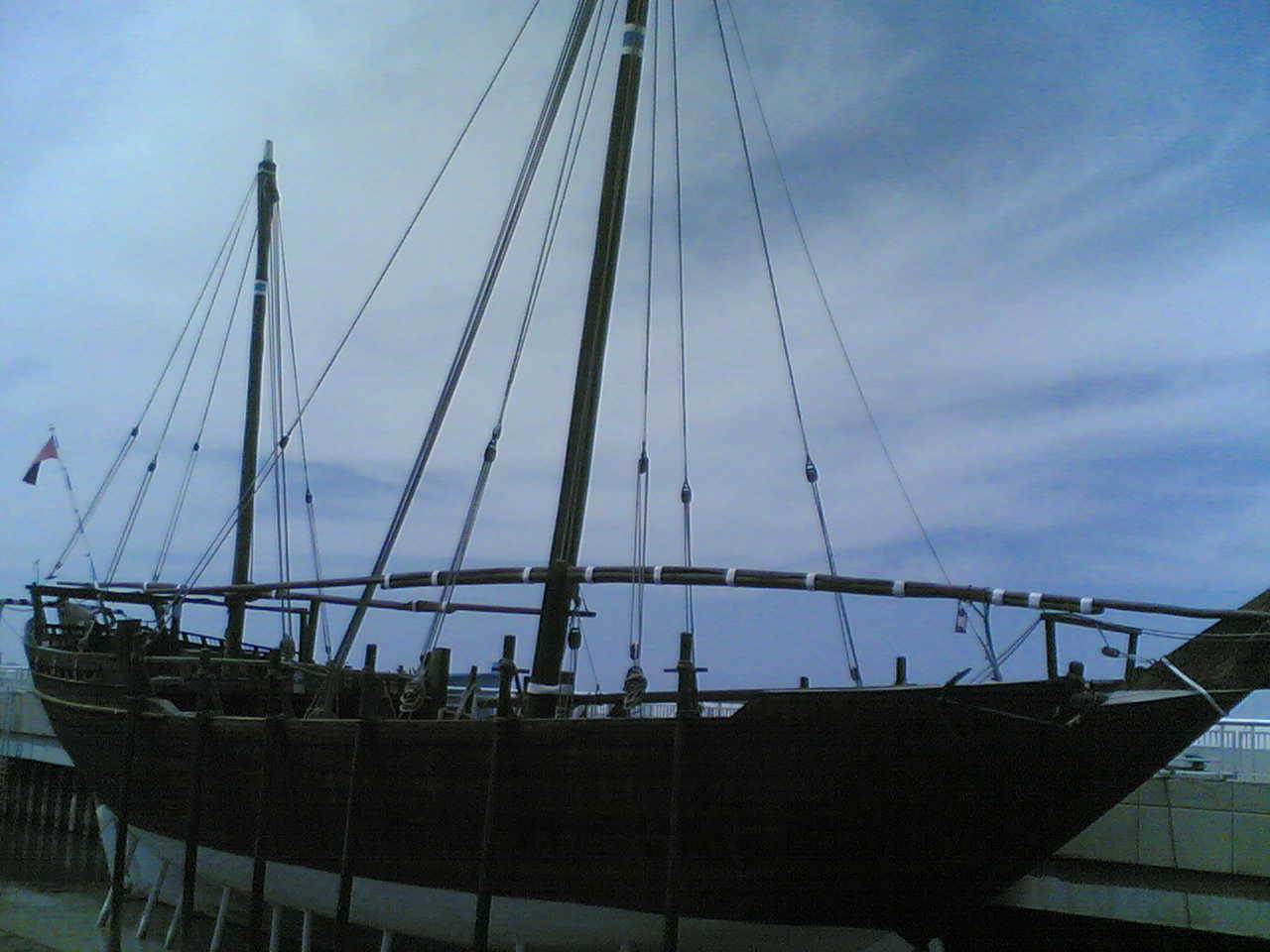
بوم فتح الخير في مرسى المركز العلمي.

وفي المجال الموسيقي، يعدّ فن الصوت هو ما يميز الموسيقى الكويتية، وهو غناء شعبي يصاحبه عادة العود والمرواس والتصفيق، وسواء كانت كلمات الأغنية بالفصحى أو اللهجة الشعبية فلا بد أن يكون هناك بيتين من الشعر العربي الفصيح في آخر الأغنية يؤديان على شكل موّال. ويستخدم أداة الصك والعود على نطاق واسع في الكويت بينما أهل البادية يستخدمون أداة الربابة، وكانت العرضة تمارس بشكل واسع بالكويت ولا زالت تمارس بأعراس الكويتيين.

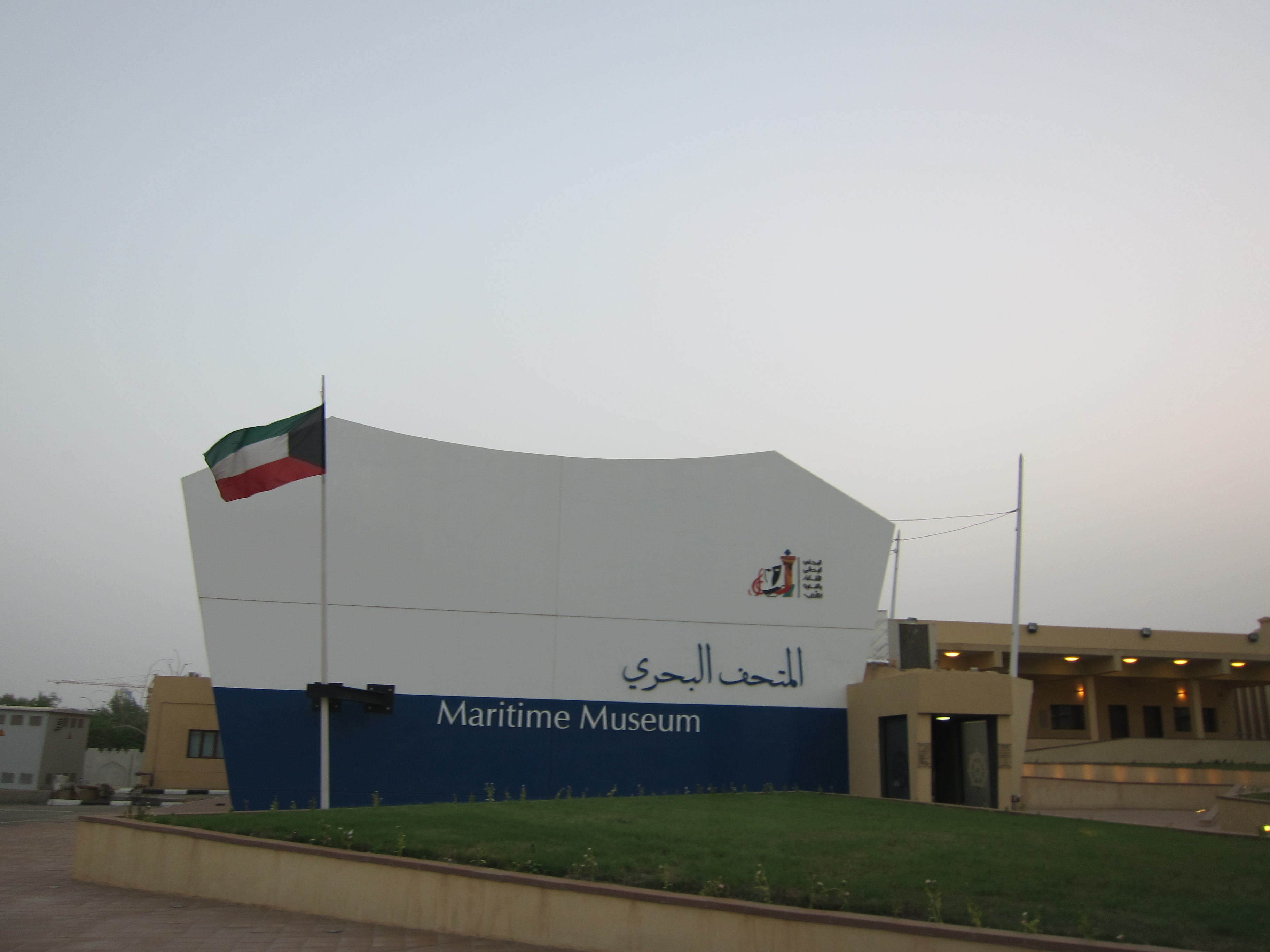
المتحف البحري.

أما في مجال الفن التشكيلي، يعد المجلس الوطني للثقافة والفنون والآداب والجمعية الكويتية للفنون التشكيلية من أهم الجهات الداعمة للحركة التشكيلية في الكويت، وتعدّ الحركة التشكيلية حركة ناهضة بدأت في الخمسينيات مع أول فنان تشكيلي وهو معجب الدوسري الذي درس بكلية الفنون الجميلة في مصر، وزاد الاهتمام في الفن تشكيلي وتنوعت المدارس الفنية المختلفة وتطورت وتنحصر في مجموع توجهات فكرية مثل رسم التراث الكويتي والسريالية والانطباعية والتجريدية والأعمال المركبة. ومن الفنانين التشكيليين في الكويت أيوب حسين وسامي محمد وعبد الرسول سلمان وحميد خزعل وعبد الله القصار وبدر القطامي. ومن الجيل الحديث خالد الشطي وأسعد بوناشي وثريا البقصمي وغيرهم.
أما في مجال المتاحف والمعارض الفنية تهتم الكويت بالأنشطة الثقافية والفنية في البلاد، حيث يوجد عدد من المتاحف الحكومية والخاصة، مثل متحف الكويت الوطني الذي يحوى آثار الحقب التاريخية المختلفة التي مرت على أرض الكويت كالحضارة الدلمونية والبابلية الكاشية والإغريقية وغيرها، وأيضًا المتحف العلمي والذي يهتم بالحياة الطبيعية والعلوم المعاصرة، وكذلك المركز العلمي الذي يحتوي على عينات حية من حيوانات وأسماك البيئة البرية والبحرية الكويتية، ومتحف الفن المعاصر، ومتحف بيت لوذان المهتم بالفنون التشكيلية، ومتحف بيت ديكسون الذي كان منزلًا للمقيم السياسي البريطاني هارولد ديكسون، وبيت الكويت للأعمال الوطنية الذي يتحدث عن الغزو العراقي والتحرير، ومتحف طارق رجب الخاص بالأنثربولوجيا الإسلامية، ومتحف بيت العثمان للموروثات الكويتية، ومتحف القصر الأحمر بالجهراء. وتمثلت آخر الإنجازات على الصعيد الثقافي بإنشاء مركز الشيخ جابر الأحمد الثقافي، والذي يهدف إلى تسليط الضوء على الفنون المسرحية وإلى خلق عالم مسرحي داخل مساحات خضراء فسيحة وسيشكل جنبًا إلى جنب مع مركز الشيخ عبد الله السالم مركزا وطنيا للثقافة بالكويت.

### المطبخ
تعد المأكولات البحرية عماد النظام الغذائي لدى الكويتيين لقرون عدة، بالإضافة للرز والذي يعدّ المكون الأساسي في أغلب المأكولات في المطبخ الكويتي. لعب الكويتيون منذ القدم دورًا هامًا في تجارة التوابل والبهارات بين الهند وأوروبا ولهذا ظلت عنصرًا مهمًا في المطبخ الكويتي حيث تتميز الأكلات الكويتية الشعبية بنكهتها الواضحة والقوية. يضم المطبخ الكويتي عدة أكلات شعبية أبرزها: مجبوس، مطبق، اليريش، الهريس، التشريبة، المربين، المموش، القبوط. أما الحلويات فأشهرها العصيدة، قرص عقيلي، صب القفشة، الغريبة، الدرابيل.

### الرياضة

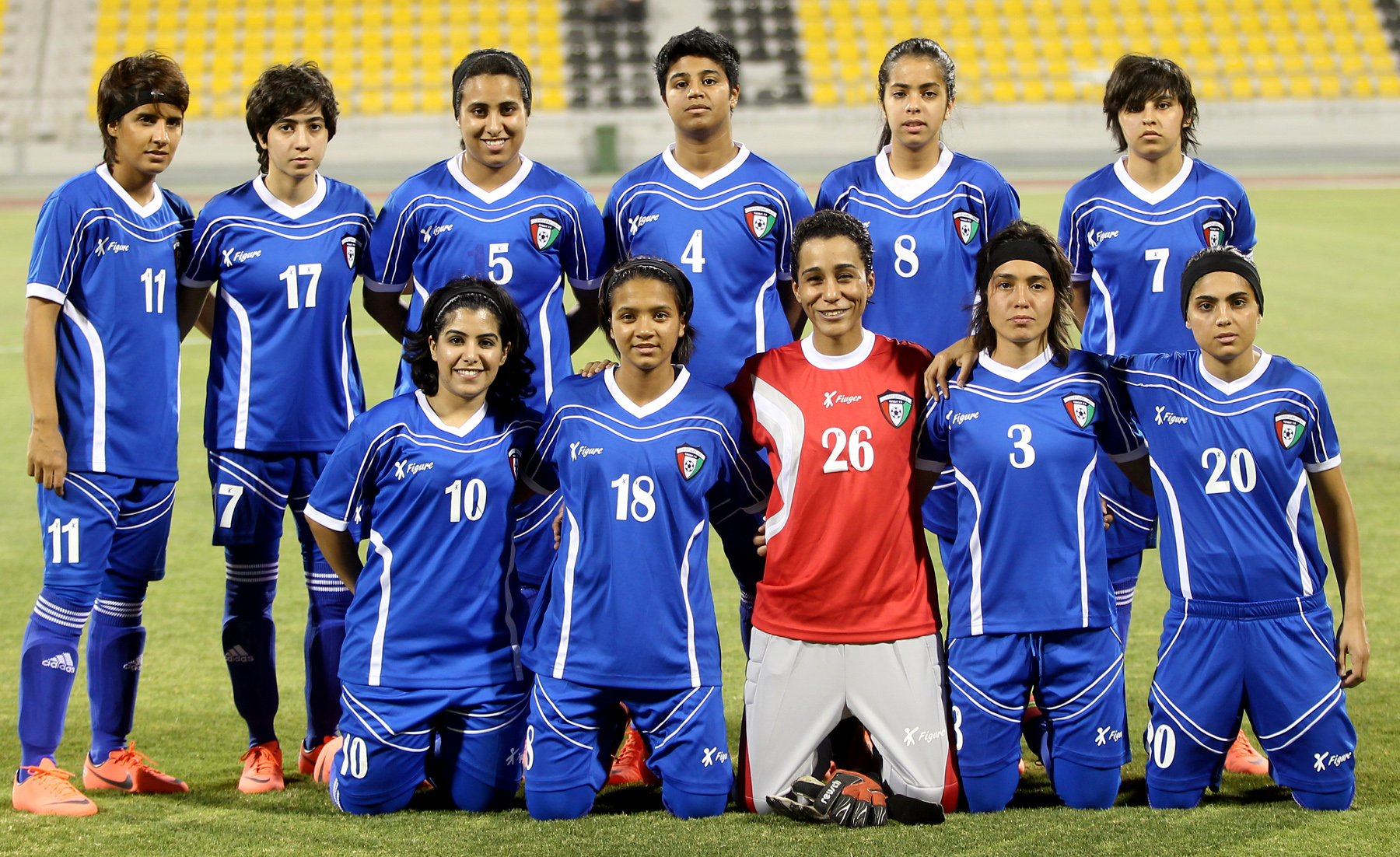
منتخب الكويت لكرة القدم للسيدات.

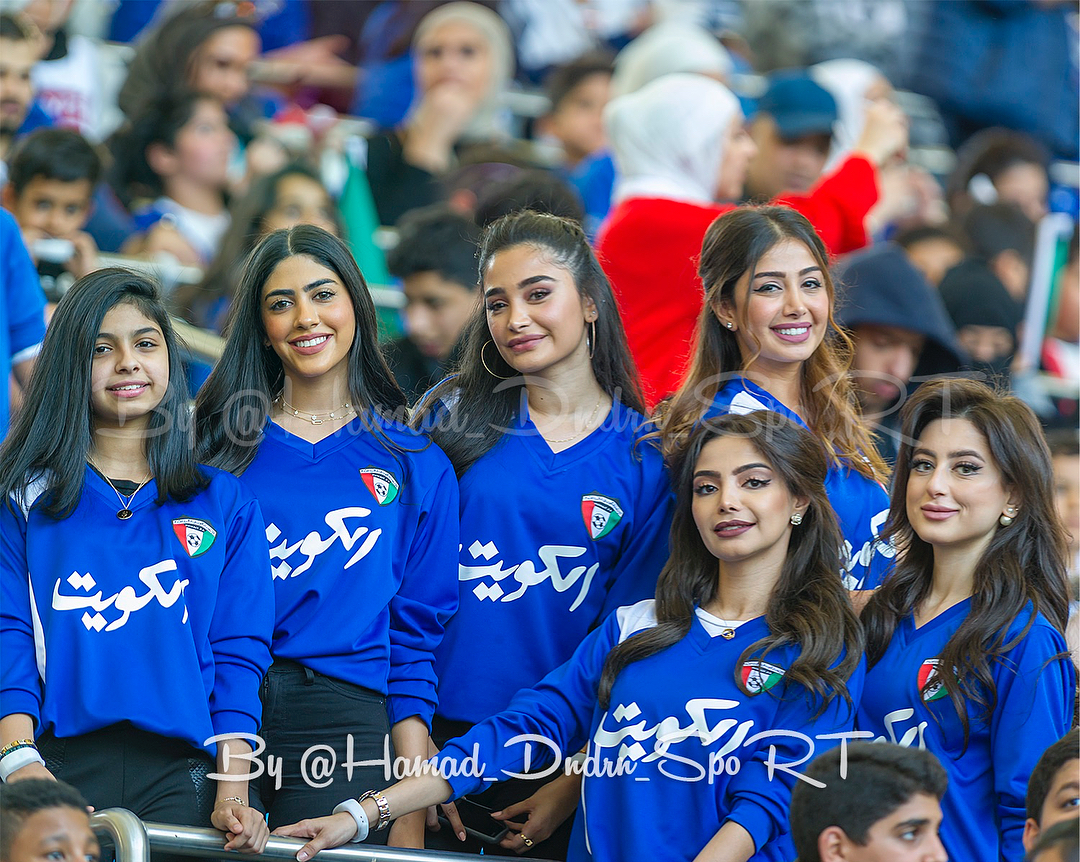
سيدات كويتيات في مباراة كرة قدم محلية.

تعدّ كرة القدم هي اللعبة الشعبية الأولى في الكويت، وتمتلك الكويت الكثير من الإنجازات في هذه اللعبة، فمنتخب الكويت لكرة القدم هو أول منتخب عربي آسيوي تأهل لكأس العالم وذلك عام 1982، وهو أيضًا أول المنتخبات العربية فوزًا ببطولة كأس آسيا وذلك عام 1980. وهو أكثر المنتخبات فوزًا بكأس الخليج العربي لكرة القدم بعشر مرات.
وفي الكويت 15 نادٍ رياضي. ويعدّ ناديا القادسية ونادي العربي هم الناديان الأكثر شعبية، كانا ولا يزالان الغريمين التقليديين، يليهما نادي الكويت وبعد ذلك نادي كاظمة، ويعدّ نادي القادسية الأكثر حصولًا على الألقاب برصيد 40 بطولة، يليه غريمه نادي العربي برصيد 39 بطولة. أما من ناحية نقاط التفوق فالغلبة لنادي القادسية حيث استطاع الفوز بكأس التفوق العام منذ بدء العمل به عام 1973 وحتى وقتنا هذا دون انقطاع.
ويأتي بالمرتبة الثانية بعد كرة القدم لعبة كرة اليد، وفيها حقق منتخب الكويت لكرة اليد خمسة مرات بطولة آسيا لكرة اليد للرجال وتأهل لبطولة العالم لكرة اليد 7 مرات أولها عام 1982. كما أن للألعاب الفردية نصيب، كما أن هذه الألعاب تحقق للكويت الكثير من الإنجازات الرياضية بالحصول على.ميداليات في الدورات الأولمبية.
شاركت الكويت في الألعاب الأولمبية الصيفية منذ 1968 دون انقطاع، وحصلت على أول مدالية أولمبية في الرماية في عام 2000، وحصلت على ميدالية برونزية أخرى في أولمبياد لندن 2012. كما شاركت في الألعاب الأولمبية للمعاقين لأول مرة عام 1980 وحققت منذ تلك البطولة 42 مدالية منها 9 ذهبية.

## الصحة
يتميز نظام الرعاية الصحية في دولة الكويت بأنه ممول من قبل الدولة، والتي توفر العلاج لكل شخص يحمل جواز سفر كويتي. وفقًا منظمة الصحة العالمية فإن متوسط العمر المتوقع للشعب الكويتي في عام 2011 بلغ 80 عامًا (الرجال 77 عامًا والنساء 82 عامًا)، محتلًا المركز السابع العشرين على مستوى عالم.
تعدّ مشكلة السمنة مصدر قلق للنظام الصحي في الكويت. فوفقًا لمجلة فوربس، حلت الكويت في المرتبة 8 على قائمة عام 2007، ووصلت نسبة البدانة إلى 74.2٪ من إجمالي عدد السكان. انعكس هذ الرقم الهائل على عمليات التخسيس ففي عام 2011 بلغت العمليات 5,000 عملية. أظهر تقرير أعدته مجلة ذي إيكونومست ونشرته جريدة الوطن الكويتية ارتفاع نسبة السمنة بين النساء، حيث احتلت الكويت المركز الثاني عالميًا بنسة 55.2%، في حين كانت نسبة السمنة بين الرجال 29.6% محتلًا المركز العاشر على مستوى العالم. أما بالنسبة للإنفاق الحكومي فقد بلغ مجموع النفقات الصحية لعام 2011 حوالي 1,309 دولار أمريكي للفرد الواحد. وبلغت نسبة النفقات الصحية 2.7% من الناتج القومي الإجمالي في عام 2011.

## التعليم

المدرسة المباركية أول مدرسة نظامية تم إنشائها في الكويت.

مر التعليم في الكويت بمرحلتين، تمثلت الأولى بالفترة التي سبقت التعليم النظامي وهي التعليم بواسطة الكتاتيب وأما الثانية فتمثلت بالمدارس النظامية. يرجع تاريخ أولى المدارس النظامية إلى عام 1911 حين أنشئت المدرسة المباركية فكانت النواة التي بني عليها التعليم في الكويت. وبعد إنشاء المدرسة المباركية تطور التعليم بشكل ملحوظ وانتشرت المدارس في جميع مناطق الكويت، وتوج هذا التطور بتأسيس جامعة الكويت عام 1966. يعد التعليم من أهم المجالات التي ترعاها الدولة حيث يشكل الأنفاق على التعليم ما نسبته 3,8% من إجمالي الناتج القومي للدولة، وقد نصت المادة الأربعين في الدستور الكويتي على أن التعليم حق للكويتيين تكفله الدولة وهو إلزامي حتى إنهاء المرحلة الثانوية، أما ما يليه من مراحل فهي اختيارية لا إلزامية.

شعار جامعة الكويت.

تضم الكويت العديد من المؤسسات التعليمية حكومية وأهلية عالية المستوى ومعترف بها عالميًا، وتعدّ جامعة الكويت والهيئة العامة للتعليم التطبيقي والتدريب - كلية التربية الأساسية المؤسستان الحكوميتان الوحيدتان اللتان تمنحان شهادات البكالوريوس والماجستير (في الجامعة فقط) للطلبة الملتحقين بها، بينما تمنح الهيئة العامة للتعليم التطبيقي والتدريب شهادة الدبلوم للطلبة في باقي كلياتها عدى كلية التربية الأساسية. تأسست جامعة الكويت في عام 1966 في عهد الشيخ صباح السالم الصباح، وتضم حاليًا 14 كلية. جاءت فكرة إنشاء جامعة في الكويت عام 1960 عندما دعت الحكومة الكويتية السير إيفور جنجز (مندوب اليونيسكو) والدكتور سليمان حزين (مدير جامعة أسيوط) والدكتور قسطنطين زريق (نائب رئيس الجامعة الأميركية في بيروت) لكتابة تقرير مفصل عن إمكانية إنشاء الجامعة في الكويت. بلغ عدد الطلاب عند افتتاح جامعة الكويت 18 طالب وعدد أعضاء هيئة التدريس 31 عضو. ازداد عدد الطلبة على مدى 42 سنة بشكل كبير ليصل في العام الدراسي 2008 - 2009 إلى 26 ألف طالب في 14 كلية. بحسب التصنيف العالمي من موقع ويبو ماتريكس لجامعات العالم تحتل جامعة الكويت المركز 14 في منطقة غرب آسيا، و2781 عالميًا بين الجامعات.
ومنذ عام 2000 بدأ افتتاح جامعات خاصة تقدم شهادات في البكالوريوس والدبلوم، ومن هذه الجامعات جامعة الخليج للعلوم والتكنولوجيا والجامعة الأمريكية في الكويت وفرع الجامعة العربية المفتوحة وغيرها.

## الإعلام
يعدّ الإعلام الكويتي في مصاف الدولة العربية شفافية وحرية،  ففي عام 2007 صنفت الكويت ثانيًا على دول المنطقة في الشفافية الإعلامية. ووفقًا لتقرير منظمة مراسلون بلا حدود عام 2013 تحتل الكويت المرتبة 77 عالميًا والأول في منطقة الشرق الأوسط في حرية الصحافة.

شعار جريدة الوطن

بدأ اهتمام الكويت بالحركة الصحفية منذ عام 1928 حين صدرت مجلة الكويت أول مجلة في البلاد  وفي عام 1947 تأسست دائرة المعارف وهي أول مطبعة حكومية في الكويت. وكالة الأنباء الكويتية هي الوكالة الرسمية للأخبار في الكويت، وجريدة الكويت اليوم هي الجريدة الرسمية للدولة وفيها ينشر جميع القوانين والمراسيم الرسمية والتي لا تأخذ الصفة القانونية إلا بعد النشر بها. كما تصدر في الكويت العديد من الصحف اليومية والأسبوعية والمجلات الأدبية والثقافية، ولدى تلك الصحف والمجلات مواقع على الإنترنت باللغة العربية، وبعضها يصدر صحفًا باللغة الإنجليزية.

مجلة العربي من أقدم المجلات الكويتية. صدر أول عدد منها في ديسمبر عام 1958.

تتميز الصحافة في الكويت بحرية التعبير وحرية إبداء الرأي وتعد الرابعة عربيًا بعد تونس وجزر القمر وموريتانيا، إلا أن وحتى فترة قريبة توقف منح تراخيص لإصدار صحف جديدة، وبعد إقرار قانون الصحافة سنة 2006 فُتح الباب مرة أخرى لمنح تراخيص إصدار الصحف وذلك حسب القانون. من أشهر الصحف اليومية الصادرة في الكويت (الوطن، جريدة الرأي وجريدة القبس). ومن المجلات والصحف الأسبوعية والشهرية (مجلة العربي، مجلة الكويت ومجلة الفرقان).
تعدّ الكويت أول دولة خليجية تؤسس محطة تلفزيونية رسمية، حيث بدأ تلفزيون الكويت بثه الرسمي في 15 نوفمبر 1961 من الحي الشرقي في مدينة الكويت، وكان المقر في تلك الفترة شبرات تتوزع عليها كل أنشطة التلفاز من إخراج وبث للبرامج والأخبار والإدارة وكل قطاعات التلفاز، عُرضت البرامج باللونين الأبيض والأسود لمدة أربع ساعات يوميًا، وكان بث التلفزيون يلتقط في بقية أقطار الخليج بوضوح في الأوقات التي تشتد الرطوبة صيفًا. في عام 1969 أنشأت الكويت محطة إرسال تلفزيوني في دبي باسم «تلفزيون الكويت من دبي». وقبل انطلاق التلفزيون الرسمي بسنوات طويلة، عرفت الكويت بثًا تلفزيونيًا خاصًا على نطاق محدود.
يعدّ التلفزين الكويتي الأنجح في منطقة الخليج العربي حيث ساهم كثيرًا في تطور الدراما التلفزيونية في الكويت ومنطقة الخليج. لم يكن بالكويت قنوات خاصة وكان التلفزيون الرسمي هو المسيطر إلى أن فتح المجال لإنشاء قنوات خاصة، وكانت البداية بعام 2004 عندما افتتحت قناة الراي كأول قناة فضائية كويتية خاصة، توالى بعد ذلك إنشاء القنوات الخاصة مثل قناة فنون وقناة الوطن. يمتلك تلفزيون الكويت اليوم ستة قنوات تبث أرضيًا وفضائيًا، بينما القنوات الخاصة التي تبث من الكويت فمنها (قناة الراي، قناة الوطن وقناة فنون).
كان أول بث رسمي لإذاعة الكويت في السابعة من مساء يوم 12 مايو 1951، وكانت بداية الانطلاق من إحدى غرف الأمن العام في قصر نايف، وأول أغنية سمعها الجمهور هي للفنان محمود الكويتي. وكان أول بث للأخبار في شهر يونيو من عام 1960، استمر تطور الإذاعة الكويتية وبلغت ذروة تطورها في الثمانينات من القرن العشرين، حين انتقلت إلى مجمع الإعلام، وتم استحداث الأجهزة الفنية والإدارية واكتسب العاملون خبرة أوسع، وأعدت دورات تدريبية وتثقيفية للعاملين بالإذاعة وبخاصة في مجال المذيعين والمخرجين، وفي هذه الفترة امتدت المساحة الجغرافية التي تغطيها الإذاعة لتشمل معظم أنحاء العالم شرقًا وغربًا، ووصل إرسالها إلى أستراليا ونيوزيلندا وشمال وجنوب أميركا إضافة إلى الوطن العربي والشرق الأقصى وشرق وجنوب شرق آسيا، وبعدة لغات منها الأوردو، الفارسية والإنجليزية.

شعار مجلة الكويت وهي أول مجلة كويتية وأول مجلة في الخليج العربي، كان أول رئيس تحرير لها هو عبد العزيز الرشيد.

كان للإذاعة الكويتية دور مهم وحيوي ومؤثر في توجيه الرأي العام الكويتي وبث روح الحماسة والوطنية في نفوس الكويتيين أثناء افتعال حاكم العراق عبد الكريم قاسم أزمته مع الكويت بعد الاستقلال، وأيضًا أثناء الغزو العراقي للكويت سنة 1990، حيث انطلق صوت الكويت من الإذاعة السرية، ثم المرحلة الثانية من منطقة الخفجي في السعودية، إضافة إلى إذاعة الكويت من القاهرة. أغلب الإذاعات العاملة في الكويت اليوم تتبع الإذاعة الرسمية عدى واحدة هي مارينا إف إم.

## الكهرباء
في عام 1913 دخلت الكهرباء إلى الكويت لإيصالها إلى قصر السيف من خلال عقد مع مهندس بريطاني، أما إيصالها للسكان فقد بدأ في عام 1934 من من خلال محطة كهربائية صغيرة لتوليد التيار المستمر أقامتها شركة كهرباء الكويت المحدودة التي تأسست بطلب من مجموعة من التجار وبموافقة الشيخ أحمد الجابر الصباح، في البداية كان إقبال السكان على الكهرباء بسيطًا، إذ وصل في سنة 1940 إلى 700 مشترك، مما أدى إلى إفلاس الشركة وتحول الامتياز إلى شركة أخرى ثم تأسست ثاني محطة كهرباء في منطقة المرقاب وبدأ تشغيلها في أوائل عام 1949. بعد النهضة العمرانية والتطور وازدياد الطلب على الكهرباء، في عام 1951 أشترت حكومة الكويت وبأمر من الشيخ عبد الله السالم الصباح أسهم شركة الكهرباء الأهلية وأسست إدارة الكهرباء العامة وعُين الشيخ جابر العلي السالم الصباح رئيسًا لها.
في عام 1952 شيدت إدارة الكهرباء أول محطة بخارية لتوليد الكهرباء في منطقة الشويخ بالقرب من ساحل البحر وسميت باسم محطة الشويخ. محطات توليد الطاقة الكهربائية في الكويت اليوم هي (محطة الشويخ، محطة الشعيبة الشمالية، محطة الشعيبة الجنوبية، محطة الدوحة الشرقية، محطة الدوحة الغربية، محطة الزور الجنوبية). في عام 2008 بلغ إنتاج الكهرباء حوالي 11,640.8 ميجا واط، ساهمت التوربينات البخارية في توليد ما نسبته 77%، أما الباقي فمصدره التوربينات الغازية. أكبر محطات الكهرباء هي محطة الزور الجنوبية بقدرة إنتاجية بلغت 4376 ميجا واط في عام 2008.

## الاتصالات
تسيطر الحكومة على قطاع الهواتف الأرضية، بينما يوجد 3 شركات تقوم بتقديم خدمات الهاتف المحمول، وبالرغم من أنها شركات تساهم بهم الحكومة بنسبة معينة إلا أنها تعد ضمن إدارة القطاع الخاص، الشركات التي تقوم بتقديم هذه الخدمات هي شركة زين وهي أول شركة تأسست في الكويت لتقديم هذه الخدمات وذلك عام 1983، والشركة الثانية هي شركة أوريدو للاتصالات التي كانت تُسمى سابقًا بالشركة الوطنية للاتصالات والتي أسست بعام 1997 وبدأت عملها بعام 1999 وهي مملوكة من شركة كيوتل القطرية بعد شراء 51% من أسهمها بقيمة 967 مليون دينار كويتي (4.600 دينار كويتي للسهم). وأما الشركة الثالثة فهي إس تي سي الكويت التي بدأت العمل عام 2008.

## العمارة
تحتوي الكويت على العديد من المظاهر العمرانية العصرية والمباني والأبراج الشاهقة ومجمعات التسوق الضخمة شيّدت على أحدث طراز. يتوسط مدينة الكويت برج التحرير الذي توقف بناءه أثناء الغزو العراقي للكويت سنة 1990 وبعد التحرير تم إكمال البناء والانتهاء منه في عام 1996 وتمت تسميته بهذا الاسم نسبة لمناسبة تحرير الكويت من الغزو العراقي. وقد صنف برج التحرير عالميًا على أنه خامس أعلى برج على مستوى العالم آنذاك، أما اليوم فأصبح ترتيبه الحادي عشر كأعلى برج في العالم، ويستخدم معظم البرج من قبل وزارة المواصلات وبعض شركات الاتصالات، كما تم افتتاح مقر الحكومة مول به. ويفتح للزوار مرة واحده في السنة لزيارته ومشاهدة الكويت من قمته، وغالبًا ما تكون تلك الفترة خلال شهر فبراير.
ومن رموز الكويت وعلى سواحلها تقع أبراج الكويت التي تتألف من ثلاثة أبراج على ساحل الخليج العربي في مدينة الكويت في منطقة تسمى رأس عجوزة، صممت من قبل مكتب ليندستورم الهندسي في السويد ونفذت من قبل شركة انيرجوبروجيكت اليوغوسلافية حيث تم بنائها في عام 1975 وتم افتتاحها رسميًا في 1 مارس من عام 1979، ويصل ارتفاع البرج الرئيس إلى 187 مترا ويتكون من كرتين، السفلى تضم مطاعم والعليا قاعة وجبات خفيفة تتضمن مراقيب لمشاهدة مدينة الكويت، ويبلغ طول البرج الثاني 145.8 متر ويستخدم كمخزن للماء، والثالث مكمل لهم. تعدّ هذه الأبراج من أبرز معالم الكويت.
وقد أدى قرار بلدية الكويت المتعلق بالسماح بزيادة نسبة البناء إلى 400 في المئة للفترة ما بين (2002 2005) إلى حدوث طفرة عمرانية غيرت شكل مدينة الكويت وأدت إلى بناء عشرات الأبراج التجارية وناطحات السحاب. أطول هذه الأبراج هو برج الحمراء بارتفاع 412 مترا، ويعد برج الحمراء أطول وأول ناطحة سحاب منحوتة في العالم، وأطول مباني مدينة الكويت بارتفاع يبلغ 414 متر. حصل البرج على عدد من الجوائر حتى قبل اكتمال المشروع، منها جائزتا أفضل مشروع ناطحة سحاب وأفضل مشروع تحت الإنشاء لعام 2008، وذلك في مسابقه «MIPIM»، وكذلك جائزة أفضل تصميم من «American architecture awards» في عام 2008.
كما يوجد عدد من المراكز التجارية الضخمة ذات الواجهة والعمران الحديث والعصري مثل الأفنيوز ومارينا مول والكوت وسوق شرق ومجمع 360 وغيرهم. بالإضافة لوجود المسجد الكبير الضخم والذي افتُتح عام 1986 بناء على توجيهات من الشيخ جابر الأحمد الصباح، وكلف بنائه 14 مليون دينار كويتي، وقد صمم على الطراز الأندلسي الفاخر، على يد المصمم الدكتور محمد صالح مكية.

## النقل والمواصلات

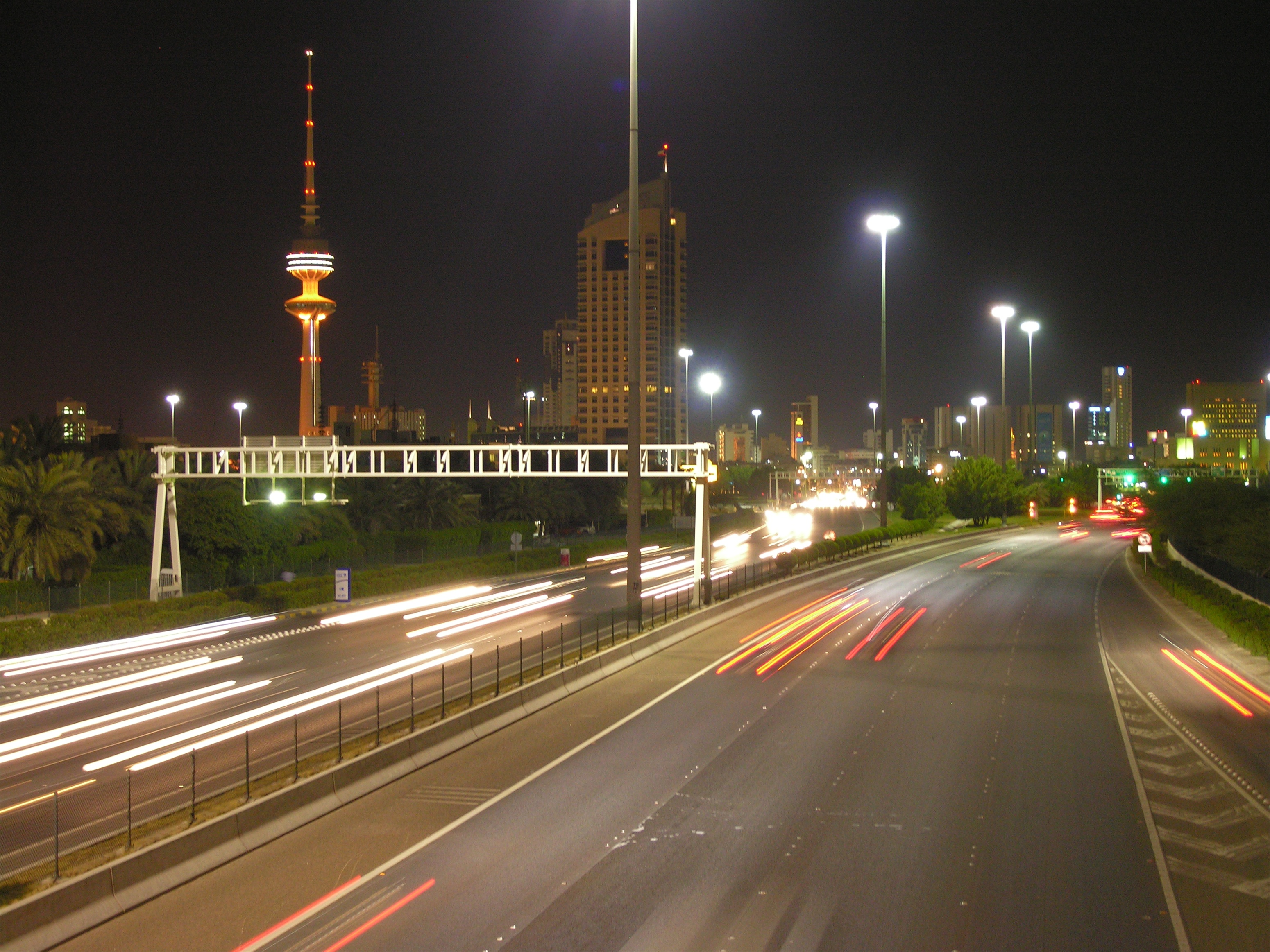
طريق المغرب السريع المتجه نحو مدينة الكويت

تتمتع الكويت بشبكة من الخطوط السريعة على مستوى عالٍ من الكفاءة والسلامة والصيانة الدورية. يبلغ طول شبكة الطرق ما يقارب 4،600 كيلومترًا، فيما يبلغ أطوال الطرق السريعة نحو 600 كيلومترًا، ويتواجد بشبكة الطرق نحو 282 جسرًا من الخرسانة و26 جسرًا حديديًا. في عام 2000 بلغ عدد المركبات نحو 552,400 سيارة ركاب، و167,800 تجارية وسيارات الأجرة والشاحنات والحافلات المستخدمة. وبسبب عدم توافر شبكة للسكك الحديدية في الكويت فإن أغلب السكان يتنقلون عن طريق السيارات، وغالبًا ما يكون حد السرعة القصوى في الخطوط السريعة 120 كم/ساعة. تسعى الحكومة الكويتية لبناء سكك حديدية مرتبطة بالعاصمة بتكلفة مقدارها 11 مليار دولار أمريكي. تقدم خدمة النقل العام في البلاد عن طريق 3 شركات وهي شركة النقل العام الكويتية وشركة سيتي باص وشركة رابطة الكويت والخليج للنقل.

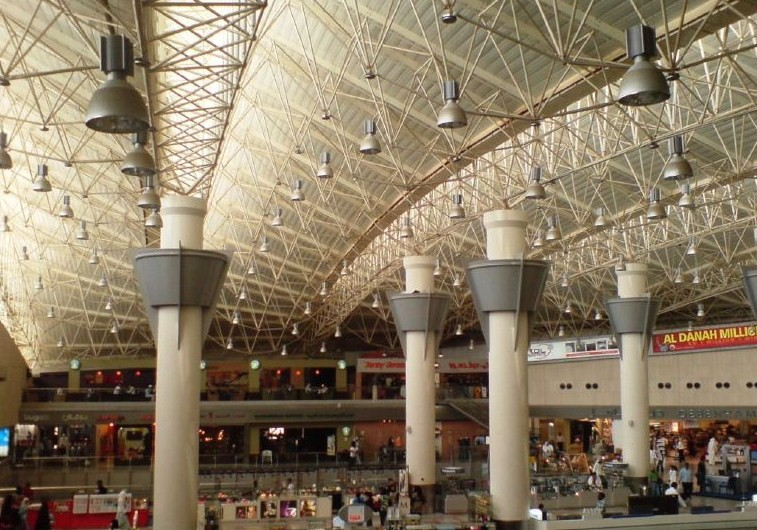
مطار الكويت الدولي

يوجد في الكويت ما يقارب 7 مطارات منها مطارين مدنيين، الأول هو مطار الكويت الدولي والثاني هو مبنى الشيخ سعد للطيران العام وهو مقر الخطوط الوطنية، ويعدّ مطار الكويت الدولي الواقع على بعد 16 كيلومتر جنوب مدينة الكويت والذي تأسس عام 1962 المحور الرئيسي للملاحة في الكويت. في عام 2001 بدأ مشروع تطوير مطار الكويت الدولي، تلاه التطوير الثاني عام 2008، وأُنجز ما نسبته 80% من التطوير. تبلغ الطاقة السنوية لمبنى الركاب الرئيسي نحو 7 ملايين راكب سنويًا، ويتعامل مع المطار نحو 59 شركة طيران عالمية، ويستوعب ما يزيد على 90 طائرة في آن واحد. يتضمن المطار مدرجين رئيسيين متوازيين يبلغ طول الأول 3400 متر والثاني 3500 متر وعرض كل منهما 45 مترًا.

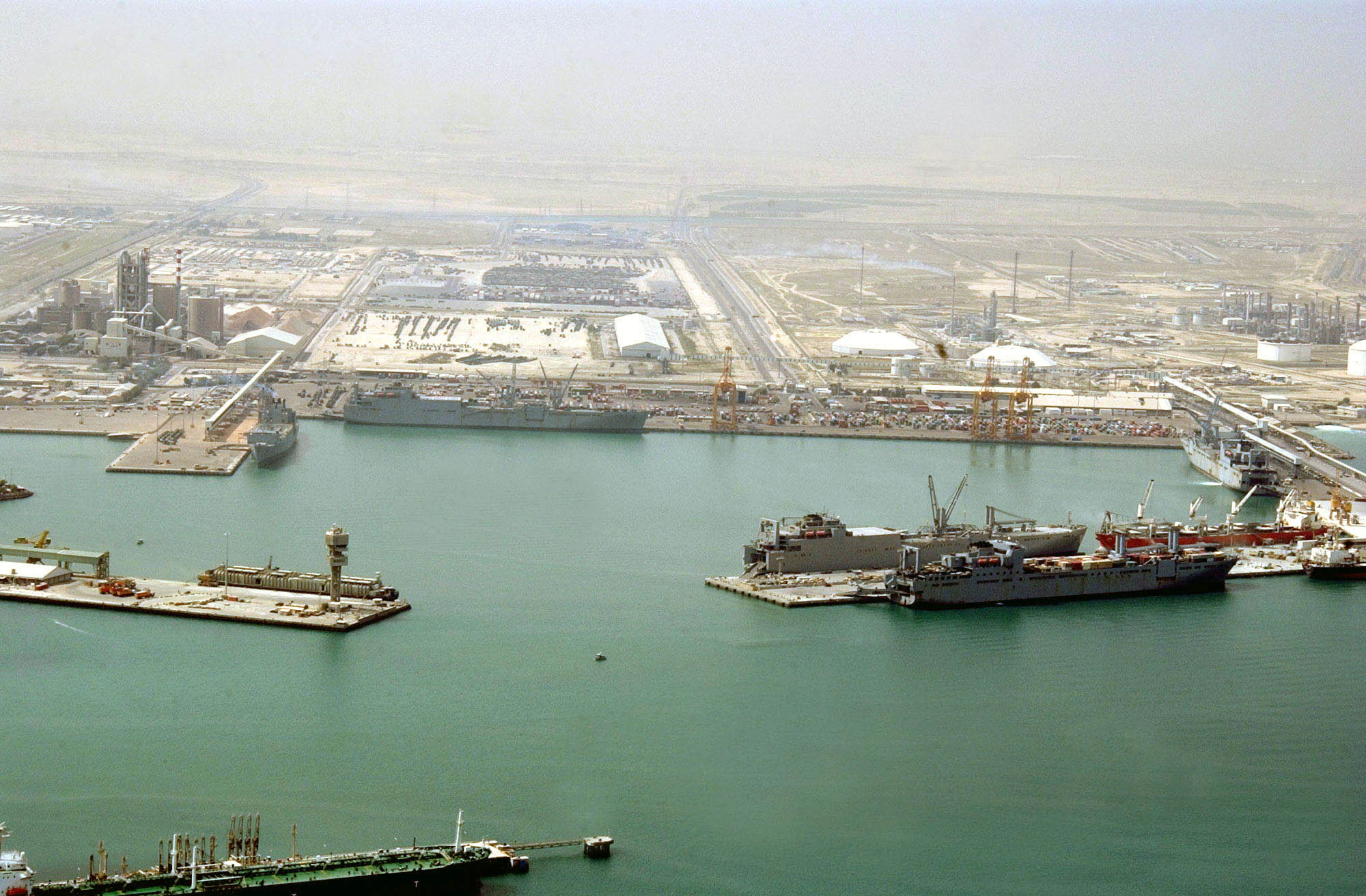
ميناء الشعيبة أكبر الموانئ في الكويت

تعدّ الخطوط الجوية الكويتية أكبر شركة طيران في الكويت، تأسست الشركة في فبراير 1953 على يد اثنين من رجال الأعمال الكويتيين وبرأس مال بلغ وقتها حوالي 150 ألف دينار كويتي، في عام 2001 سافر نحو 2,1 مليون مسافر على متن أسطولها. غاب القطاع الخاص عن قطاع الطيران طوال السنوات الماضية حتى عام 2004 عندما دخلت أول شركة طيران كويتية خاصة الخدمة وهي طيران الجزيرة، وبعدها بسنة في 2005 تأسست الشركة الخاصة الثانية (الخطوط الوطنية) وبدأت بتسيير أولى رحلاتها في مارس من عام 2009، لكنها توقفت عن الخدمة في عام 2011.
ساهمت الموانئ الكويتية بشكل كبير في مسيرة الدولة الاقتصادية والعمرانية، فهي نافذة الدولة على العالم الخارجي عبر البحار، وتقوم مؤسسة الموانئ الكويتية بإدارة الموانئ كافة. ويعدّ كل من ميناء الشعيبة وميناء الشويخ من أهم موانئ الكويت التجارية حيث تستوعب ما يقارب من 753,334 حاوية في دراسة نشرت عام 2006، بينما يستخدم ميناء الأحمدي وهو الميناء الأكبر في الكويت لتصدير النفط الكويتي. سينضم لهذه الموانئ مستقبلًا ميناء بوبيان الذي يتسع إلى 66 مرسى، وعند بدأ التشغيل سيكون الأكبر خليجًيا بقدرة استيعاب تبلغ 1,3 مليون حاوية .
تضم الكويت حاليًا 6 موانئ وهي ميناء الشعيبة وميناء عبد الله وميناء الدوحة وميناء الشويخ وميناء الأحمدي وميناء بوبيان. وتقدم شركة النقل العام الكويتية رحلات يومية إلى جزيرة فيلكا وتوفر الشركة أيضًا خدمة الشحن البحري للبضائع والمعدات، وهناك شركات خاصة لعمليات النقل والشحن البحري.

## السياحة

### معالم أثرية

إحدى بوابات سور الكويت من الداخل

- كشك الشيخ مبارك: هو مبنى من طابقين يقع بالقرب من سوق التمر القريب من ساحة الصراريف في سوق المباركية. كان الكشك مقرًا لجلسات الشيخ مبارك الصباح التي يتابع من خلالها شؤون رعيته منذ توليه مقاليد الحكم عام 1896م وحتى عام 1915م.[411][412] في منتصف عام 2010 أعاد المجلس الوطني للثقافة والفنون والآداب استملاك الكشك الغربي وبدأت أعمال ترميم الكشك المكون من طابقين في يوليو 2010 لتشمل على أقسامه الثلاثة. شملت أعمال الترميم في الطابق الأرضي على تجديد أقدم صيدليات الكويت وهي صيدلية عبد الإله القناعي الواقعة في أحد جنبات الكشك وافتتحها في عام 1920.[413] وشمل القسم الثاني على أعمال ترميم مجلس الشيخ مبارك الذي كان يستخدمه في جلساته العامة للاستماع إلى آراء ووجهات نظر وشكاوى المواطنين، وخصص القسم الثالث لإقامة متحف صغير لأهم معلومات الكشك وتطور استخداماته.[414] في 23 مارس 2011 افتتح الكشك رسميًا بحضور أمير الكويت صباح الأحمد الصباح [413][415]

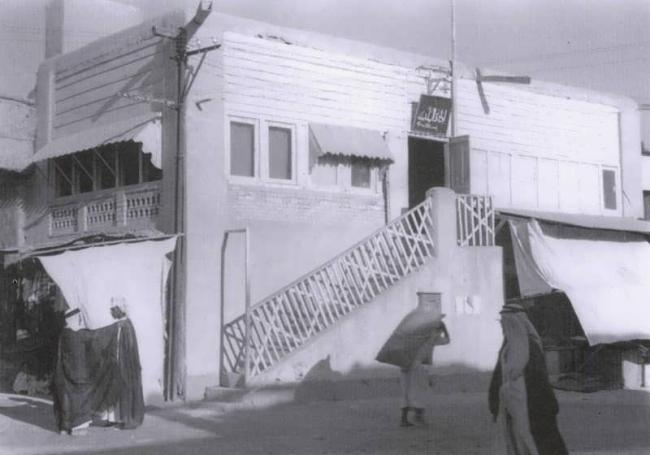
صورة لكشك الشيخ مبارك عام 1939 عندما كان مقر لإدارة البلدية.

- بيت القرين: هو منزل في منطقة القرين، كان أحد مراكز المقاومة الكويتية إبان الغزو العراقي للكويت ووقعت فيه معركة في 24 فبراير 1991[416] قتل على أثرها 12 من أفراد المقاومة.[417] وقام المجلس الوطني للثقافة والفنون والآداب بتحويل المنزل إلى متحف لتخليد ذكرى الشهداء،[418] بعدما أمر الشيخ جابر الأحمد الجابر الصباح بتحويل البيت الذي دارت به المعركة إلى متحف تاريخي.[419] حيث تعد معركة بيت القرين ملحمة وطنية أبرزت دور المقاومة الكويتية أثناء الغزو العراقي للكويت، ووحدت جميع أطياف المجتمع الكويتي بصورة وطنية. فقام المجلس الوطني للثقافة والفنون والآداب بتحويل المنزل إلى متحف لتخليد ذكرى الشهداء وهذه الملحمة.[420][421]
- بوابات سور الكويت القديم: وهي بوابات خمس تُركت على حالها كنصب تذكاري لماضي الكويت[422] بعد هدم سور الكويت.[423]

### قصور أثرية
- قصر السِّيف: هو قصر الحكم في الكويت،[424] ويقع تحديدًا في مدينة الكويت قبالة المسجد الكبير.[425] بني القصر عام 1904 في عهد الشيخ مبارك الكبير ليحل محل قصره القديم المطل على ساحل البحر الذي كان يستقبل فيه ضيوفه في بداية حكمه للكويت.[426][427] وتم تجديده في عهد الشيخ عبد الله السالم الصباح في عام 1961، وقد أخذ بناء قصر السيف الطابع المعماري الإسلامي نظرًا لاستخدام الأقواس والزخارف الإسلامية،[428] إضافة إلى لمسات من التراث الكويتي القديم.[429] شهد القصر العديد من الأحداث التاريخية مثل إلغاء اتفاقية الحماية البريطانية، واعلان استقلال الكويت في 19 يونيو 1961، والتصديق على دستور دولة الكويت في 11 نوفمبر 1962،[430] كما شهد القصر رفع العلم الكويتي الجديد في 24 نوفمبر 1961 حينما قام الشيخ سعد العبد الله السالم الصباح بإنزال العلم القديم من البنيدرة ورفع العلم الجديد.[431] يعدّ القصر اليوم مقر الحكم[432] والمقر الرسمي لأمير الكويت وولي العهد ومجلس الوزراء.

قصر الشيخ خزعل.

- قصر مشرف: هو قصر كويتي يقع في منطقة مشرف.[433] بناه الشيخ مبارك الصباح في عام 1900 للتنزه فيه،[434] وقد تم ترميمه في بداية الأربعينات من القرن العشرين بالطين، وفي عام 1957 أعيد بناءه على يد الشيخ عبد الله المبارك الصباح. سمي القصر باسم مشرف لوقوعه على ربوة تشرف على المنطقة وما حولها.[435]
- قصر خزعل هو قصر في مدينة الكويت بناه في عام 1916 الشيخ خزعل الكعبي أمير المحمرة بعد أن أهداه الشيخ مبارك الصباح قطعة أرض فضاء في منطقة دسمان.[436] استملك القصر في الثلاثينيات من القرن الماضي أحمد محمد الغانم، كما اشترى الشيخ عبد الله الجابر الصباح ديوان الشيخ خزعل.[437] أقيم في القصر أول متحف في تاريخ الكويت عام 1957، وفي عام 2008 استملك المجلس الوطني للثقافة والفنون والآداب القصر بغرض تجديده.[436] تميز القصر بالطراز الفارسي مما جعله مميزًا مقارنة بالبناء الكويتي البسيط. كان القصر ذو طابقين، وبني في كل ركن من أركانه الأربعة برج دائري.[438]

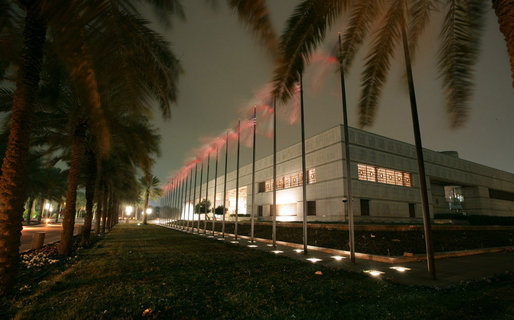
قصر بيان.

- قصر بيان: أحد القصور الأميرية في الكويت يقع في منطقة بيان بمحافظة حولي، أفتتح القصر عام 1986 بمناسبة مؤتمر الدول الإسلامية الخامس، وهو المقر الرئيسي للمؤتمرات الدولية التي تشهدها الكويت. كان القصر قديما سكنًا صيفيًا للشيخ أحمد الجابر الصباح ومتنزها في الربيع وليالي الصيف،[439] إلا أنه حاليًا مجدد بالكامل وهو أحد الصروح المعمارية في الكويت، يضم القصر مبنى قاعة المؤتمرات إلى 18 مبنى في 6 مجمعات ومسجد بقبة ذهبية يتسع إلى 1,200 مصلٍ.[440]
- قصر نايف: قصر بُني من الطين على صيهد نايف في عام 1920 في عهد الشيخ سالم المبارك الصباح وكان القصر مجاورًا لسور الكويت الثالث. أنشئ جزء منه بالاسمنت والطابوق في عام 1950،[441] ثم اتُخذ مديرية للأمن العام، تحول القصر اليوم ليصبح مبنى محافظة العاصمة.[442] في رمضان يفتح القصر أبوابه من أجل مدفع الإفطار.[443]

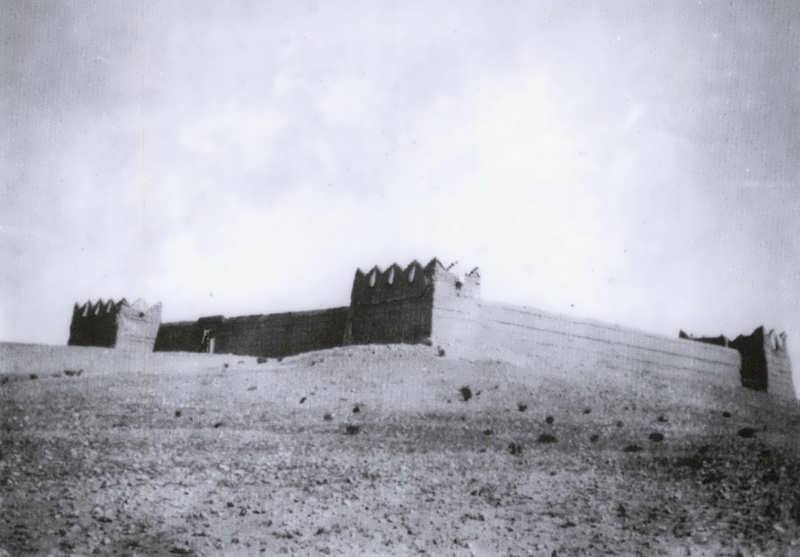
القصر الأحمر

- القصر الأحمر: هو قصر شيده حاكم الكويت الشيخ مبارك الصباح عام 1896 في جنوب الجهراء، وسمي بالأحمر نسبة لجدرانه الحمراء، [444] اكتسب القصر شهرة واسعة إبان هجوم الإخوان على الجهراء عام 1920.[445] حاليًا يقع القصر في محافظة الجهراء بمنطقة القصر،[446] ويتبع للمجلس الوطني للثقافة والفنون حيث تقام فيه المتاحف في بعض المناسبات. أقيم في القصر معرض الأسلحة القديمة في أغسطس 2001، كما أقيم فيه حفل للرقصات الشعبية في يونيو 2006 عرضت فيه عدد من الرقصات الشعبية كالعرضة والفريسي.[447]
- قصر دسمان: هو قصر بناه حاكم الكويت الثامن الشيخ جابر المبارك الصباح عام 1904 في مكان رأس عجوزة، وأكمل بناءه الشيخ أحمد الجابر الصباح حاكم الكويت العاشر بحلول عام 1930 واتخذه مقرًا سكنه الرسمي.[448] يعدّ القصر المقر الرسمي لتجمعات أبناء وأحفاد الشيخ أحمد الجابر الصباح على الرغم من أنهم تركوا الإقامة فيه[449] باستثناء الشيخ جابر الأحمد الصباح الذي أقام في القصر حتى وفاته.[448] يعدّ حاليًا أحد القصور التاريخية بالكويت ولا يزال محافظًا على بناءه القديم مع بعض التطورات الطفيفة. يقع القصر على شارع الخليج العربي بالقرب من أبراج الكويت.

### متاحف

بيت ديكسون عام 1965.

- متحف الكويت الوطني: هو متحف الكويت الوطني الرئيسي، ويرجع تاريخه إلى عام 1957، افتتحه الشيخ عبد الله الجابر الصباح في قصره بمنطقة الشرق، وضم هذا المتحف بادئ الأمر الآثار الشعبية التي تمثل البيئة الكويتية، وفي سنة 1958 أضيف إليه بعض المكتشفات الأثرية التي اكتشفتها البعثة الدنماركية في جزيرة فيلكا بالتعاون مع موظفي المتحف، وكانت معظم هذه الآثار تعود للعصرين البرونزي واليوناني.[450] خلال عملية بناء المتحف نقلت محتوياته مؤقتًا إلى أحد البيوت القديمة وهو بيت البدر، إلى أن افتتح المتحف الجديد الواقع في شارع الخليج العربي رسميًا في 24 فبراير 1983 ليكون ممثلًا أو مصورًا لعادات وتقاليد وتراث أبناء الكويت، بالإضافة إلى أهميته كمؤسسة ثقافية تعكس تاريخ وحضارة الكويت.[451]
- المتحف العلمي التربوي: هو المتحف العلمي الرئيسي في الكويت،[452] تأسس في 6 فبراير 1972،[453] يهدف المتحف الذي يقع في منطقة المرقاب بمدينة الكويت إلى تثقيف العامة في ما يختص بأمور العلوم والتاريخ من خلال المعارض المختلفة.[454]
- بيت السدو: هو بيت تراثي كويتي تأسس عام 1979 بالقرب من متحف الكويت الوطني بهدف المحافظة على صناعة السدو التقليدية والتي تشمل نسيج وحياكة الصوف وصناعة الخيام وبيوت الشعر. بُني البيت من الطين عام 1936،[455] تعرض جزء منه للتدمير بسبب الفيضانات، فهُدم وأعيد بناءه من جديد ليصبح أول بيت في الكويت مبني من الأسمنت المسلح.[456] وفي عام 1938 بيع البيت إلى شيرين بهبهاني الذي أدخل بعض التعديلات عليه. في الستينات من القرن العشرين أصبح البيت ضمن مجموعة البيوت التي استملكتها الحكومة الكويتية للحفاظ على بعض المباني القديمة.[457][458][459]

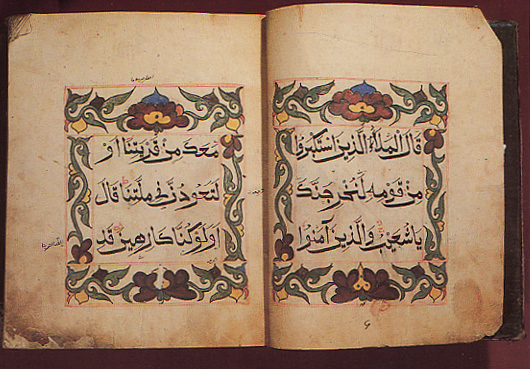
نسخه من القرآن الكريم كتبت بالخط الصيني من القرن 11 هجري. وهي موجودة بمتحف طارق رجب.

- متحف طارق رجب: هو متحف كويتي يقع في منطقة الجابرية، افتتح عام 1980.[460] يضم المتحف مجموعات نادرة من المصاحف ومخطوطات عربية وفخاريات إسلامية وأدوات موسيقية وأثاث عربي إسلامي قديم،[461] بالإضافة إلى المجوهرات الذهبية منها والفضية والمشغولات المعدنية والمطرزات والأزياء العربية القديمة والسيراميك والمنمنمات والدروع وكلها تعود إلى عصر الحضارة الإسلامية،[462] كما يحتوي المتحف على نسخة من القرآن الكريم تعدّ الوحيدة من نوعها إذ تعود إلى القرن الرابع الهجري / الحادي عشر ميلادي وقد كتب بالخط الكوفي. سُمي المتحف باسم طارق رجب وهو أول كويتي يبتعث لدراسة علم الآثار في العاصمة الإنجليزية لندن.[463]
- متحف الفن الحديث: هو متحف فن الحديث التابع للمجلس الوطني للثقافة والفنون والآداب في مدينة الكويت بواجهة شارع الخليج العربي. كان المتحف يشغل مبنى المدرسة الشرقية التي أنشئت في عام 1939 كمدرسة للبنين،[464] ومع مرور الوقت أهمل المبنى،[465] حتى صدر قرار من اليونسكو بالحماية والحفاظ على كل المباني القديمة فحول إلى مزار. وفي عام 2001 تم ترميم المبنى وأضيفت إليه أجزاء أخرى وبدأ العمل فيه وفق دراسة إنشائية معمارية شاملة قام بها المجلس الوطني للثقافة والفنون والآداب بهدف التعرف على مدى متانة أساس المبنى وقدرته على تحمل أعمال الترميم.[466] ويحتوى المتحف على العديد من أعمال الفن الحديث.[467]

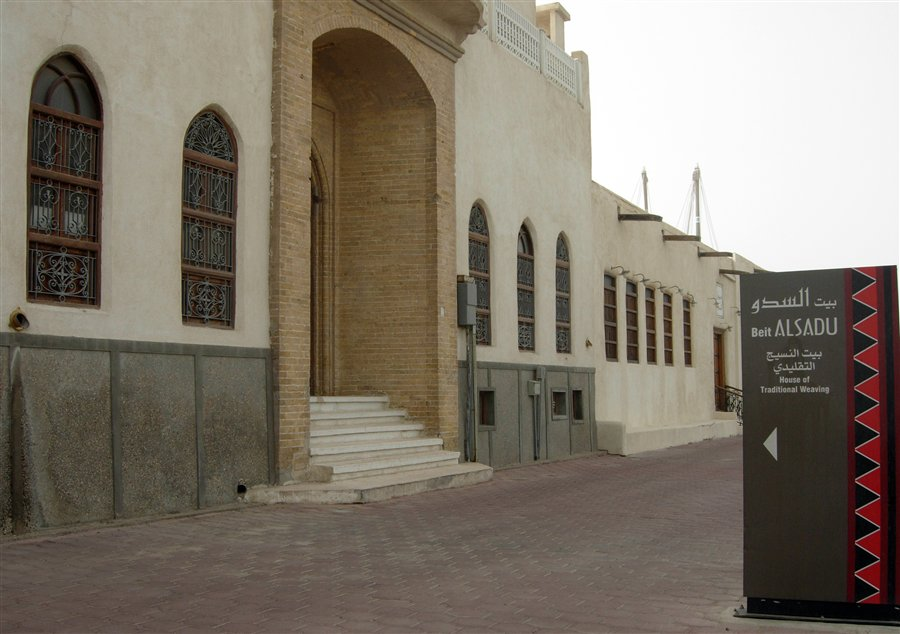
متحف بيت السدو.

- بيت ديكسون: هو منزل المقيم السياسي البريطاني في الكويت هارولد ريشتارد ديكسون. يرجع تاريخ إنشاء البيت إلى أوائل القرن التاسع عشر وتعود ملكيته لأحد تجار الكويت المعروفين قديمًا وهو النوخذه جاسم بن محمد بن علي العصفور، في عام 1929م عيّن الكولونيل ديكسون معتمدًا لبريطانيا في الكويت، وإتخذ من هذا البيت مسكنًا له.[468] يقع البيت على شارع الخليج العربي بالقرب من وزارة الصحة في منطقة شرق، ولا يزال البيت ينسب إلى الكولونيل ديكسون حتى هذا اليوم، فبعد وفاته ظلت زوجته (أم سعود) مستأجرة هذا البيت حتى عام 1990. وبعد وفاتها ضم البيت إلى المجلس الوطني للثقافة والفنون والآداب.[469]
- بيت البدر هو بيت تاريخي كويتي أنشئ عام 1837، ويعدّ حاليًا موقع تراثي تحت أشراف المجلس الوطني للثقافة والفنون والآداب،[470] وآلت ملكيته لورثة عبد العزيز وعبد المحسن يوسف البدر وهم من كبار تجار الكويت.[471] قامت الحكومة بتثمينه عام 1965 وآلت ملكيته إلى إدارة الآثار والمتاحف عام 1968،[472] واستخدم عام 1976 كمقر مؤقت لمتحف الكويت الوطني. يستخدم بيت البدر حاليًا كمقر لإدارة التراث الشعبي الموسيقي، ومن ضمن خطط المجلس الوطني للثقافة والفنون والآداب تحويله إلي متحف للتراث الشعبي الكويتي.[473]
- بيت العثمان: هو بيت تراثي بُني في أواخر الأربعينيات بمنطقة حولي،[474] كان في السابق ملكًا لعبد الله العثمان، واليوم هو متحف تراثي يختصر التراث الكويتي إذ يتضمن أقسامًا عدة منها: القاعة التراثية، متحف الدراما، السوق الكويتي، البيت الكويتي القديم والمتحف البحري.[475]
- متحف السيارات التاريخية والقديمة والتقليدية: هو متحف متخصص بالسيارات الكلاسيكية يقع في منطقة الشويخ الصناعية،[476] افتتح في 10 أكتوبر من عام 2010.[477] يهدف المتحف إلى التوثيق والتركيز على تاريخ الكويت والسيارات، وربط الجيل الحالي والأجيال اللاحقة بالماضي بالإضافة إلى ضمان الحفاظ على السيارات المرتبطة بتاريخ الكويت.
- متحف (كي لا ننسى): الذي يشمل قاعات عديدة تحكي تاريخ الكويت بالوثائق والصور والأفلام والتسجيلات والمجسمات،[478] منذ نشأتها وحتى أيامنا هذ مشتملًا على تفاصيل تاريخ الكويت، كما تطرق المتحف للعدوان العراقي عام 1990.[479]
- متحف بيت المرايا: يعود هذا البيت للفنان التشكيلي خليفة القطان وزوجته الإيطالية ليديا، وبعد رحيله عام 2003 أصبح البيت متحفا يضم آلاف المرايا الملوّنة والجميلة والمصنوعة بأشكال مختلفة على يد الفنان خليفة وزوجته وابنتهما.[480]
- القرية التراثية: وهي قرية تقع في جزيرة فيلكا، وتوحي بعبق التاريخ، حيث تُظهر مساكن الكويت القديمة. كما يوجد بها متحف للشيخ عبد الله السالم الصباح في قصره بالجزيرة.[481]

### أبراج
- أبراج الكويت : هي ثلاثة أبراج على ساحل الخليج العربي في مدينة الكويت في منطقة تسمى رأس عجوزة، افتتحت رسميًا في 1 مارس من عام 1979،[482] يصل ارتفاع البرج الرئيس إلى 187 مترا[383] وتعدّ من أبرز معالم الكويت ورمز من رموز النهضة المعاصرة ودليل تقدمها وارتقائها. في عام 1980 فازت الأبراج بجائزة أغاخان للعمارة الإسلامية.[483] وتمنح رؤية بانورامية شاملة لمدينة الكويت.
- برج الحمراء : بمنطقة الشرق وهو مجمع راق يبلغ ارتفاعه نحو 414 مترا.[386] وهو بذلك يعد أطول ناطحة سحاب في الكويت وفي المرتبة 15 على مستوى العالم. حصل البرج على عدد من الجوائز حتى قبل اكتمال المشروع، منها جائزتا أفضل مشروع ناطحة سحاب وأفضل مشروع تحت الإنشاء لعام 2008، وذلك في مسابقه «MIPIM»، وكذلك جائزة أفضل تصميم من «American architecture awards» في عام 2008.[388]

افتتاح مرصد العجيري عام 1986 بحضور أمير الكويت الشيخ جابر الأحمد الجابر الصباح (الثاني من اليمين مرتدي البشت) وبجانبه الأيمن العجيري وبجانبه الأيسر ولي العهد الشيخ سعد العبد الله السالم الصباح ومن خلفهم وزير الدفاع الشيخ نواف الأحمد الجابر الصباح.

- برج التجارية: هو برج تجاري في منطقة شرق في مدينة الكويت، يتميز بالتفاف بمقدار درجتين مئويتين بين الطابق والآخر. يتكون البرج من ستة مجموعات تشكل فيه كل ستة طوابق في البرج وحدة واحدة، وكل وحدة منفصلة تمامًا عن الوحدات الأخرى وتضم أماكن الجلوس والخدمات الخاصة بها.[484][485]

### مراكز تقنية
- المركز العلمي : هو مبنى ضخم بُني على الواجهة المائية، وتعكس تصميمات المركز الثقافة والفن الإسلامي، يحتوي المركز العلمي على ثلاثة أقسام هي (الأكواريوم) وقاعة الاستكشافات وقاعة سينما (آيماكس) للأفلام الوثائقية، ويعد الأول من نوعه في الشرق الأوسط الذي يحتوي على هذه المرافق الثلاث، بالإضافة إلى متحف يمثل صناعة السفن التي سبق استخدامها في التجارة ونقل البضائع.[486]
- مرصد العجيري : هو مركز فلكي قام بإنشاءه الدكتور صالح العجيري على نفقته الخاصة،[487][488] فجاء في خاطره البدء في تنفيذ هذا المركز الفلكي ليكون مركزًا علميًا كبيرًا في الكويت، لم تتوفر الإمكانيات اللازمة لذلك المركز الذي ظل حلمًا يراوده منذ أكثر من أربعين عامًا.[489] لكن اجتماع النادي العلمي الكويتي في عام 1981 قد أقر إنشاء مرصد يحمل اسم الدكتور صالح العجيري، افتتح الشيخ جابر الأحمد الصباح المرصد رسميا عام 1986م.[490]

### مراكز تجارية

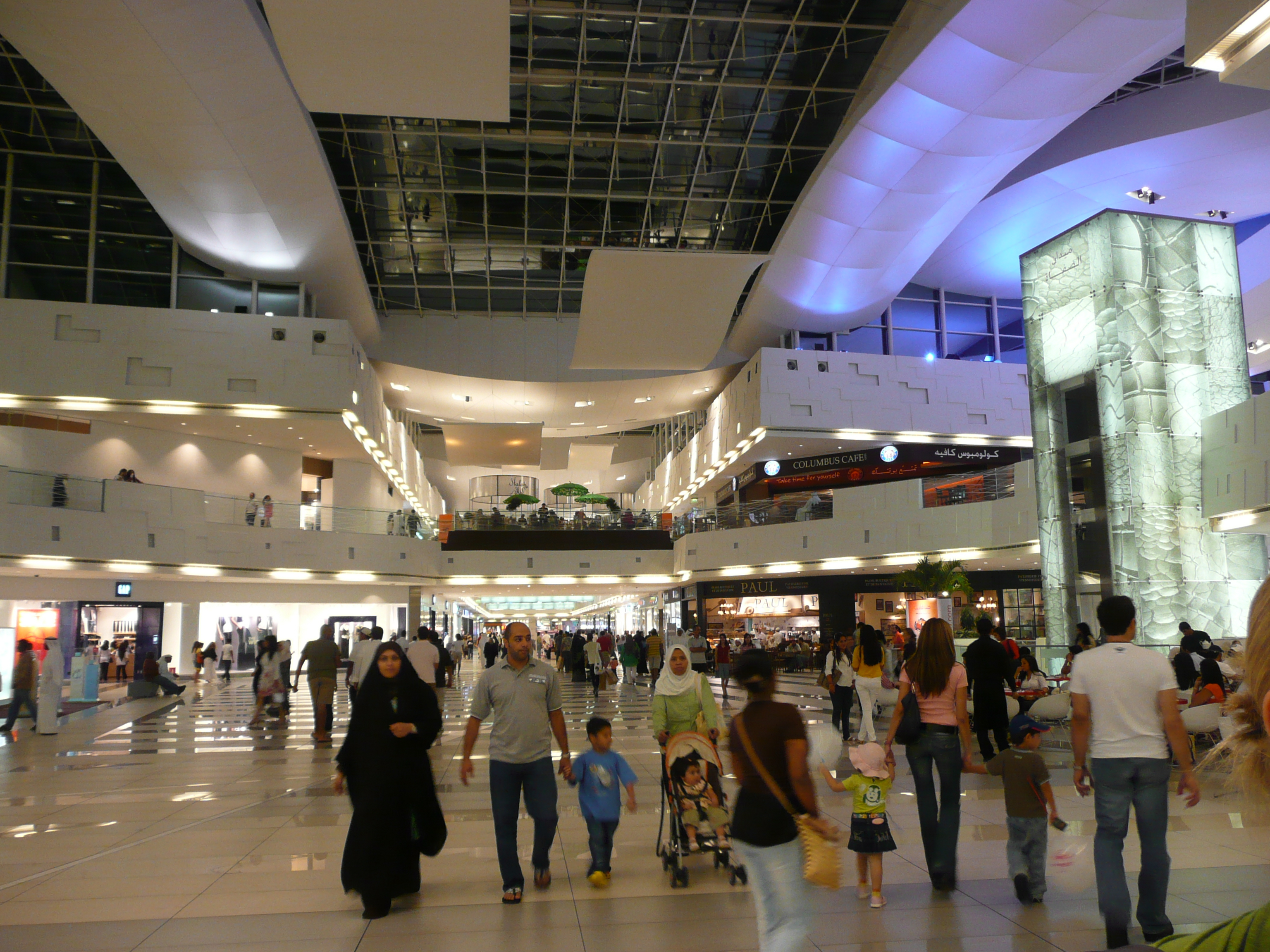
مجمع الأفنيوز من الداخل

- سوق المباركية:هو سوق تراثي يقع في منطقة القبلة، وسمي نسبة إلى الشيخ مبارك الصباح، ويتميز بتصميمه الذي يشبه الأسواق القديمة.
- مجمع الأفنيوز: أكبر مجمع ومركز تسوق تجاري في الكويت.[491] يقع في منطقة الري الصناعية على امتداد طريق الدائري الخامس من جهة الجنوب وطريق الغزالي السريع من الشرق. في عام 2013 فاز بالجائزة الذهبية لـ «أفضل مركز تسوق 2013» في منطقة الشرق الأوسط وشمال أفريقيا.[492] افتتح الأفنيوز في أبريل 2007 تحت رعاية الشيخ صباح الأحمد الجابر الصباح.[491] ويضم المشروع مجمع تجاري ضخم،[493] وفندق من فئة أربعة نجوم وفندق خمسة نجوم، وقاعة مؤتمرات، ومكاتب، ومسرح وسينما. تبلغ إيراداته السنوية 30 مليون دينار أو ما يعادل 100 مليون دولار أمريكي.
- مجمع 360 هو مجمع تجاري حديث اشتق اسمه من التصميم الدائري للمجمع، افتتح في عام 2009 ويمتاز تصميمه بتأثره بالهندسة المعمارية في الشرق الأوسط، حيث يضم تماثيل زجاج منفوخة من تصميم كيلي دايل، جنبًا إلى جنب مع حديقة للطاقة الشمسية تضم 21,000 نبتة تنمو بشكل عمودي بهدف المساعدة على تحسين نوعية الهواء.[494] فاز المجمع بجائزة أفضل مركز تسوق في العالم عام 2011 خلال الحفل السنوي لمجلة RLI البريطانية.[495] يقع المجمع في منطقة الزهراء على الدائري السادس.[496]
- سوق شرق: هو مجمع تجاري ضخم يقع في منطقة الشرق، ومن هنا جاءت تسمية المجمع التجاري. افتتح الشيخ جابر الأحمد الصباح السوق في 30 سبتمبر 1998،[497] ويضم المشروع 70 محل تجاري و20 مطعم للوجبات السريعة وثلاثة دور عرض للسينما، ويتحوي على رصيف مائي يتسع لـ 365 مرسى.[498]

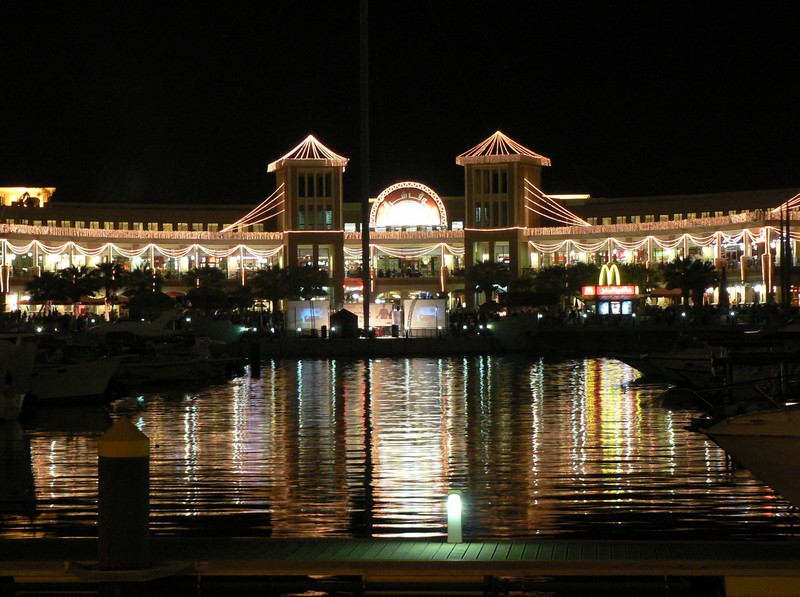
منظر لسوق شرق من جهة شارع الخليج العربي مساءً

- المارينا مول: هو مجمع تجاري ضخم وأحد المعالم البارزة في دولة الكويت، يقع على ضفاف الخليج العربي في منطقة السالمية، يضم المشروع مجمع تجاري، فندق، إذاعة، جسر معلق للمشاة ومرسى سفن.[499] يمتاز التصميم المعماري للمشروع بحداثة طرازه وتناسقه الفائق الجمال، من بعض تلك اللمسات المعمارية الخلابة في المشروع قبة زجاجية ضخمة تتوسط المجمع التجاري وتحاذيها مظلة معلقة في سقف القبة تتحرك حسب حركة الشمس لتخفف من حدة الضوء، وجسر زجاجي معلق للمشاة شُيد فوق شارع الخليج العربي ليربط بين المجمع التجاري مارينا مول والجزء المطل على البحر من المشروع مارينا كريسنت، ويعدّ أول جسر معلق للمشاة في مجمع تجاري في الكويت. كما يضم المارينا مول نافورة مائية تقع في وسط المجمع التجاري، تمتاز بتصميمها الزجاجي الغريب. كما تم توزيع عدد كبير من أشجار النخيل بشكل متفرق في جميع أنحاء المجمع التجاري، مما أضفى على المكان طابع مميز خاص به.[500]
- سوق الكوت: هو مجمع تجاري ضخم يقع في جنوب غرب الفحيحيل افتتح في 10 فبراير 2005،[501] يتميز المجمع بتصميم متميز مأخوذ من فن العمارة الإسلامية العريق، يقع السوق ضمن مشروع مدينة الفحيحيل الذي يضم مجمعين تجاريين هما (الكوت والمنشر)، بالإضافة إلى فندق روتانا المنشر، مرسى قوارب، واجهة بحرية ونوافير مائية ضخمة.[502]

### المنتزهات والمنتجعات
- منتزه فيلكا السياحي: هو منتجع يقع في جزيرة فيلكا، افتُتح في 16 مارس 1982، يتكون من 472 شاليه شيدت وفق الطرازين العربي والأوروبي.[503]
- منتجع صحارى: هو منتجع يقع بالقرب من نادي الصيد والفروسية على الدائري السادس، ويشمل على ملعب غولف، وملاعب لرياضة السكواش والتنس، ومضمار للفروسية، وبعض الشاليهات الخاصة.[504]
- منتزه المروج: وهو منتزه ترفيهي تابع لمنتج صحارى للغولف،[505] حيث يتمون سلسلة مطاعم على مساحة 10 آلاف متر مربع.[506]
- منتزه الخيران: وهو منتزه ترفيهي تابع لشركة المشروعات السياحية،[507] افتتح في 23 فبراير 1987، ويقع جنوب شرق مدينة الكويت ويبعد عنها حوالي 110 كم.[508]

شعار مهرجان هلا فبراير.

### أماكن ترفيهية
- الجزيرة الخضراء: هي جزيرة اصطناعية تأسست من قِبَل شركة المشروعات السياحية قرب أبراج الكويت على مساحة بحرية تبلغ 785 ألف مترًا مربعًا، وهي الجزيرة الصناعية الأولى في الخليج. تضم برجًا سياحيًا، وقلعة ترويجية للأطفال مجهزة بخنادق وشلالات مائية صغيرة، وملف حلزوني على شكل تل دائري صغير يخترقه طريق لولبي، بالإضافة إلى مطاعم ومراكز خدمات أخرى على شكل مدرج روماني.[509]
- المدينة المائية (أكوابارك): وهي أول مدينة مائية تأسست في منطقة الخليج العربي، افتتحت في 19 أغسطس 1995 بواسطة شركة المشروعات السياحية، تقع على شارع الخليج العربي بالقرب من أبراج الكويت.[510]
- مدينة الكويت الترفيهية: هي مدينة ترفيهية تقع بمنطقة الدوحة التابعة لمحافظة العاصمة، وهي إحدى مشاريع شركة المشروعات السياحية، افتتحت في 12 مارس 1984م. تبلغ مساحة المدينة مليون متر مربع، مما يجعلها من أهم المدن الترفيهية في الشرق الأوسط.[511]
- حديقة الحيوان: وتقع بمنطقة العُمرية،[512] وكانت بدايتها على يد الشيخ جابر العبد الله الجابر الصباح في عام 1954 عندما أنشأها وأطلق عليها اسم حديقة سلوى بمنطقة أنجفة، وكانت آنذاك ثاني حديقة حيوان في الشرق الأوسط بعد حديقة الحيوان بالقاهرة،[513] في منتصف الستينيّات بدأت الدولة إنشاء حديقة الحيوان الحكومية بمنطقة العُمرية ونظرًا لزيادة المد السكاني في منطقة سلوى، أهدى الشيخ جابر العبد الله الجابر الصباح حديقة الحيوان الحكومية أنواعًا مختلفة من الحيوانات لتكون نواةً لإنشاء الحديقة.[514]
- صالة تزلج: تعدّ الأولى من نوعها في منطقة الخليج العربي والشرق الأوسط.[515] بدأ العمل بإنشائها من قبل شركة مقاولات فرنسية عام 1978، وافتتحت في 16 مارس 1980.[516]
- قرية يوم البحار: مدينة تراثية تقع على شارع الخليج العربي أمام مجلس الأمة،[517] حيث تعكس حياة الكويت القديمة بأٍسواقها ومقاهيها ومطاعمها الشعبية وتراثها البحري القديم بتواجد الكثير من سفن الغوص والسفر.[518]

### أماكن بحرية

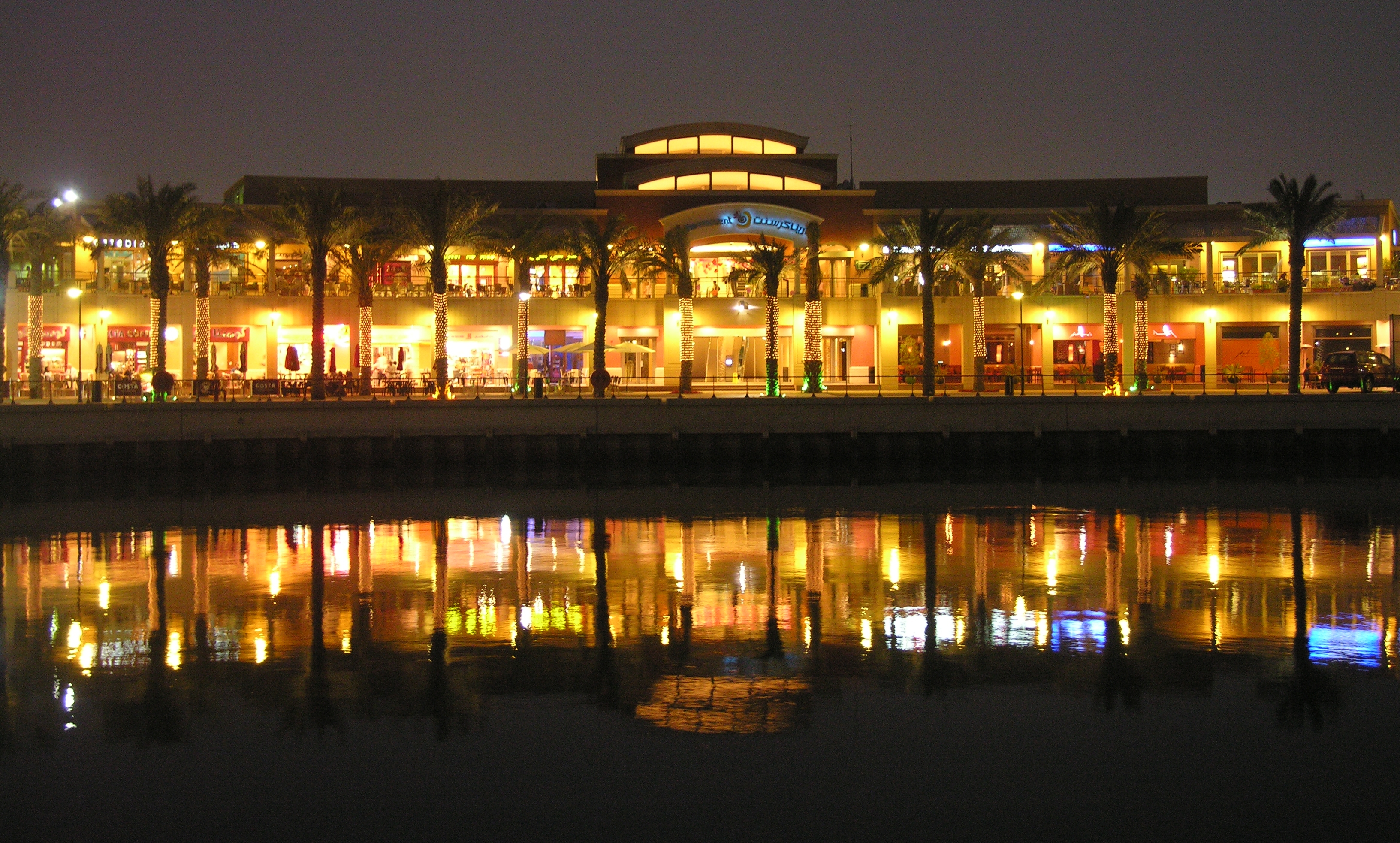
منظر لمارينا كريسنت مساءً

- مارينا كريسنت: هو الجزء المحاذي للخليج العربي من مجمع مارينا مول، يطل على منظر جميل لفندق ومرسى المارينا. افتُتح ضمن المرحلة الثانية للمشروع. وهو مبنى يبلغ طوله 3,300 متر [500] مخصص للمطاعم والمقاهي العالمية والمحلية.
- النافورة الموسيقية: هي حديقة افتتحت في مارس 1983، وتحتوي على 220 نافورة موزعة على ثلاثة أحواض متدرجة. تعدّ النافورة الموسيقية الرابعة من نوعها في العالم من حيث الضخامة.[519] تقع النافورة الموسيقية ضمن منطقة الحزام الأخضر في المرقاب بمدينة الكويت.[520]
- شاطئ المسيلة: يعدّ شاطئ المسيلة من أكبر وأجمل شواطئ الكويت،[521] ويمتد على ساحل المسيلة على مسافة 350 مترًا عند نهاية طريق الفحيحيل السريع.[522]
- الواجهة البحرية: هو مشروع سياحي كبير يمتد من منطقة الشويخ حتى رأس الأرض في منطقة السالمية بطول 21 كيلو مترًا.[523]

### أماكن ثقافية

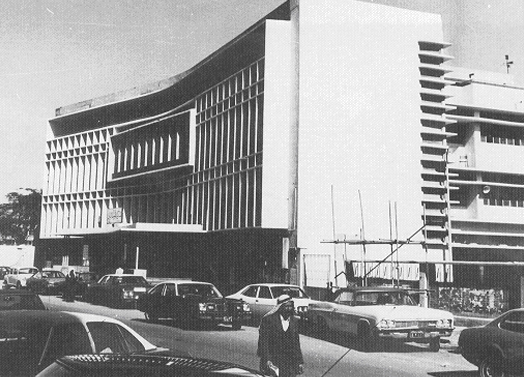
المبنى الجديد للمدرسة المباركية والذي أصبح لاحقًا مقر مكتبة الكويت الوطنية.

- مكتبة الكويت الوطنية: هي مكتبة تأسست في 1923 بجهود عدد من أدباء الكويت، عرفت سابقًا باسم المكتبة الأهلية والتي تلقت مجموعات من مكتبة الجمعية الخيرية الكويتية التي أنشئت في 1913.[524] تقع المكتبة الحالية في شارع الخليج العربي.[525]
- المكتبة الوطنية العامة: وهي مكتبة انشئت بمرسوم أميري صدر عام 1994[526] في عهد الشيخ جابر الأحمد الصباح، انطلاقًا من توجه الدولة للمحافظة على ذاكرة الأمة، من خلال توثيق التراث الوطني والثقافي الكويتي بجميع أشكاله،[527] وجميع الأعمال الأدبية والوثائق المتعلقة بالكويت وشبه الجزيرة العربية والحضارة العربية والإسلامية.[528] تتخذ المكتبة من مبنى مدرسة المباركية مقرًا لها.[529]
- مكتبة البابطين المركزية للشعر العربي: هي أول مكتبة في العالم تختص بالشعر العربي. يعود الفضل في تأسيسها  إلى صاحبها الشاعر عبد العزيز البابطين وذلك من منطلق رغبته في إثراء الشعر العربي والحفاظ عليه. استغرق إنشاء المكتبة 4 سنوات حيث وُضع حجر الأساس عام 2002 وأفتتحت عام 2006.[530] تقع المكتبة في قلب مدينة الكويت، حيث تطل من موقعها المتميز بجانب المسجد الكبير على الخليج العربي وصممت على شكل كتاب مفتوح لتعبر عن هوية المكان.
- مركز الشيخ جابر الأحمد الثقافي: وهو معلم معماري وثقافي كويتي بارز، يقع في قلب مدينة الكويت بجوار قصر السلام بين شارعي الخليج العربي وجمال عبد الناصر. يتكون المبنى الذي استغرق تصميمه وإنجازه 22 شهرا[531] من مجموعة من الأشكال الهندسية المركبة والمستوحاة من العمارة الإسلامية، حيث تتواجد 4 مباني ضخمة مبعثرة على شكل الجواهر المتناثرة.[532][533] يضم المبنى 3 مسارح و3 قاعات للحفلات الموسيقية والمؤتمرات والمعارض ومركزًا للوثائق التاريخية.[534] وشُيد على مساحة تقدر بـ 214 ألف متر مربع، وبتكلفة قدرت بنحو 235 مليون دينار كويتي، أي ما يعادل 775 مليون دولار أمريكي.[535]

### مهرجانات
- معرض الكويت الدولي: هو أكبر مركز للمعارض في دولة الكويت، تأسس عام 1971 برأس مال مدفوع يتجاوز 10 مليون دولار أمريكي، ويقع في منطقة مشرف.[536] يتكون من 6 قاعات كبيرة مغطاه ومكيفة تبلغ مساحتها أكثر من 7،000 متر مربع، يستضيف معرض الكويت الدولي أكثر من 45 حدث سنوي.[537]

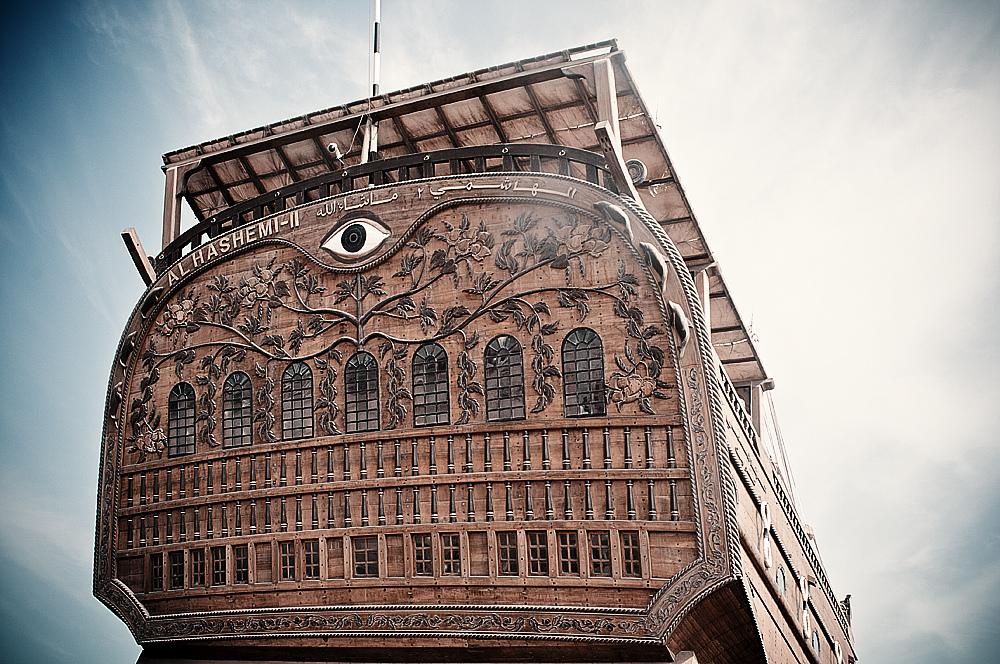
الهاشمي 2 أكبر سفينة داو خشبية في العالم.

- مهرجان القرين الثقافي هو مهرجان ثقافي اجتماعي. أقيم لأول مرة عام 1994،[538][539][540] بناء على رغبة الشيخ جابر الأحمد الصباح بهدف بحث سبل النهوض بالحركة الفنية والثقافية على أرض الكويت لتشمل قطاعات الفن والمسرح والفنون التشكيلية والثقافة بشكل عام.[541] يشمل المهرجان توزيع جوائز للمبدعين في عالم الثقافة،[542] وسمي بمهرجان القرين لأسباب تاريخية، فالقرين في الأصل هو أحد أسماء الكويت القديمة، وأيضًا تكريمًا لأبطال ملحمة القرين التي جسدت المقاومة الشعبية ضد الغزاة على دولة الكويت.[543]
- هلا فبراير: هو أحد أبرز مهرجانات الكويت التي تقام سنويًا في شهر فبراير، انطلق المهرجان لأول مرة عام 1999 بالفترة ما بين 3 فبراير وحتى 24 فبراير،[544] بدعم من القطاع الخاص وبعض المؤسسات من خلال تمويله ورعايته. يتضمن المهرجان حفلًا افتتاحيًّا يقام فيه كرنفال استعراضي (يتم في العادة على امتداد شارع سالم المبارك في منطقة السالمية)، مع وجود العديد من الأنشطة والفعاليات المقامة بالمهرجان الحفلات الغنائية، والتي تعدّ من كبرى الحفلات الغنائية في الوطن العربي، بالإضافة إلى الأمسيات الشعرية وبعض الأنشطة الترفيهية والرياضية الأخرى.[545]

### أخرى
- الهاشمي 2: هي سفينة خشبية كويتية من نوع البغلة، تشتهر بكونها إحدى أكبر السفن الخشبية في العالم حاليًا،[546] يبلغ طولها 80,4 مترًا وعرضها 18,7 مترًا، وبحموله تقدر ب 2,500 طن.[547] بدأ التخطيط لمشروع بناء سفينة الهاشمي 2 عام 1985 إلا أن أعمال البناء لم تبدأ حتى عام 1997،[548] اكتمل بناء السفينة بحلول الأول في يناير عام 2000، وكلفت بناؤها ما يقارب من 30 مليون دولار مع نهاية عام 2001. تستخدم السفينة كصالة للمناسبات ومطعم ولم تصنع للإبحار.[549] يُذكر أن السفينة قد دخلت موسوعة غينيس للأرقام القياسية كأكبر سفينة داو عربية في العالم.[550]

## رموز وطنية

### شعار الكويت
ظهر شعار الكويت قبل حصولها على الاستقلال من المملكة المتحدة، واعتمده الشيخ عبد الله السالم الصباح في 22 يناير 1956، يتكون الشعار من قاعدة زرقاء سماوية تشبه الترس تبدو في نصفها السفلي أمواج البحر الفضية الزرقاء، وتعلو الأمواج سفينة بوم كويتية باللون الطبيعي، وفوق القاعدة في الوسط خوذة رُسم عليها صقر مرتفع الجناحين باللون الطبيعي، وخلف القاعدة علمان كويتيان متقاطعان.

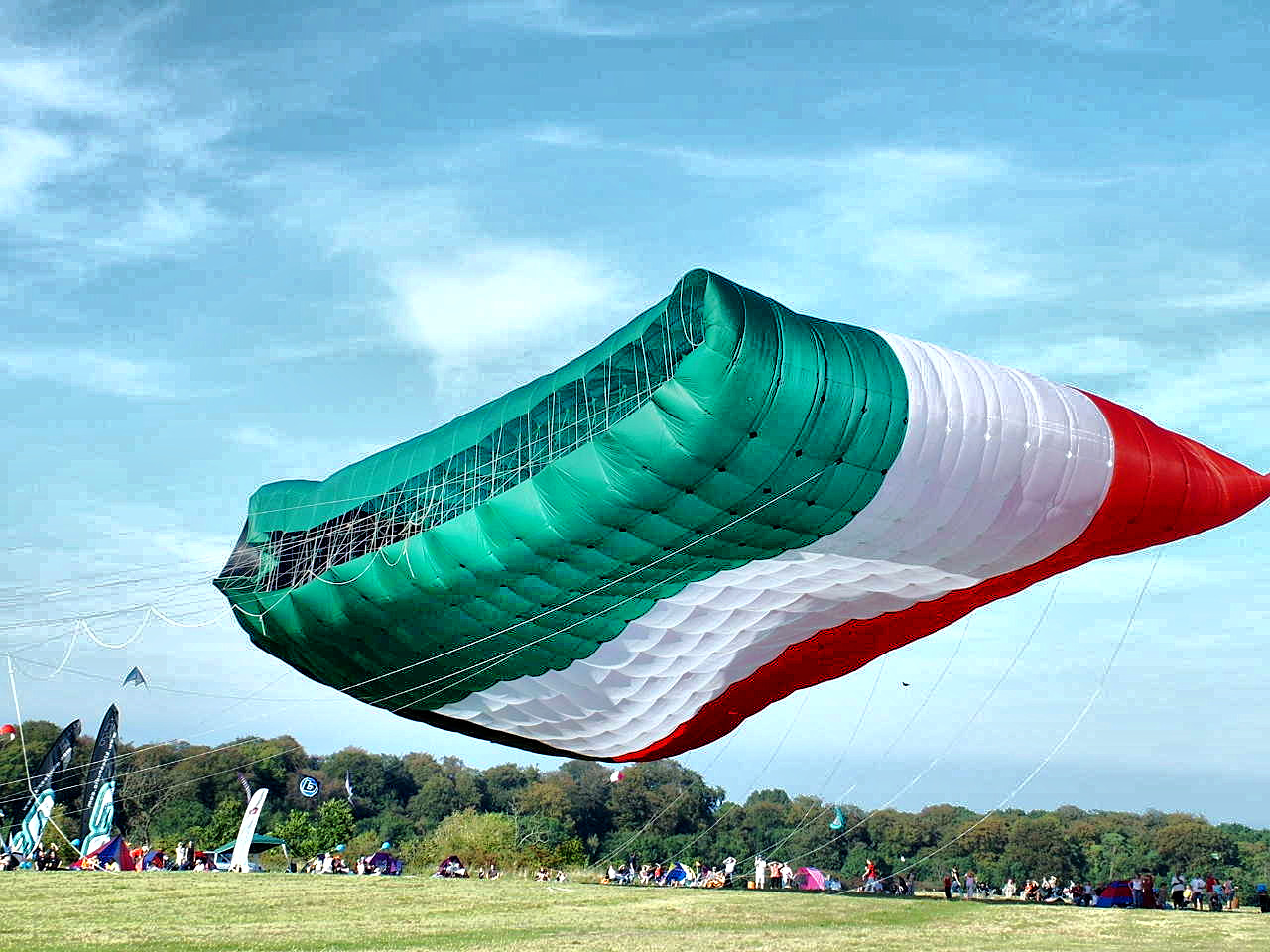
أكبر طائرة ورقية في العالم على شكل علم الكويت تحلق في سماء مدينة بورتسموث.

### علم الكويت
رفع العلم الحالي رسميًا في 24 نوفمبر 1961 وذلك بعد أن تطور وأخذ أشكالًا وأحجامًا مختلفة منذ بداية تأسيس الكويت وحتى عام 1961، إذ رأت الحكومة ضرورة تغييره ليكون العلم الجديد رمزًا لاستقلال البلاد، فصدر قانون بذلك في 7 سبتمبر 1961 برفع العلم الجديد على جميع الدوائر والمؤسسات الحكومية. ثم جرى تعديل بعض مواد أحكامه في 18 نوفمبر من نفس العام. وفي 15 مايو 1963 رفع وزير خارجية الكويت آنذاك الشيخ صباح الأحمد الصباح العلم أمام مبنى الأمم المتحدة بعد انضمام الكويت إليها. ألوان العلم مستوحاة من بيت شعر صفي الدين الحلي يقول فيه:

### نشيد الكويت
النشيد الوطني الكويتي من كلمات الشاعر أحمد العدواني، وتلحين إبراهيم الصولة، وتوزيع أحمد علي. اعتُمد النشيد في 25 فبراير عام 1978 واستمر من ذلك الوقت حتى الآن.
كانت فكرة تأليف النشيد الوطني نابعة من مجلس الوزراء الذي كان يترأسه الشيخ جابر الأحمد الصباح عندما كان وليا للعهد ورئيس لمجلس الوزراء في عهد الشيخ صباح السالم الصباح، تشكلت لجنة من مجلس الوزراء برئاسة الشيخ جابر وأُعلن عن  مسابقة مفتوحة لتقديم كلمات وألحان النشيد الوطني ليحل محل السلام الأميري الذي كان مستخدمًا منذ استقلال الكويت عام 1961. انتهت أعمال اللجنة إلى اختيار النشيد الحالي ليكون النشيد الوطني للكويت، وحدد يوم العيد الوطني في تلك السنة ليكون اليوم الأول لاستخدام النشيد.

## مناسبات وطنية

### العيد الوطني
العيد الوطني الكويتي هو يوم عطلة رسمية احتفالًا بذكرى استقلال الكويت عن المملكة المتحدة، ويحتفل بهِ في 25 فبراير من كل عام. استقلت الكويت في 19 يونيو 1961 في عهد الشيخ عبد الله السالم الصباح، وأقيم أول احتفال بعيد الاستقلال في 19 يونيو 1962، وهي المرة الوحيدة التي اقيم فيها احتفال بالاستقلال في هذا التاريخ. بداية من عام 1963 تم ترحيل عيد الاستقلال (نظرا للحر الشديد في هذه الفترة) ودمجه مع تاريخ عيد جلوس الأمير عبد الله السالم الصباح والذي يصادف يوم 25 فبراير، ومنذ ذلك الحين والكويت تحتفل في عيد استقلالها في هذا التاريخ.

### عيد التحرير
عيد التحرير يحتفل فيه في 26 فبراير من كل عام في الكويت  بمناسبة تحرير الكويت سنة 1991 من الاحتلال العراقي الذي دام سبعة أشهر إبان حرب الخليج الثانية. وهو أحد أيام العطل الرسمية بالكويت ويحتفل فيه مع العيد الوطني للكويت الذي يوافق يوم 25 فبراير من كل عام.

### الأعياد والعطلات الرسمية
فيما يلي أيام الأعياد والمناسبات التي تتعطل بها الدوائر الرسمية، وتعدّ يوم عطلة رسمية لكافة المواطنين والمقيمين:
| التاريخ          | المناسبة            |
| ---------------- | ------------------- |
| 1 محرم           | رأس السنة الهجرية   |
| 12 ربيع الأول    | المولد النبوي       |
| 27 رجب           | الإسراء والمعراج    |
| 1 - 3 شوال       | عيد الفطر           |
| 9 ذو الحجة       | يوم الوقوف بعرفة    |
| 10 - 13 ذو الحجة | عيد الأضحى          |
| 1 يناير          | رأس السنة الميلادية |
| 25 فبراير        | العيد الوطني        |
| 26 فبراير        | يوم التحرير         |

## الملاحق

### العضوية في المنظمات الدولية
| علم المنظمة | اسم المنظمة                           | تفاصيل العضوية          |
| ----------- | ------------------------------------- | ----------------------- |
|             | مجلس التعاون لدول الخليج العربية      | عضو مؤسس 25 مايو 1981   |
|             | الأمم المتحدة                         | الانضمام 14 مايو 1963   |
|             | منظمة المؤتمر الإسلامي                | عضو مؤسس 22 سبتمبر 1969 |
|             | أوبك                                  | عضو مؤسس 1960           |
|             | منظمة الأقطار العربية المصدرة للبترول | عضو مؤسس 1968           |
|             | جامعة الدول العربية                   | الانضمام 20 يوليو 1961  |
|             | منظمة التجارة العالمية                | عضو مؤسس 1 يناير 1995   |
|             | اللجنة الأولمبية الدولية              | الانضمام 1966           |
|             | مجموعة ال77                           | عضو مؤسس 15 يونيو 1964  |

### التصنيفات الدولية
| المنظمة                       | المسح                     | الترتيب   |
| ----------------------------- | ------------------------- | --------- |
| منظمة الصحة العالمية          | ترتيب نظام الرعاية الصحية | 45 من 180 |
| ذا إيكونومست، الحياة الدولية  | مؤشر جودة الحياة          | 55 من 111 |
| برنامج الأمم المتحدة الإنمائي | مؤشر التنمية البشرية      | 54 من 182 |
| مؤسسة التراث/وال ستريت جورنال | مؤشر الحرية الاقتصادية    | 74 من 183 |
| مراسلون بلا حدود              | مؤشر حرية الصحافة         | 72 من 196 |
| معهد الاقتصاد والسلام         | مؤشر السلام العالمي       | 40 من 144 |
| مؤشر كي.أو.إف للعولمة         | مؤشر العولمة              | 47 من 181 |
| برنامج الأمم المتحدة الإنمائي | مؤشر التنمية البشرية      | 31 من 182 |
| الشفافية الدولية              | مؤشر الفساد               | 66 من 180 |
| تقرير التنافسية العالمية      | المنتدى الاقتصادي العالمي | 35 من 133 |

## وصلات خارجية
- بوابة الكويت الإلكترونية
- الموقع الرسمي للديوان الأميري دولة الكويت
- الموقع الرسمي لديوان ولي العهد
- الموقع الرسمي لديوان رئيس مجلس الوزراء
- وزارة الخارجية الكويتية
- الموقع الرسمي لمطار الكويت الدولي
- موقع الرسمي لبلدية الكويت